# Historia económica de Argentina

Evolución del PIB per cápita de Argentina

La historia económica de Argentina se encuentra marcada por la inestabilidad y la falta de consensos en el modelo económico a seguir. Luego de la consolidación de la nación a fines del siglo XIX, se impone el modelo agroexportador a comienzos del siglo XX. Con la crisis de 1930, se da inicio al modelo de industrialización por sustitución de importaciones (ISI) que se mantendría con algunos cambios hasta el golpe militar de 1976 que liberalizó la economía. Desde los años 1940 la economía atraviesa por lo que el economista Marcelo Diamand denominó el "péndulo argentino", alternando etapas expansionistas (que apuntan al consumo interno y la industrialización) con etapas ortodoxas (donde se apunta al orden fiscal y la producción agropecuaria). El hecho de que el país partiera de una posición privilegiada a comienzos del siglo  XX y no haya logrado desarrollarse económicamente desde entonces es lo que algunos economistas han llamado la «paradoja argentina».
Argentina posee grandes ventajas comparativas en el campo de la agricultura, ya que es un país dotado de suelos fértiles y climas templados. El país además cuenta con una infraestructura industrial amplia, una importante capacidad científico-tecnológica, una industria cultural sólida y pujante y una población muy alfabetizada y con un alto grado de escolarización.
Según el Banco Mundial, su PIB nominal es el 26° del mundo, mientras que en términos per cápita se encuentra en el puesto 73 con  20 500 dólares en paridad de poder adquisitivo (PPA). Por esto es considerado un país de ingresos mediano-altos por el BM. Cuenta con el segundo mayor Índice de Desarrollo Humano de Latinoamérica. Es uno de los tres estados latinoamericanos que forman parte del grupo de los 20 países más ricos e industrializados del mundo. Según algunos autores integra el grupo de países recientemente industrializados (NIC).

## Época precolombina
Las evidencias más antiguas del desarrollo de la agricultura en el actual territorio de Argentina datan del s. I a. C, y corresponden a la cultura de Ansilta, cuyas prácticas permanecieron estables hasta el comienzo de nuestra era y la propia agricultura no logró superar un nivel de desarrollo mínimo, que resultaba marginal como aporte a la dieta de pueblos básicamente cazadores y recolectores. En un principio cultivaban quinua, zapallo y porotos, a los que siglos más tarde sumaron el maíz. A lo largo del primer milenio a. C. también incorporaron la alfarería y el tejido; la primera era de un estilo rudimentario, de paredes gruesas, color uniformemente rojo decorada. Tejían con bastidores simples, entrecruzando los hilos a mano.
En la cuenca del río San Francisco (Jujuy) se desarrolló desde mediados del último milenio antes de nuestra era el complejo agroalfarero San Francisco, a veces mencionado como cultura San Francisco. Ocuparon el norte del amplio valle, desplazándose gradualmente hacia el oeste, las tierras altas al este de la Quebrada de Humahuaca, y el sudoeste, la zona de Perico y Palpalá.
Se trató de poblaciones dedicadas a la caza, pesca y recolección, en un ambiente especialmente generoso en la provisión de alimentos que les permitió establecerse en sitios fijos. Allí desarrollaron una agricultura incipiente y una cerámica muy desarrollada. En el norte las culturas diaguitas combinaban el cultivo de laderas en terrazas y el cultivo de fondo de valle, a través de largos canales que alimentaban alternadamente las terrazas o parcelas. Junto al maíz, prácticamente omnipresente, se cultivaban distintos tipos de ajíes, porotos y zapallos. En las regiones altas y secas se cultivaba la papa y la quinoa. En las regiones algo más húmedas, se cultivaba el algodón. Para la provisión de agua comenzaron a utilizarse, junto a los azudes, verdaderas represas que guardaban el agua. Entre los siglos IV y X se desarrolla la cultura de la Aguada en el territorio de las actuales provincias de Catamarca y La Rioja, identificada por el arqueólogo argentino Alberto Rex González, quien la define como «la más andina de las culturas del noroeste argentino», vinculada al horizonte cultural Tiahuanaco. La Aguada se caracterizó por desarrollar un extraordinario arte alrededor de la figura del yaguar. Según José Pérez Gollán (1992) la Aguada es un momento histórico de las culturas del noroeste, en el que surge una nueva forma política: los llamados «señoríos» o «jefaturas», por estar dominadas por un «señor», que dominaba una determinada región por medio del control del excedente económico.
Mientras tanto la Cultura de Alamito se desarrolló entre el 400 a. C. y el 650 d. C. en la zona del Campo de Pucará (en Catamarca). Muy influenciada por la cultura Condorhuasi. Se desarrolló la agricultura entre el 400 a. C. y el 700 d. C. en las sierras de Sumampa y Guasayán, en la provincia de Santiago del Estero.
La cultura Santa María (1200-1470): la existencia de terrazas de cultivo y sistemas de riego muy complejos permitió a Santa María tener una gran población y acumular excedentes que eran almacenados en silos subterráneos. Cultivaron el maíz, la papa, el poroto, la quínoa y el zapallo y recolectaron intensivamente algarroba y chañar. Fueron expertos ganaderos y utilizaron el forraje. Realizaron un amplio intercambio de producto con otros pueblos distantes usando sus caravanas de llamas. Alcanzaron un notable desarrollo de la metalurgia del cobre, el oro y la plata y fueron conocidos en toda la región por sus bronces de excelente calidad. Santa María alcanzó una gran complejidad sociopolítica: un señor, cuyo poder era hereditario; guerreros y sacerdotes, la cultura santamariana coincide en gran medida con la etnia diaguita.

## Argentina virreinal o primer período económico
La conquista española de parte del actual territorio argentino se realizó mediante tres esfuerzos independientes: expediciones desde España hacia el Río de la Plata y el Paraguay, expediciones organizadas en el Perú para ocupar las tierras del Tucumán, y expediciones de Chile hacia Cuyo. De allí surgen las tres grandes subdivisiones: Nueva Andalucía (después dividida en Río de la Plata y Guayrá-Paraguay), Córdoba del Tucumán, y el Corregimiento de Cuyo. Las primeras dos pertenecieron al virreinato del Perú, la última a la Capitanía General de Chile. En 1779 las tres pasaron a formar parte del nuevo virreinato del Río de la Plata.
A los efectos del análisis, este período de tres siglos se puede subdividir en tres subperíodos: temprano (1516-1650), caracterizado por las acciones expansivas; medio (1650-1776) o de consolidación, y tardío (1776-1810) o de retirada.

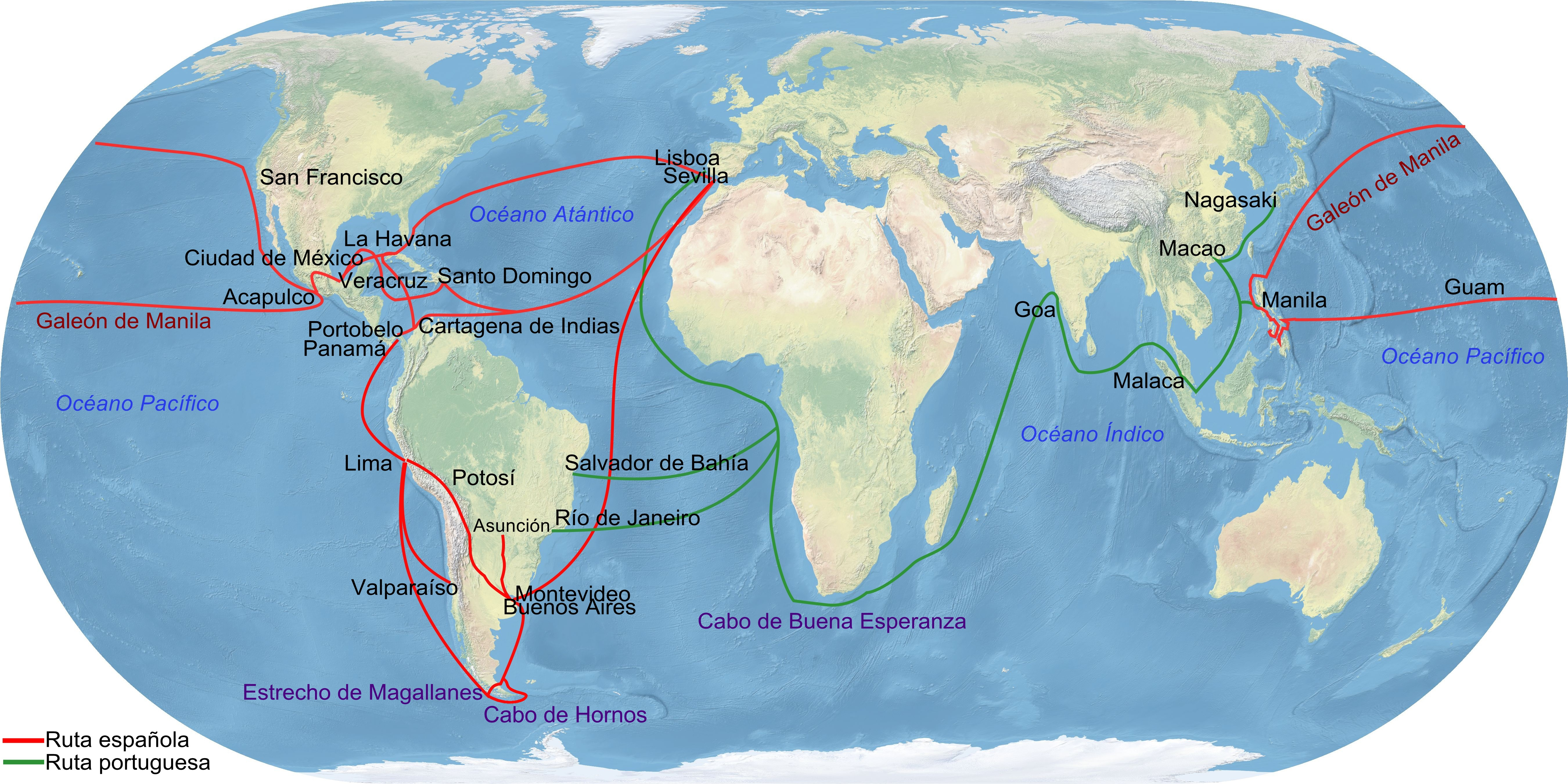
Principales rutas comerciales del Imperio español con las Indias.

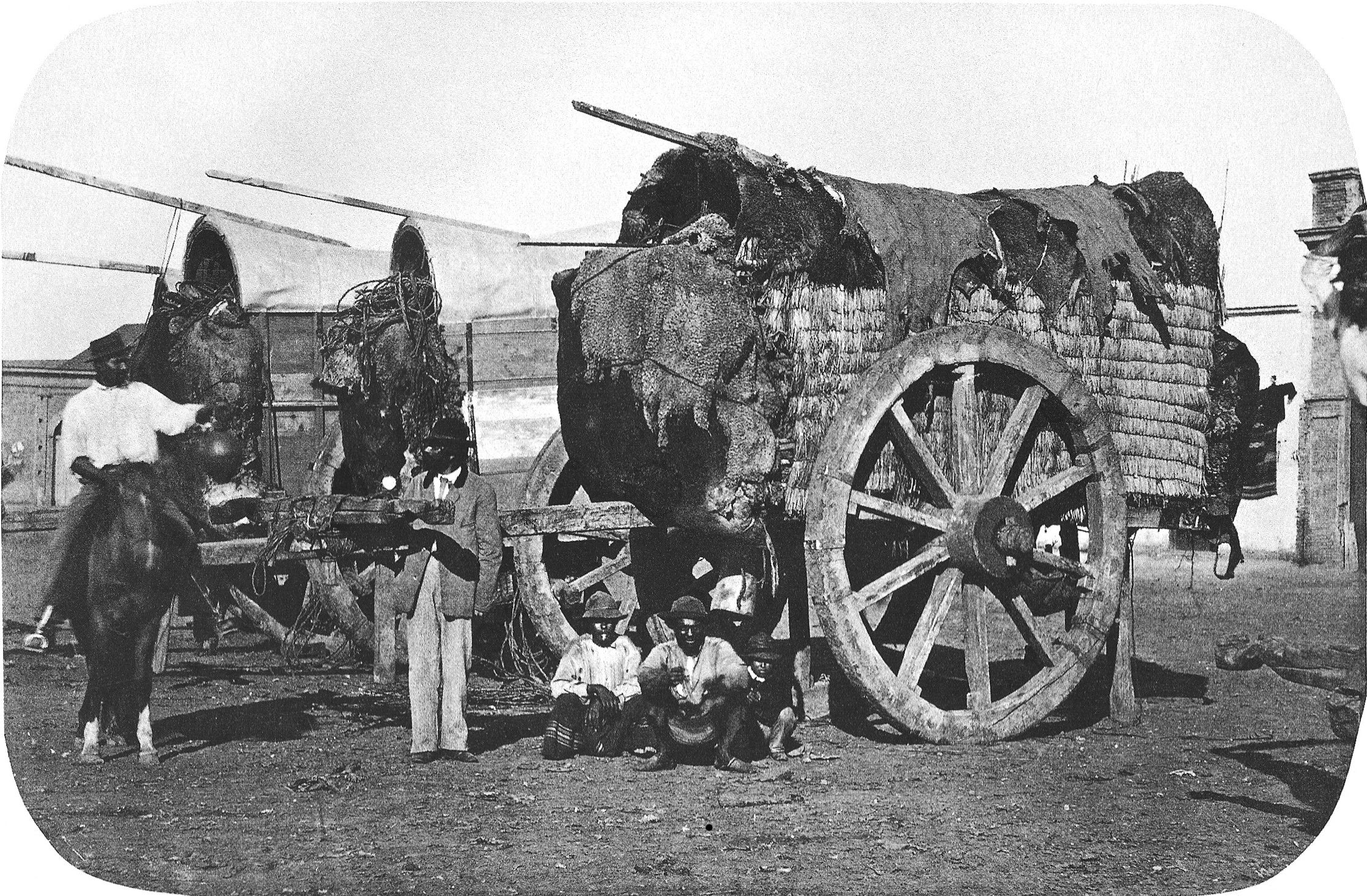
La carreta fue el carro más utilizado y promovido desde la conquista de América como un transporte para pasajeros y bienes.

### Subperíodo temprano (1517-1650)

Imperio español de Felipe II, Felipe III y Felipe IV (de 1556 a 1665) en el que se incluyen los territorios cartografiados y reclamados, reclamaciones marítimas (mare clausum) y otros aspectos.

Teniendo en cuenta que en el Imperio español la unidad social se concebía a través de la unidad de la Fe de la Iglesia católica, gracias a la bula del Papa Pablo III Sublimis Deus de 1537 que declaraba a los indígenas hombres con todos los efectos y capacidades de cristianos, hubo un gran contraste entre la colonización española y la anglosajona en América. Hoy en día, gracias al mestizaje, la población de los países hispanoamericanos comparte antepasados indígenas y europeos, en diversos grados.
La represión de los indígenas de los Valles Calchaquíes, la entrega en mita de muchos de ellos para trabajar en las minas del Potosí, el proceso de mestizaje, y sobre todo el colapso demográfico de la población indígena, hicieron que las encomiendas que alguna vez florecieran en el Tucumán fueran menguando. El trabajo forzoso introducido por los españoles se llevó a los hombres jóvenes más productivos de esas regiones y provocó la disminución y destrucción, de sus comunidades. La mayoría de los que fueron obligados a trabajar en las minas no sobrevivieron.
En la segunda mitad del siglo XVI, tanto el Alto Perú, el Tucumán, como el Paraguay exigían la creación de un puerto en el Atlántico sur para poder establecer lazos de comercio más cercanos con España y a la vez disminuir su aislamiento. Por estos motivos y por la amenaza de incursiones extranjeras en el Río de la Plata, la Corona española autorizó la segunda fundación de Buenos Aires.
En el área de influencia del Río de la Plata, la expansión del territorio del Imperio español se había concentrado en el Paraguay, donde las poblaciones guaraníes eran numerosas y sedentarias, pasibles de ser encomendados. En 1573 el gobernador Juan de Garay marchó a repoblar Buenos Aires. En el camino, decidió fundar en el lugar una ciudad intermedia: Santa Fe de la Vera Cruz. La tarea se completó en 1580, cuando fundó la ciudad de Trinidad y Puerto de Santa María del Buen Ayre, que con el tiempo sería conocida como Ciudad de Buenos Aires, como parte del virreinato del Perú.
Durante el período virreinal, la actual Argentina, tenía pocas ventajas económicas en comparación con otros territorios del Imperio Español como México o Perú, ya que carecía de oro y de otros metales preciosos, asumiendo una posición periférica dentro de la economía del territorio del Imperio español en América. La resistencia de las poblaciones originales, en muchos casos encarnizada, demoró e incluso impidió el desarrollo de las acciones expansivas de los conquistadores españoles.
Dos terceras partes de su territorio actual estuvieron ocupadas durante el período virreinal, mientras que el otro tercio era el correspondiente a la meseta patagónica, que continúa escasamente poblada. La agricultura y ganadería del sector era principalmente para el consumo de los mismos productores y para el mercado local. Únicamente se asoció con los comerciantes extranjeros a finales del siglo XVIII. El período entre el siglo XVI y el final del XVIII se caracterizó por la existencia de la autosuficiencia económica regional, dado que cada región estaba separada de las otras por grandes distancias, con caminos casi inexistentes lo que implicaba peligros y dificultades del transporte terrestre, y sin comunicaciones marítimas o fluviales. A finales del siglo XVIII, comenzó una etapa en la cual las diferentes regiones comenzaron a intercambiar crecientes flujos de capital, trabajo y bienes de manera significativa, dando inicio a una forma de desarrollo económico incipiente.
Durante el último tercio del siglo XVI, se había duplicado la producción de plata gracias a la introducción de la técnica de la amalgama con mercurio. Paralelamente, aumentaba la mortalidad de las poblaciones indígenas, mano de obra básica de las explotaciones mineras. El llamado "Valle Imperial" llegó a tener una población de 160 000 habitantes y se convirtió en el principal mercado de consumo de Hispanoamérica.
En este contexto, Buenos Aires se convirtió en la entrada y salida natural de los productos altoperuanos y del Paraguay. Por un lado entraban insumos y miles de esclavos negros para reemplazar a la menguante población indígena y por otro lado salía la plata producida en el cerro de Potosí.
Sin embargo, la Corona española había decidido que toda la producción de plata producida en el Alto Perú, debía salir a España vía el puerto de Lima y desembarcar en Sevilla. Debido a la salida no autorizada de metales preciosos por el puerto de Buenos Aires, en 1594 la corona prohíbió el comercio con este puerto, con algunas excepciones para evitar el desabastecimiento de la población: la autorización de fletar dos embarcaciones anuales con productos de la zona (cueros, principalmente). Esta situación lleva como única solución al contrabando, que pasó a ser la actividad económica más rentable de la Buenos Aires virreinal.
Durante la era virreinal la economía del regional estaba dedicada a la producción de bienes de consumo para los mercados del Alto y Bajo Perú, Buenos Aires y Paraguay. El Alto Perú era el destino de carretas y muebles de Tucumán, cereales de los valles fértiles del noroeste argentino, tejidos de Santiago del Estero y mulas del Litoral.
En la región pampeana la principal actividad económica era la ganadera. El origen de la explotación ganadera en las pampas, se remonta a 1536 cuando Pedro de Mendoza introdujo los primeros equinos y a 1580 cuando Garay introduce entre 300 y 500 vacas. En 1608 si bien el ganado vacuno aún era escaso en Buenos Aires, se menciona oficialmente la existencia de un numeroso plantel de ganado cimarrón que se fue multiplicando en libertad en los campos cercanos.

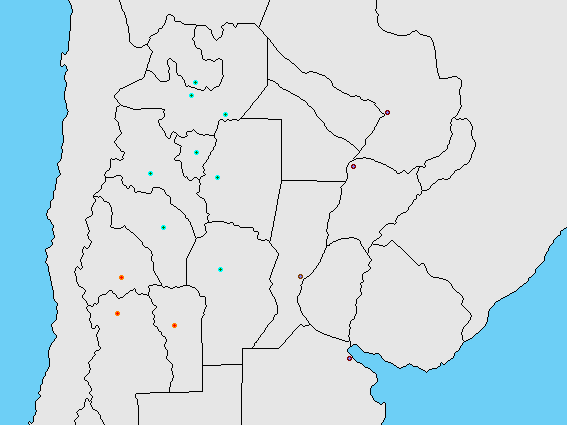
Mapa de las ciudades españolas fundadas en la Argentina y el Paraguay hasta el año 1600.

En 1603, el vigesimoséptimo gobernador de Nueva Andalucía del Río de la Plata Hernandarias modificó la legislación sobre el trabajo de los aborígenes, promoviendo la supresión de las mitas y encomiendas, por las cuales los españoles gozaban de los frutos del trabajo de los nativos a cambio de su evangelización, en la práctica inexistente. Obtuvo la aprobación de esta reforma por parte del rey Felipe III de España, y en 1608 se dispuso la creación de las reducciones jesuíticas y franciscanas en la región del Guayrá (actual estado de Paraná, Brasil).
En 1609 el Cabildo de Buenos Aires acordó la matriculación de todas las personas interesadas en participar en la caza y matanza del ganado vacuno cimarrón, expediciones denominadas oficialmente "vaquerías", que tenían por objeto la explotación del ganado vacuno para obtener principalmente su cuero, desechándose muchas veces la carne. Esta etapa duró aproximadamente hasta mediados del siglo XVIII.
Cuando el ganado cimarrón comenzó a disminuir en número, fue necesario internarse cada vez más en territorio bonaerense, agudizándose la pelea con el indígena y aumentando los costos y riesgos de estas operaciones. Entonces comienza el momento de las estancias, del ganado marcado, y de una mayor utilización del animal: nacieron las fábricas de cebo y los saladeros. Un importante papel en el nacimiento de las estancias la tuvo la "Ley de Tierras" de 1754 en la medida que la acción de vaquear, sirvió como antecedente para aspirar a la propiedad, contribuyendo así a la distribución latifundista de la tierra.

### Subperíodo medio (1650-1776)

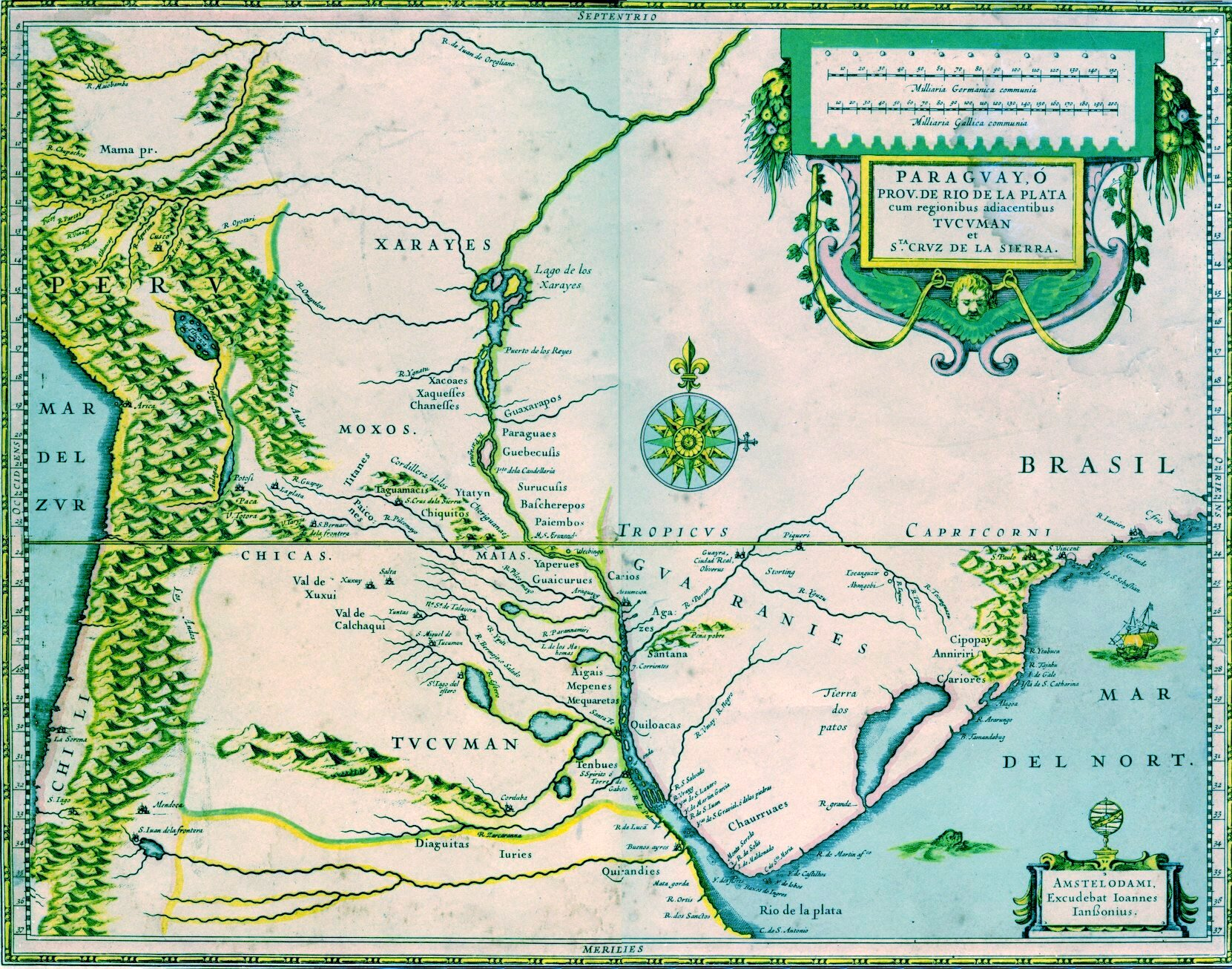
La región del Río de la Plata a principios del.

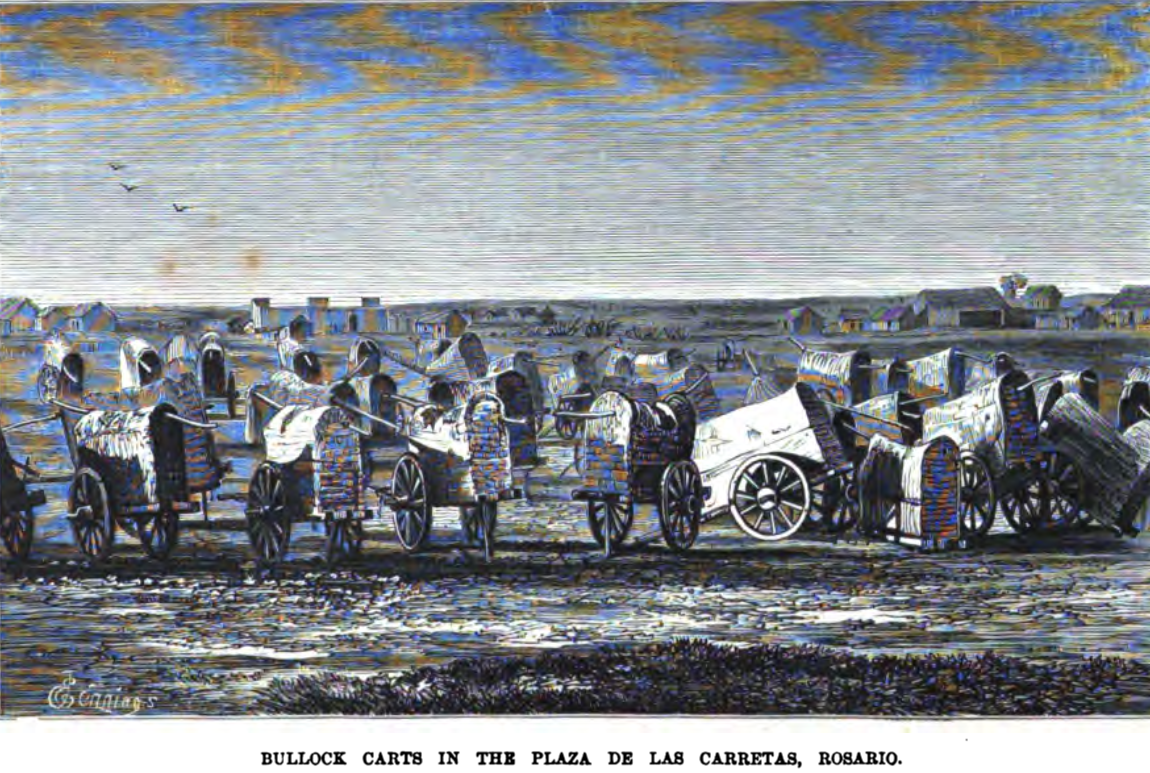
En el ya se fabricaban carretas en San Miguel de Tucumán y en la ciudad de Mendoza.

En 1663, por orden del capitán general de la Gobernación del Río de la Plata y presidente de la Real Audiencia de Buenos Aires José Martínez de Salazar fue instituido el El Camino Real de Buenos Aires a Lima con dos vías principales: el Camino Real del Perú que seguía en líneas generales el itinerario de la actual Ruta Nacional 9 de la Argentina desde Buenos Aires, pasando por Córdoba, Santiago del Estero, San Miguel de Tucumán, Salta, San Salvador de Jujuy, Potosí, llegando hasta el Perú y el Camino Real del Oeste que continuaba hacia San Luis, Mendoza y Santiago en Chile y que recorría un trazado similar a la actual Ruta Nacional 7.
A principios de 1680, una expedición portuguesa fundó la Colonia de Sacramento, exactamente frente a Buenos Aires. Los enfrentamientos entre España y Portugal por el Río de la Plata continuaron hasta 1724, cuando el gobernador español Bruno Mauricio de Zavala tomó el control de la zona fundando la ciudad de Montevideo.
Comparada con otras partes de Latinoamérica, la esclavitud jugó un rol relativamente pequeño en el desarrollo de la economía argentina, debido principalmente a la falta de minas metalíferas y de plantaciones de caña de azúcar, que habrían demandado una enorme cantidad de mano de obra esclava. El Brasil colonial, por ejemplo, importó prácticamente 2.5 millones de africanos en el siglo XVII. En contraste, un estimado de 100 000 esclavos africanos arribó al puerto de Buenos Aires en los siglos XVII y XVIII; la gran mayoría de ellos destinados a Paraguay, Chile y Bolivia.
El mercado del Alto Perú facilitó la plantación de algodón en Santiago del Estero y el establecimiento de una incipiente industria textil, en la cual se elaboraba el algodón junto con la lana de caprinos, ovinos y auquénidos en los territorios de las actuales provincias de Santiago del Estero, Catamarca, Salta, La Rioja así como de talabartería en Tucumán.
Por otra parte la ciudad de Córdoba se encontraba beneficiada al ser la encrucijada de las rutas que unían el oeste con el este y el norte con el sureste del virreinato.
Esta base económica. con un norte metalífero y un sur agrícola y portuario significó el desarrollo de un tránsito carretero que generalmente bajaba desde el Alto Perú hasta el puerto de Buenos Aires siguiendo el Camino Real, tal tránsito supuso por su parte la cría de mulas, también de caballos y asnos) la cual se realizaba principalmente en las ciudades del Tucumán y promovió la fabricación de carretas fabricadas en San Miguel de Tucumán y en la ciudad de Mendoza.
La zona de las Misiones y el Paraguay fue sede de cultivos de yerba mate, cultivos iniciados por guaraníes y jesuitas. La yerba mate abastecía a casi todo el virreinato e incluso a la Capitanía General de Chile. Otros cultivos alimenticios surgieron merced a la demanda altoperuana: vinos (en Salta, Tarija, Cuyo, Córdoba), aguardientes y singanis; e incluso plantaciones de olivo, principalmente en La Rioja y Catamarca.
En 1749 se creó en el Camino Real de Buenos Aires a Lima el servicio de Correos y Postas por iniciativa de Domingo de Basavilbaso, que por este motivo es reconocido como el padre del correo argentino. La clave del nuevo servicio era la cadena de postas que jalonaban el camino.

#### Misiones jesuíticas guaraníes

Localización de las misiones jesuíticas guaraníes en los actuales territorios de Argentina, Paraguay y Brasil.

Las Misiones jesuíticas guaraníes legaron a ubicarse en las regiones del Guayrá, Itatín, Tapé (las tres en el actual Brasil), Uruguay (Brasil, Argentina y Uruguay actuales), Paraná (Argentina, Paraguay y Brasil actuales) y las áreas guaycurúes en el Chaco (Argentina y Paraguay contemporáneos), fueron establecidas en el siglo XVII dentro de territorios pertenecientes al imperio español en la Gobernación del Río de la Plata y del Paraguay y sus gobernaciones sucesorias a partir de su división en 1617: la Gobernación del Paraguay y la Gobernación del Río de la Plata, todas dependientes del inmenso Virreinato del Perú.
Los jesuitas implementaron un sistema económico agrícola que fue rápidamente asimilado por los aborígenes. Esta importante agricultura fue complementada con la ganadería que suministró a los aborígenes carne, leche y cuero. Se logró que cada reducción formara una unidad económica independiente que funcionaba sobre la base del trueque y posesiones comunales. Se favorecía un intenso tráfico comercial entre las reducciones promoviendo una integración económica, social y política con sede central en Candelaria.
Cada reducción se especializaba en unos oficios, trabajando el hierro y la plata, carpintería, cocina-panadería, chapado en oro, vajillas, telas, elaboración de sombreros o instrumentos musicales. Desde allí se promoverían excelente escultura, pintura y música barrocas guaraníes.
Este desarrollo económico finalizó durante el reinado de Fernando VI de España cuando España se enfrentó con Portugal por la colonia del Sacramento, desde la que se facilitaba el contrabando británico por el Río de la Plata. José de Carvajal consiguió en 1750 que Portugal renunciase a tal colonia y a su pretensión de libre navegación por el Río de la Plata. A cambio, España cedió a Portugal dos zonas en la frontera brasileña, una en la Amazonia y la otra en el sur, en la que se encontraban siete de las treinta reducciones guaraníes de los jesuitas. Los españoles tuvieron que expulsar a los misioneros jesuitas, lo que generó un enfrentamiento con los guaraníes que duró once años.

#### Complejos agroindustriales jesuíticos
Los jesuitas fueron innovadores en la explotación de sus haciendas y propiedades en la América Hispánica. Durante los siglos XVII y XVIII supieron gestionar verdaderos emporios agroindustriales con métodos de gerencia que se adelantaron a los utilizados en la actualidad. Entre ellos, uno de los más importantes fue la explotación de las minas de Paramillos de Uspallata (Argentina) de plomo, plata y cinc. Además, agregaron la participación patrimonial de lo recaudado en las haciendas para luego ser redistribuido entre indígenas, esclavos y empleados, con lo que se puede concluir que fueron los primeros en otorgar una suerte de “títulos de propiedad” a sus subordinados.

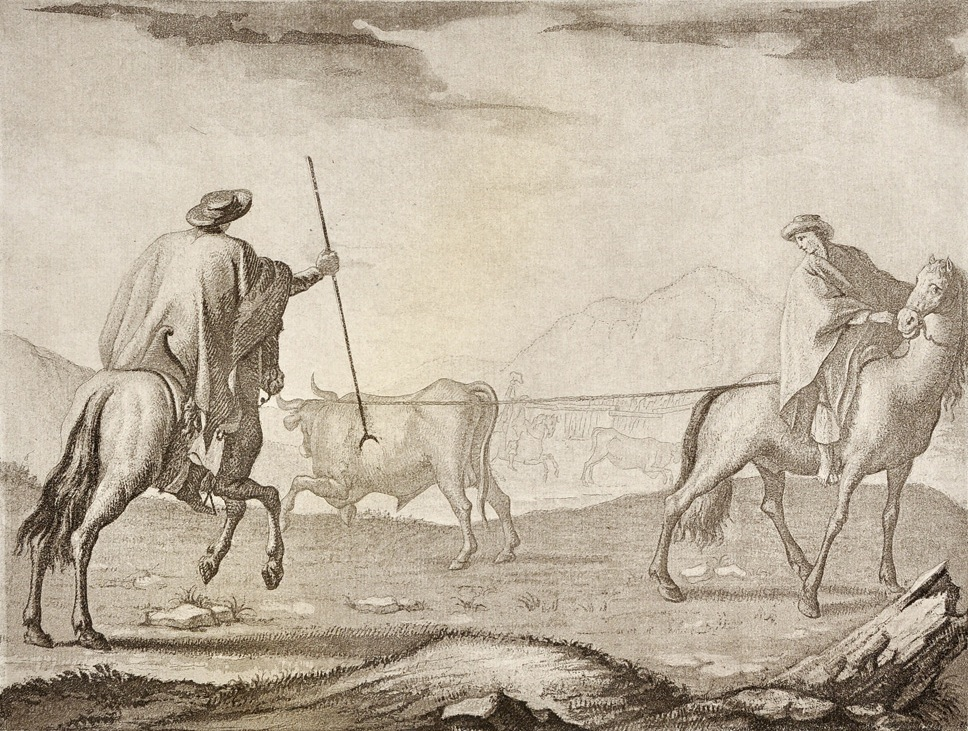
Enlazando ganado en las pampas, litografía por Fernando Brambilla

La Compañía de Jesús también se instaló al sur del Río Salado entre los años 1740 y 1753, con el fin de establecer una población permanente en la frontera del virreinato. Su intención fue la de hacer sedentarios e instruir a los indígenas en la doctrina cristiana. La primera reducción, fue la "Reducción de Nuestra Señora en el Misterio de su Concepción de los Pampas", fundada en año 1740 en la margen sur del Río Salado, por los padres Manuel Quevedo y Matías Strobel. La segunda fue la "Reducción de Nuestra Señora del Pilar de Puelches", fundada en el año 1746 cercana a la margen de la actual Laguna de los Padres, por los misioneros José Cardiel y Tomás Falkner. Finalmente, la "Misión de los Desamparados de Tehuelches o de Patagones", fue fundada en el año 1749 a cuatro leguas al sur de la anterior, por el padre Lorenzo Balda. Falkner y su colega jesuita Florián Paucke recogieron una gran información acerca de las costumbres y usos de los indios pampas y guaraníes que plasmaron en libros y exquisitos dibujos que dieron origen a la etnografía en el actual territorio argentino.
La finalidad de estas propiedades era sostener sus universidades (la Universidad de Córdoba fundada en 1613 y la Universidad Mayor Real y Pontificia San Francisco Xavier de Chuquisaca en 1624) y colegios, que, debido a una rigurosa concepción del voto de pobreza, eran gratuitos. Sin embargo, la riqueza de estos complejos y haciendas atrajo la ambición de las coronas y particulares y, a la larga, fue un factor para la supresión de la Orden.

### Subperíodo tardío o de retirada (1776-1810)

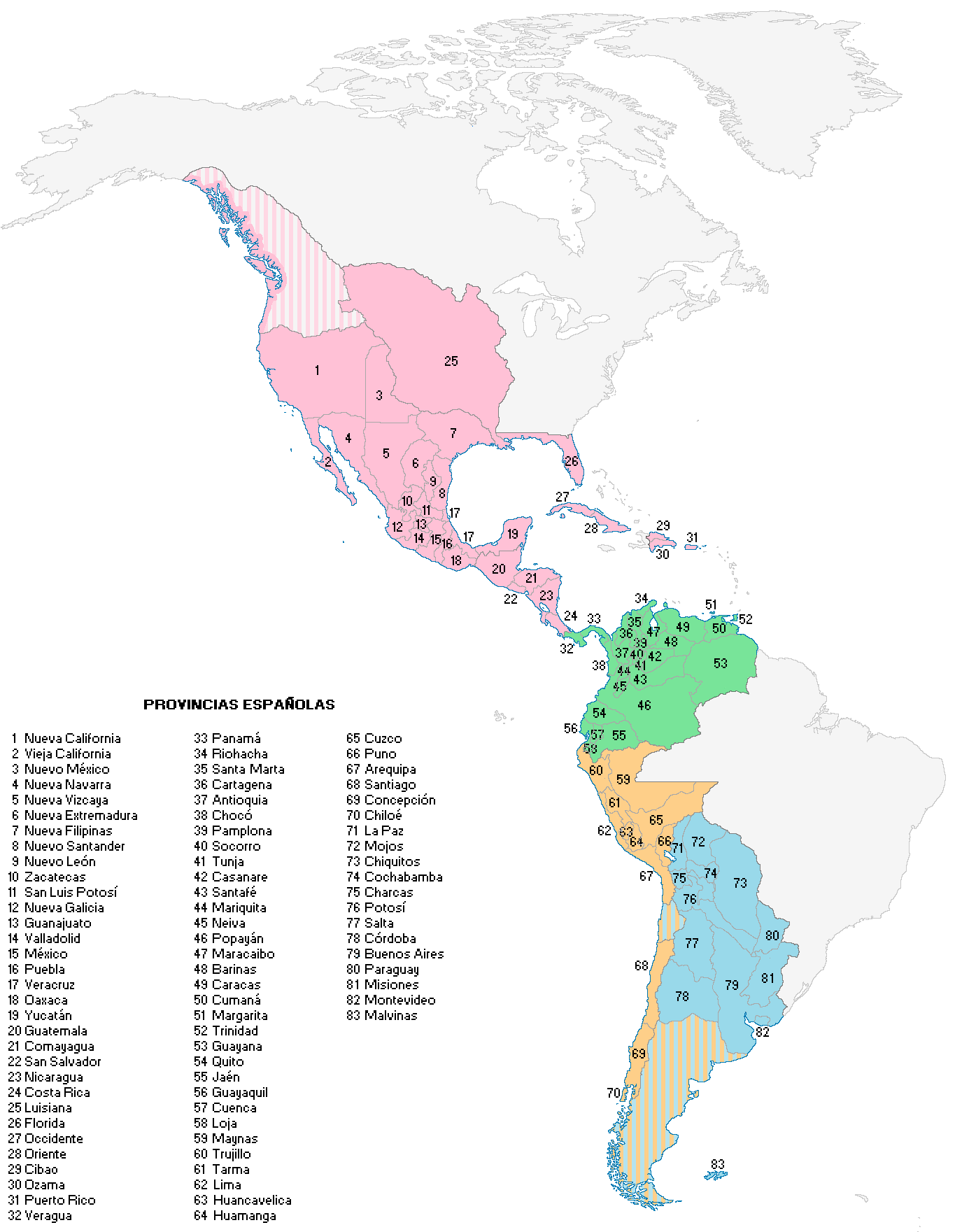
América española hacia el año 1800, los territorios coloreados eran considerados provincias en algunos mapas del Imperio español.

En 1776, España decidió la creación del virreinato del Río de la Plata, que abarcaba lo que hoy es Argentina, Uruguay, Paraguay y gran parte de la actual Bolivia, con la intención de evitar el establecimiento de los portugueses en el Río de la Plata. El virreinato abarcaba un extenso territorio con acceso al océano Pacífico, —en cercanías de la actual frontera entre Chile y Bolivia— y un amplio litoral atlántico, situación que favorecía el potencial intercambio marítimo; amplias praderas de excelentes condiciones para la práctica de explotaciones agropecuarias —se estima que se criaban 40 mil mulas con destino a las explotaciones mineras del Alto Perú~ y dos grandes ríos navegables. Existían además importantes recursos forestales en la zona de la mesopotamia argentina, Chaco y Tucumán, además de minerales en las zonas cordilleranas.
El Reglamento de libre comercio de 1778 fue promulgado por el rey Carlos III de España el 12 de octubre de 1778, en el marco de las reformas borbónicas, con el fin de permitir el librecambio comercial entre España e Hispanoamérica, para lo cual se habilitaron al comercio 13 puertos en España y 24 en América, entre ellos el de Buenos Aires.
En Buenos Aires, la sanción del Reglamento de Libre Comercio, junto con el "Auto de Internación" establecido en 1777, provocó un brusco incremento en las exportaciones de cuero según algunos autores o valores sustancialmente menores pero de fuerte tendencia creciente, según otros investigadores.
Desde el punto de vista político, la instalación de la aduana en 1779, el establecimiento del sistema de Intendencias en 1782 y del Consulado de Comercio en 1794, consolidaron el papel hegemónico de Buenos Aires y el debilitamiento del poder de Lima. El libre comercio afecto profundamente las economías regionales del interior del virreinato. Según algunos investigadores, solo algunos sectores como el aguardiente, las carretas y artículos de montura y transporte, y los tejidos de lana pudieron sobrevivir.
Las explotaciones ganaderas virreinales se establecieron hacia la mitad del siglo XVII. El ritmo de crecimiento de la región creció drásticamente con el establecimiento del virreinato del Río de la Plata en 1776, con Buenos Aires como su capital, y con el incremento del comercio legal permitido luego de la sanción del Reglamento de Libre Comercio de 1778, que permitió un comercio "libre y protegido" entre el Imperio español y sus territorios en América.
Estas condiciones sociales, combinadas con una economía comercial próspera, posibilitaron el desarrollo de innovaciones técnicas y de ideas políticas avanzadas que desembocarían en la Independencia.

## De la independencia a la organización (1810-1852)

### Apertura al comercio

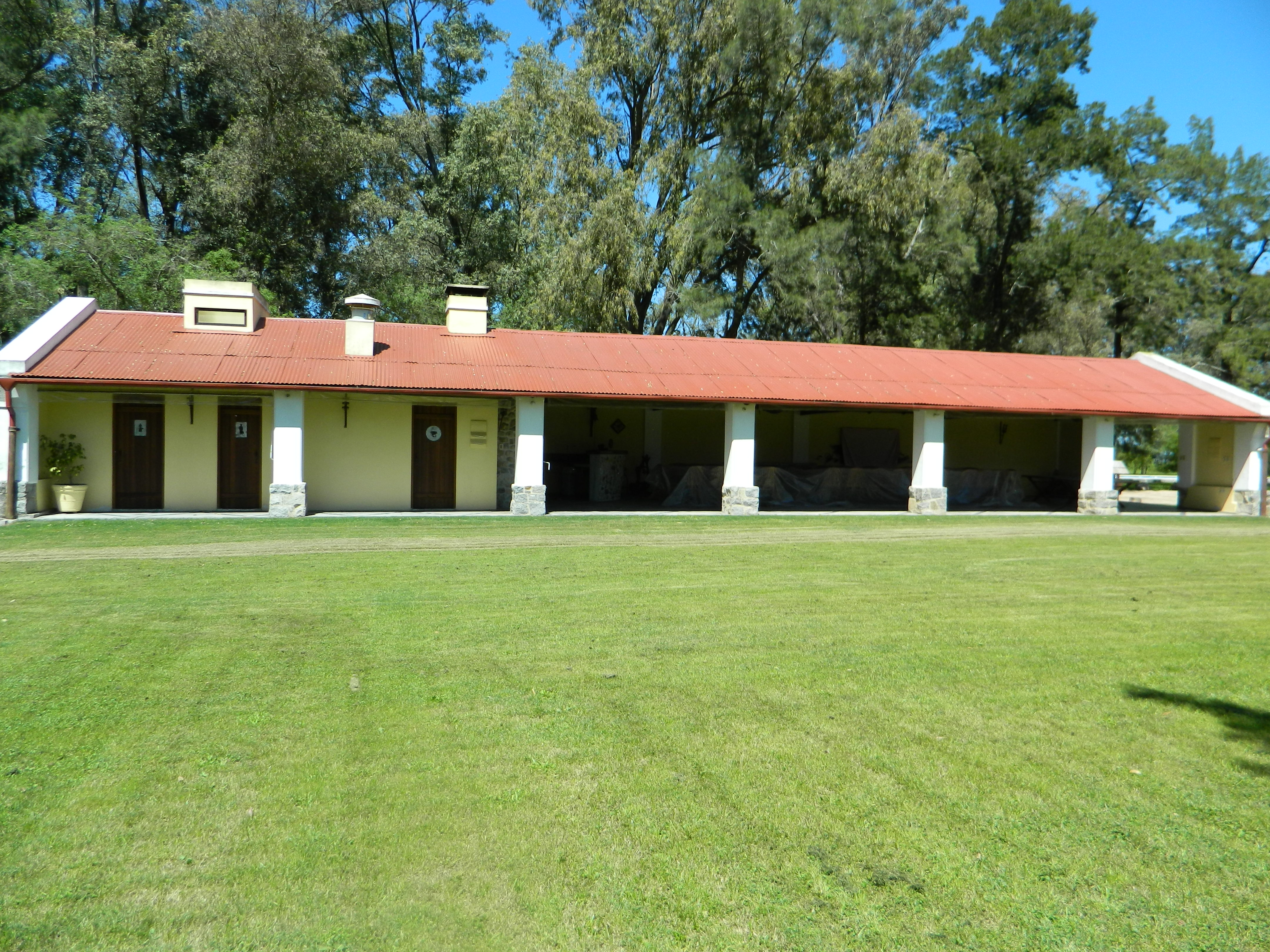
Imagen de una estancia, durante el periodo las principales actividades económicas del país son de origen rural

La apertura al libre comercio, moderadamente iniciada por el virrey Cisneros y firmemente sostenida por todos los gobiernos independientes, tendría, a largo plazo, un efecto generalizado en todo el territorio del ex virreinato. No obstante, a corto plazo, el efecto directo no fue mucho más allá de los límites de la provincia de Buenos Aires y la Banda Oriental. El resto del país quedó atado a los circuitos comerciales previos, centrados en los mercados de consumo locales y la dependencia de los mercados del Alto Perú, de Chile, e incluso del Paraguay.
La guerra de la independencia y la pérdida del Alto Perú generó un notable perjuicio económico y las finanzas del nuevo gobierno se vieron disminuidas. Se estima que la economía se redujo un 20% durante la década de 1810. Los comerciantes porteños se vieron visiblemente afectados debido a que la región del Alto Perú era su principal centro económico y comercial de la región y más aún con la apertura del puerto de Buenos Aires a buques extranjeros que permitió la competencia con comerciantes de otros países, principalmente británicos, estadounidenses y franceses. El comercio ultramarino se convirtió en la principal fuente de ingresos del gobierno y la Aduana de Buenos Aires incrementó su importancia durante las siguientes décadas.
El Estado debía enfrentar los gastos de una burocracia creciente y de la guerra de independencia; los continuos faltantes de fondos fueron solucionado con medios extraordinarios, tales como limitaciones de los gastos en sueldos, contribuciones forzosas y confiscaciones de bienes a los españoles. De modo que las finanzas públicas pasaron a depender casi exclusivamente de los impuestos al comercio exterior, una característica que se prolongaría por más de un siglo. La presión fiscal ejercida sobre los comerciantes generó una baja generalizada de los niveles de ganancia de los comerciantes más acaudalados, que lentamente abandonaron sus actividades comerciales, invirtiendo principalmente en tierras dedicadas a la ganadería. Su lugar en el comercio exterior fue cubierto por comerciantes británicos.
Los circuitos comerciales tradicionales quedaron muy pronto dislocados: la pérdida del Alto Perú privó al Río de la Plata de su principal mercado consumidor y de la región productora de metales preciosos. Las economías del interior quedaron aisladas, y sus sectores mercantiles dejaron de cumplir el rol vinculante entre Buenos Aires y el Alto Perú. Desde el punto de vista económico, Córdoba había estado más ligada por su comercio al Alto Perú y a Cuyo que a Buenos Aires. Cuyo, a su vez, estaba más cerca de Santiago de Chile que de la capital, y en general todas las provincias del norte dependían desde todo punto de vista al Alto Perú.
En cambio, en Buenos Aires y la Banda Oriental el comercio transatlántico generó una rápida expansión de la ganadería vacuna. La misma tenía, no obstante, un serio obstáculo en la falta de trabajadores, acentuada por la incorporación de los hombres en edad laboral a los ejércitos patrios. La falta de brazos para la ganadería se solucionó en parte con un proceso de migración interna desde las provincias del noroeste, que no habría de detenerse en adelante.
La apertura al comercio atlántico provocó importantes cambios económicos y políticos, principalmente en el litoral y sobre todo en la Provincia de Buenos Aires. Un mercado externo en expansión y los altos precios para sus productos como los cueros, hicieron que las tierras de la pampa, hasta entonces de escaso valor, comenzaran a ser atractivas para nuevos inversores sobre todo para los comerciantes porteños que hasta entonces eran el principal sector económico. Desde la independencia y durante la década de 1820 las tierras de la campaña aumentaron su valor de forma sostenida y surgió una nueva élite de propietarios terratenientes que fueron adquiriendo una gran importancia económica y política. Entre la nueva élite estanciera destacaban las familias Anchorena, Alvear, Álzaga, Díaz Vélez, Martínez de Hoz, Ortiz de Rozas, Pacheco y Unzué, entre otras.
El rápido aumento de la rentabilidad ganadera produjo una cierta disminución de la producción agrícola. A esto se sumó un movimiento de presión por parte de los ganaderos para extender los límites de la ganadería, ganando tierras sobre la frontera con los indígenas para incorporarlas a la ganadería. Los avances sobre territorios indígenas en el sur serían una característica predominante en las décadas siguientes.
El avance de la Revolución Industrial hizo que los precios de los productos manufacturados bajaran de forma considerable, en particular el de los productos textiles que ocuparon el 80 % de los productos importados. La avalancha importadora impactó en mayor medida en la región del litoral donde los textiles europeos desplazaron casi por completo a los locales, mientras que en el interior la producción local pudo mantenerse debido a los altos costos de transporte que hacía poco competitivos a los productos importados y solo la llegada del ferrocarril medio siglo más tarde pudo romper el virtual aislamiento de estas provincias. Las clases altas y medias de las provincias del interior aumentaron su consumo de artículos importados, aunque en mucha menor medida que en Buenos Aires, donde la población de todas las clases –aún los más pobres– se vistió con artículos fabricados en Inglaterra. Woodbine Parish, el representante británico en Buenos Aires relataba:

Los bienes británicos se habían convertido en artículos de primera necesidad para las clases bajas [...] En todas partes el gaucho se viste con ellos. Si se toma su equipo completo y se examina todo lo que tiene [...] ¿que hay allí -excepto el cuero- que no sea britanico? Si su mujer tiene un vestido [...] diez a uno que es de Manchester. El asador donde prepara su comida, los platos comunes de donde come, su cuchillo, espuelas, freno, y el poncho que lo cubre [...] todo es importado de Inglaterra.

El boom importador fue compensado por un fuerte aumento de las exportaciones que crecieron al 4% anual durante las cuatro décadas posteriores a la independencia. La ganadería bonaerense fue la responsable de más de dos tercios de las exportaciones, superando a la producción pecuaria de Santa Fe, Entre Ríos y la Banda Oriental, que hasta entonces se encontraban más desarrolladas. Durante la década de 1820 se produjo la expansión de los saladeros en las provincias del litoral, principalmente en Buenos Aires y Entre Ríos, siendo la principal industria hasta la década de 1850. En estos establecimientos se producían grasas, sebo, cueros y tasajo que llegó a ser exportado a los mercados esclavistas de Cuba y Brasil.
A pedido de los productores ganaderos, se acentuó la presión –que se había iniciado durante el virreinato– sobre los "vagos y malentretenidos", que eran incorporados a las filas del ejército si no probaban estar empleados por algún empleados conocido por medio de la llamada papeleta de conchabo; si bien las razones esgrimidas eran principalmente morales, el objetivo central era forzar a la numerosa población campesina itinerante a emplearse al servicio de los propietarios. No obstante, la falta de mano de obra siguió siendo un problema crónico, llevando a los propietarios a competir entre ellos por la misma, lo que causó un rápido aumento de los salarios. Junto a la baja en los precios de productos de primera necesidad, este aumento de salarios generó una evidente mejora en las condiciones materiales de vida de los gauchos, en medida muy similar al efecto que tuvo en las ciudades.

### Reformas rivadavianas
En 1820, la primera batalla de Cepeda marcó el fin del sistema de centralización política y se inició el llamado Período de las autonomías provinciales donde cada provincia se autogobernó, sancionó su propia constitución y sus leyes, y manejó su economía. A partir de este período, al no existir un gobierno nacional que estuviera por encima de las provincias, la importancia de los caudillos provinciales se acentuó.
En Buenos Aires asume Martín Rodríguez como gobernador con el apoyo de los terratenientes locales, y nombra a Bernardino Rivadavia como ministro de gobierno, quien sería el responsable de la administración pública de la provincia. Se mandó edificar respetando las ochavas, mejoró la iluminación de las calles, se impulsó el alumbrado a gas y creó el Cementerio de la Recoleta. Decretó la abolición del cabildo de Buenos Aires y de los de las villas de Luján y San Nicolás de los Arroyos; las funciones municipales de las que se encargaban los cabildos pasaron a la Junta de Representantes. Para ejercer el Poder Judicial se instaló la Cámara de Apelaciones de la Provincia. La mayor parte de las provincias del interior abolirían también los cabildos en el término de pocos años.
Promotor del liberalismo, fundó la Universidad de Buenos Aires (1822) y transformó el viejo Colegio de San Carlos en el Colegio de Ciencias Morales (1823), que estaba dirigido por Miguel Belgrano, hermano de Manuel, y durante su corta vida formó a muchos hombres clave de la generación de 1837: Esteban Echeverría, Vicente F. López, Juan María Gutiérrez, Miguel Cané (padre), José Mármol, Félix Frías, Carlos Tejedor, Marco Avellaneda, Antonino Aberastain, Marcos Paz, Juan Bautista Alberdi, quienes inspiraron la Constitución Argentina de 1853 y promovieron la organización nacional. También impulsó la creación del Archivo General de la Nación (1821), la Sociedad Literaria (1822), la Sociedad de Ciencias Físicas y Matemáticas (1822) y el Museo de Ciencias Naturales (1823).
Impulsó una reforma eclesiástica que puso a disposición de la Provincia los bienes de que pertenecían a las órdenes religiosas más adictas a la Santa Sede y suprimió el diezmo, impuesto tradicional que servía para el sostenimiento del clero. Provincializó el Hospital de Mujeres y Creó la Sociedad de Beneficencia de Buenos Aires para que fueran las mujeres de la sociedad porteña quienes se encargaran de la educación, la salud de las mujeres y niños y la atención a los pobres, tarea que hasta ese momento, estaba reservada a la Iglesia Católica.
El 15 de enero de 1822, bajo el auspicio del ministro de Hacienda Manuel José García, se creó el Banco de Descuentos, que gozaba del monopolio de la emisión de billetes y monedas, pero no era estatal, sino privado; controlado inicialmente por comerciantes rioplatenses. En poco tiempo pasó a estar bajo control de capitalistas británicos debido al alejamiento de los primeros. Posteriormente, este establecimiento se transformaría en el Banco de la Provincia de Buenos Aires.
El Gobierno provincial estaba autorizado por una ley del 19 de agosto de 1822 para contratar un préstamo externo a fin de promover la inmigración y desarrollar un plan de obras públicas, algo que se concretaría finalmente en junio de 1824. Ese mismo año se decretó la prohibición de expedir títulos de propiedad, rematar o admitir denuncias de tierras hasta que no se sancionara una ley de terrenos sobre la base de que las propiedades del Estado no solamente debían garantir la deuda pública, sino también servir para que el gobierno pudiera “hacerse de recursos en necesidades extraordinarias” o contribuyera “al progreso de la prosperidad del país”; inmediatamente después se estableció que los terrenos de propiedad pública serían otorgados en enfiteusis.
En mayo de 1824, Bernardino Rivadavia decidió no participar del nuevo gobierno de Juan Gregorio de Las Heras y terminó su mandato como ministro de Gobierno y de Relaciones Exteriores embarcándose rumbo a Europa. Su administración fue bautizada por el sucesor de  Rodríguez, Las Heras, como la "feliz experiencia". José de San Martín afirmaba al respecto:

“Usted sabe que Rivadavia no es amigo mío, a pesar de esto, sólo los pícaros consumados no serán capaces de estar satisfechos de su administración, la mejor que se ha conocido en América”.

Posteriormente, el 2 de febrero de 1825 se firmó el tratado de amistad, comercio y navegación entre las Provincias Unidas del Río de la Plata y el Reino Unido de Gran Bretaña e Irlanda que lleva las firmas de Woodbine Parish y Manuel José García, en el que se reconocía la independencia de las Provincias Unidas por parte del Reino Unido. El tratado establecía libertad de comercio entre ambas naciones, así como también libertades y garantías para sus súbditos o habitantes en sus respectivos territorios. También establecía la formación de consulados en sus territorios y se permitió a los súbditos británicos mantener su religión y construir sus propias iglesias y cementerios, en el territorio de las provincias. Este fue un paso sin precedentes en la historia de la libertad religiosa en Argentina, ya que fue la primera vez que se permitió legalmente en el país una religión distinta a la católica. El tratado estableció también un acuerdo para detener la trata de esclavos en el Atlántico.[cita requerida]

### Empréstito de Baring Brothers
La Revolución Industrial en Inglaterra había generado grandes ganancias y excedentes de capitales que distintos empresarios y ahorristas habían comenzado a invertir en el extranjero. A esto se le sumó la política expansiva durante las guerras napoleónicas lo que generó un aumento del número de bancos e inversiones disponibles. Sólo entre 1821 y 1823 se crearon 600 compañías para la inversión extranjera en Londres, de las cuales 26 se proponían negocios mineros en América.
El 19 de agosto de 1822 el Gobierno provincial autorizó una ley para contratar un préstamo a fin de promover la inmigración y desarrollar un plan de obras públicas. En diciembre de ese año se formó un consorcio integrado por comerciantes criollos y británicos que propuso al gobierno la contratación de un empréstito en el mercado londinense. Este consorcio estaba encabezado por Braulio Costa, Félix Castro, Miguel Riglos, Juan Pablo Sáenz Valiente y los hermanos Juan Parish Robertson y William Parish Robertson. Félix Castro y Juan Parish Robertson fueron quienes el 20 de julio de 1824, en virtud del poder conferido por el ministro de hacienda Manuel José García, celebraron el acuerdo en Londres con la firma Baring Brothers & Co. por un empréstito de un millón de libras esterlinas oro, equivalente a cinco millones de pesos de plata.
La inversión del producido del empréstito estaba fijada por ley: construcción del puerto de Buenos Aires, provisión de agua corriente a la ciudad de Buenos Aires, fundación de pueblos en la nueva frontera y creación de tres ciudades sobre la costa atlántica. La intención de las autoridades al contraer el empréstito era de aumentar la capacidad productiva del país, que a su vez originaría recursos suficientes para atender tanto al servicio de la deuda como asimismo su amortización.
Se recurrió al mercado londinense con el objetivo de obtener 1 000 000 de libras esterlinas, con un mínimo de colocación del 70% del valor, esto es 700 000 libras esterlinas, y se autorizó al consorcio para quedarse con la diferencia en caso de una colocación superior. Finalmente se logró colocar la deuda al 85%, quedando el 70% para la Provincia de Buenos Aires y las 250 000 libras restantes para el consorcio y la Banca Baring. Por instrucciones del ministro García se dedujeron por anticipado 120.000 libras en concepto de intereses  y 10.000 libras en concepto de amortización por dos años. En definitiva, el gobierno de Buenos Aires recibió 570.000 libras. La operación contemplaba una tasa de interés del 6% anual, más un desembolso adicional del 0,5% en concepto de amortización. Por otra parte, el gobierno acordó recibir la mayor parte del importe en letras de cambio contra comerciantes británicos radicados en Buenos Aires para que éstos abonaran las sumas indicadas al gobierno provincial.
El Banco de Descuentos, fundado en junio de 1822, se encontró en una situación muy crítica y, después de muchas vacilaciones y con el fin de salvar de la bancarrota al primer banco fundado en el país, el Congreso Constituyente de las Provincias Unidas del Río de la Plata sancionó con fecha 28 de enero de 1826 la creación del Banco Nacional. Entre los recursos asignados a la nueva institución figuraban 3.000.000 pesos provenientes del empréstito de 1824, fondos que ya estaban colocados en letras o créditos cuando el Banco de Descuentos hizo el traspaso de su cartera. El resto del dinero se destinó para financiar la guerra del Brasil que estalló en 1825.
Mientras tanto en Europa la fiebre de inversiones especulativas en América Latina, que incluía el país imaginario de Poyais, terminó en 1825 cuando el Banco de Inglaterra subió su tasa de descuento para frenar su caída de reservas. Este ajuste monetario derivó en una crisis bursátil, problemas bancarios y recesión en Inglaterra y Europa Continental conocido como el Pánico de 1825. La crisis se sintió de manera más aguda en Inglaterra, donde precipitó el cierre de seis bancos de Londres y de sesenta bancos de otros países en Inglaterra, pero también se manifestó en los mercados de Europa, América Latina y Estados Unidos. Una transferencia de reservas de oro del Banco de Francia salvó al Banco de Inglaterra de un colapso completo.
El bloqueo al puerto durante la guerra con Brasil estranguló las importaciones a Buenos Aires y cerró la aduana que era la principal fuente de ingresos fiscales. A partir del 1826 se expandió la cantidad de papel moneda y la emisión de bonos y de billetes inconvertibles se convirtió en el principal medio para resolver los problemas del déficit fiscal. Estos acontecimientos llevaron a Buenos Aires a entrar en un largo periodo de financiamiento inflacionario. Entre 1826 y 1831 el peso inconvertible sufrió una fuerte devaluación y la inflación rondó entre un 20% y un 22% anual.
Finalmente con la disolución de las Provincias Unidas el 27 de julio de 1827, se suspendió el servicio del empréstito y se produjo el primer episodio de crisis de deuda de la historia de Argentina. Restablecido el gobierno de la Provincia de Buenos Aires, este reasumió la responsabilidad de la deuda y reanudó relaciones con los acreedores de Baring Brothers, autorizando la venta de dos fragatas para el pago de los dividendos vencidos el 12 de enero de 1828. Sin embargo, en septiembre volvió a suspenderse el servicio de la deuda debido al recrudecimiento de la guerra civil y la anarquía.
En distintas oportunidades los tenedores de los títulos del empréstito reclamaron a las autoridades británicas representaciones oficiales ante el Gobierno de Buenos Aires pero sus pretensiones fueron rechazadas por el ministro de Relaciones Exteriores, y posteriormente primer ministro, Lord Palmerston, quien en 1831 sostuvo que se trataba de una inversión de índole meramente privada. Debido a la suspensión de los pagos correspondientes a este primer empréstito argentino, no era posible recurrir nuevamente a Europa para concertar otras operaciones de crédito. Por otra parte, la carencia de capitales disponibles en el país imposibilitaba pensar en empréstitos internos, así que el uso del crédito quedó paralizado durante un largo período hasta el año 1857 cuando el Estado de Buenos Aires llega a un acuerdo con los acreedores de la deuda y en 1866 se comienza hacer uso de los empréstitos nuevamente.

### Ley de enfiteusis
Durante el gobierno de Martín Rodríguez se inició una profunda reforma, con el objetivo de sentar las bases del sistema fiscal y rehabilitar financieramente a la provincia. El 3 de noviembre de 1821, en el marco de las reformas, Rivadavia dispuso que las tierras del Estado debían garantizar las deudas públicas de la provincia y al año siguiente, el 17 de abril de 1822, se decretó la suspensión de las ventas de tierras y el 1 de julio de ese año se dispuso que los terrenos de propiedad pública serían otorgados en enfiteusis. En esas condiciones la legislatura de la Provincia de Buenos Aires autorizó la obtención de un empréstito en agosto de 1822 que tenía como objetivos construcción del puerto de Buenos Aires, provisión de agua corriente a la ciudad de Buenos Aires, fundación de pueblos en la frontera y creación de ciudades sobre la costa atlántica, préstamo que finalmente se concretó en 1824.
La enfiteusis tenía por objetivo fomentar el desarrollo de la actividad agraria para generar ingresos fiscales y favorecer la ocupación de la frontera con las tribus indígenas. A su vez, intentaba preservar el principio de favorecer la colonización y la agricultura en detrimento de la ganadería ya que el canon a pagar por el uso agrícola era del 4% mientras que el uso ganadero se estableció en 8%.
En 1826 Rivadavia, ahora presidente de las Provincias Unidas, logró que el Congreso General extendiera la Ley de Enfiteusis hacia el resto de las provincias con el fin de obtener recursos para financiar la guerra. Sin embargo el Congreso, que contaba con una fuerte presencia de hacendados y futuros enfiteutas, rechazó poner un límite máximo a la concesión de tierras así como el monto del canon a pagar y la concesión se extendió de los 10 años previstos inicialmente a los 20 años. Sancionada finalmente el 18 de mayo de 1826, la ley de enfiteusis terminó siendo lo contrario de lo que fue concebida: la colonización agrícola, la afirmación de un régimen de propiedad moderno y burgués y la imposición de las modernas formas de producción capitalista dieron lugar a miles de leguas cuadradas en manos de una nueva clase terrateniente.
Dado que la ley no establecía límites a la concesión de tierras que cada solicitante podía obtener, los ganaderos, comerciantes e inversores de la época adquirieron terrenos enormes, que no eran capaces de poblar de ganado sino muy lentamente; y mucho menos de dedicar a la agricultura. Para combatir estas maniobras Rivadavia decretó restricciones en la concesión de terrenos pero debió renunciar a su cargo en junio de 1827. Muchos de los diputados del año 1826 serían futuros enfiteutas como Tomás y Nicolás Anchorena, primos del también terrateniente Juan Manuel de Rosas, Whight, Senillosa, Viamonte, Lezica, Díaz Vélez, Dorrego, Helguera, entre otros. Finalmente terminó entregándose 6.700.000 hectáreas en usufructo a 365 personas.
El primer traspaso mediante ventas se llevó a cabo por la ley de marzo de 1836, que autorizó al gobierno bonaerense a vender las tierras enfitéuticas y otras públicas. En mayo de 1838 en los territorios más alejados de la provincia se renovaron los contratos enfitéuticos por otros diez años, duplicando el canon, pues serían vendidos los campos que se encontraban en las áreas más protegidas. Esto significaba, de hecho, presionar a la mayoría de los enfiteutas para que compraran y ha sido considerado como uno de los motivos del levantamiento de los hacendados contra Rosas en 1839. Durante el período 1836-1843 se vendieron unas 3.400.000 hectáreas a 271 personas o sociedades; la gran mayoría de los adquirentes fueron enfiteutas.

### La Confederación Argentina y Juan Manuel de Rosas
Después de la renuncia de Rivadavia en 1827, asumió el poder como gobernador de Buenos Aires el general federal Manuel Dorrego. El 1 de diciembre de 1828, en el marco de un golpe de Estado, las fuerzas del general Juan Lavalle avanzaron sobre Buenos Aires. Lavalle fue nombrado gobernador al margen de las leyes vigentes, derrotó a Dorrego y días después ordenó su fusilamiento. Luego de un año de enfrentamientos, Juan Manuel de Rosas fue designado gobernador por la legislatura bonaerense, cargo en el que continuaría hasta 1832.
Finalizado el bloqueo producido por la guerra con el Brasil, Buenos Aires se reabrió al comercio atlántico y continuó su vigorosa expansión ganadera y de exportaciones pecuarias. Las exportaciones de cuero pasaron de 500.000 unidades en 1828 a más de 2.000.000 en 1850, mientras que las exportaciones de tasajo crecieron un 505% entre 1820 y 1852, alcanzando unas 24.392 toneladas.

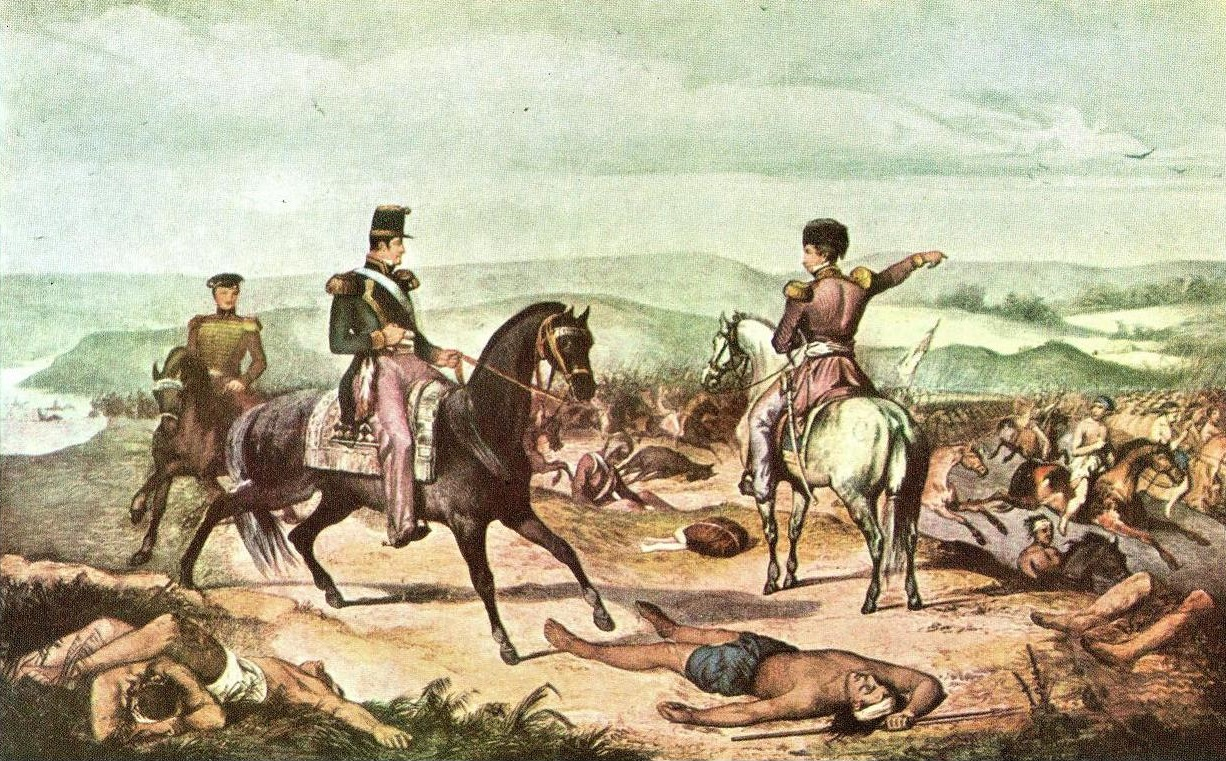
Juan Manuel de Rosas durante su campaña al Desierto.

En diciembre de 1832 asumió la gobernación de Buenos Aires el general Juan Ramón Balcarce y Rosas emprendió la llamada campaña al desierto, es decir, territorios ocupados por tribus amerindias en el sur de la provincia de Buenos Aires. Entre los objetivos de la campaña se cuentan el incorporar tierras para la ganadería y el acabar con los malones que asolaban la frontera. La columna de Rosas llegó hasta el Río Negro, incorporando 2900 leguas cuadradas de terreno y reduciendo la acción de los indígenas. Al finalizar la campaña, firmó tratados de paz con varios caciques secundarios, que se convirtieron en útiles aliados. Al año siguiente se sumaría el más importante de ellos, Calfucurá.
Con esta campaña, la provincia se aseguró la tranquilidad para los campos y pueblos ya formados, y se logró un relativo avance en el sudoeste de la provincia; pero los adelantos de la frontera fueron mucho menos espectaculares que los que lograría Julio Argentino Roca en 1879. Personalmente, Rosas logró poner de su lado al ejército, a los estancieros y la opinión pública, y el agradecimiento de las provincias de Mendoza, San Luis, Córdoba y Santa Fe, que se vieron libres de saqueos importantes por muchos años. Sin embargo, el único grupo de indios que no fue totalmente dominado, los ranqueles, siguieron siendo vistos como un problema para los habitantes de estas provincias.
Durante los primeros años de su segundo gobierno, la política de Rosas para con los indígenas alternaría tratados de paz y donaciones con campañas de exterminio. Sólo después de la crisis que comenzó en 1839 la cambió por una política de paz permanente. El precio a pagar por la paz fue sostener a las tribus amigas con entregas anuales de ganado, caballos, harina, tejidos y aguardiente. A partir de este momento, las tribus cazadoras dependieron de las entregas de alimentos, y fueron considerados por los bonaerenses como costosos parásitos del erario público, olvidando que –desde el punto de vista de Rosas– los pagos eran un precio a pagar por el uso de territorios que ellos consideraban suyos. Esta actitud pacificadora, y el cumplimiento de los pactos celebrados, le ganaron a Rosas el respeto de los jefes de los indios amigos.
En 1835 Rosas asumió su segundo gobierno. Durante los primeros años su administración fue ordenada y la moneda se mantuvo estable. En 1836 decretó la disolución del Banco Nacional (Banco de la Provincia de Buenos Aires) y su reemplazo por la Casa de Moneda de la Provincia que continuó con las funciones del anterior banco. Con la disminución de las rentas aduaneras debido al bloqueo francés el gobierno de Rosas tuvo que imprimir pesos para la financiar el déficit fiscal, lo que provocó que la inflación entre 1838 y 1842 oscilara entre el 25% y el 40% anual.
En diciembre de 1835 la provincia de Buenos Aires sancionó la Ley de Aduana que determinaba la prohibición de importar algunos productos y la imposición de aranceles para otros. En cambio mantenía bajos los impuestos de importación a las máquinas y los minerales que no se producían en el país. En general, el impuesto básico de importación era del 35 % y variaba en función de la utilidad pública del bien o de la vulnerabilidad de la industria local que se intentaba proteger. Las herramientas y útiles destinados a la actividad agropecuaria estaban gravados con un 10 %. Los artículos suntuarios llegaron a pagar un arancel del 50 % y se prohibió la importación de una amplia variedad de productos suntuarios.
Estas medidas no afectaron el comercio con Gran Bretaña ya que se mantuvo vigente el Tratado de Amistad, Comercio y Navegación de 1825 con el Reino Unido por el cual se concedían importantes beneficios comerciales y libertades para los súbditos británicos, lo que motivó el reclamo para un tratado similar por parte de Francia. Ante el rechazo de sus exigencias, en marzo de 1838 la armada francesa bloqueó «el puerto de Buenos Aires y todo el litoral del río perteneciente a la República Argentina» y lo extendió a las demás provincias litorales, para debilitar la alianza de Rosas con ellas, ofreciendo levantar el bloqueo contra cada provincia que rompiera con él. El bloqueo afectó mucho la economía de la provincia de Buenos Aires, al cerrar las posibilidades de exportar dejando muy descontentos a los ganaderos y a los comerciantes, muchos de los cuales se pasaron silenciosamente a la oposición.
Finalmente en 1840 se firmó el Tratado Mackau-Arana, por el cual se concedieron a Francia los mismos beneficios de nación más favorecida que tenía Reino Unido y se levantó el bloqueo francés. El bloqueo provocó que la Ley de Aduana fuese modificada en 1838 reduciendo los aranceles a las importaciones y suspendiendo los impuestos adicionales contra Montevideo. Levantado el bloqueo se vio que no era ya posible volver a la política económica y comercial anterior a la guerra. Razones económicas y fiscales llevaron a modificar la tarifa y a partir de diciembre de 1841 se permitió el ingreso de productos prohibidos por la ley de 1835.
El 21 de enero de 1841 Rosas cerró los ríos Paraná y Uruguay a los buques extranjeros y orientales, para iniciar posteriormente la campaña naval contra Uruguay en el marco de la Guerra Grande contra Fructuoso Rivera. Con el cierre de los ríos, Rosas logró que Buenos Aires se convirtiera en el único puerto de la Confederación autorizado a comerciar con el exterior, incrementando sus ingresos gracias al monopolio de la aduana, y a partir de 1843, con el bloqueo naval de Montevideo y el sitio de la ciudad que se extendió durante 8 años, Buenos Aires obtuvo la hegemonía comercial en la región del Río de la Plata.
Ante el avance de Buenos Aires en noviembre de 1842 Paraguay declaró oficialmente su independencia, que fue rechazada por el gobierno de Rosas. Con el objetivo de conformar una gran alianza antirrosista, el Imperio del Brasil reconoció la independencia de Paraguay en 1844 y logró una alianza con la Provincia de Corrientes, que buscaba la libre navegación de los ríos Paraná y Uruguay. Rosas respondió con la prohibición del comercio con Corrientes y Paraguay y la prohibición del ingreso de buques paraguayos o correntinos a Buenos Aires u otro puerto de la Confederación.
La escalada del conflicto impulsó a Gran Bretaña y Francia a poner fin a la Guerra que estaba causando daño al intercambio comercial y a imponer la paz por la fuerza si fuera necesario. Después de dar fin al bloqueo de Montevideo, los almirantes aliados declararon bloqueados a partir del 1 de agosto de 1845 a todos los puertos y costas ocupadas por el ejército argentino; bloqueo que el 17 de septiembre extendieron a todos los puertos y costas de la provincia de Buenos Aires. En noviembre la flota conjunta superó las defensas instaladas en la Vuelta de Obligado e hizo posible que varias decenas de buques mercantes llegaran hasta Corrientes y Asunción, quedando así abiertas al comercio exterior. No obstante, el resultado comercial de la campaña fue muy escaso, debido a la pobreza y falta de efectivo en Corrientes y Paraguay.

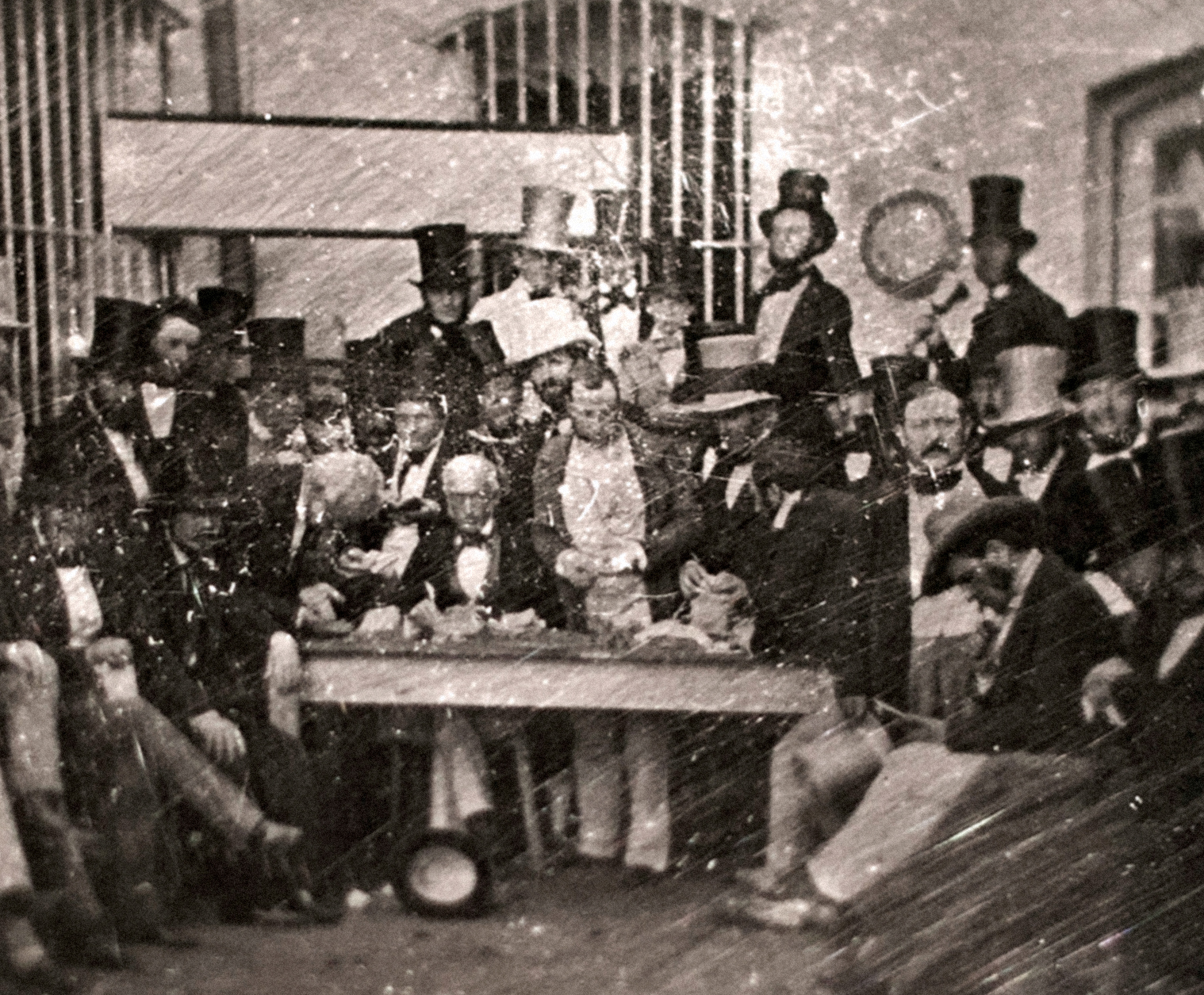
Miembros de la "Sociedad El Camoatí" (1848-1856), la primera casa de bolsa de Buenos Aires.

Derrotada Corrientes en la batalla de Vences y fracasada la misión comercial, en 1847 Gran Bretaña suspendió de hecho el Bloqueo sobre el Río de la Plata y Francia hizo lo mismo al año siguiente. Con el problema de las revoluciones de 1848, acordaron poner fin al conflicto a través de distintos acuerdos que reconocieron la hegemonía porteña sobre los ríos Paraná y Uruguay. Con el fin del bloqueo y el monopolio del puerto, la exportación de cueros y tasajo desde Buenos Aires se recuperó de gran manera y superó los niveles previos al bloqueo mientras que la exportación de lana se disparó desde 139 mil arrobas en 1844 hasta las 739 mil arrobas en 1850 dando inicio al ciclo económico de la exportación de lana que se extendió hasta la década de 1890. En consecuencia la recaudación por derechos de aduana, principal fuente de recursos del gobierno, pasó de $29.250.362 en 1844 a $57.944.483 en 1850.
Una de las principales beneficiarias del levantamiento del bloqueo de Montevideo había sido la provincia de Entre Ríos y el renovado cierre del comercio la volvía a poner en relación de dependencia con Buenos Aires. El 1 de mayo de 1851 el gobernador entrerriano Justo José de Urquiza lanzó en Concepción del Uruguay su "Pronunciamiento" contra Rosas: la Legislatura entrerriana aceptó las repetidas renuncias de Rosas a la gobernación de Buenos Aires y a seguir haciéndose cargo de las relaciones exteriores. Reasumió el manejo de la política exterior y de guerra de la provincia y reafirmó la alianza con el gobernador de la provincia de Corrientes, Benjamín Virasoro. La preocupación principal de ambos era la de liberar el comercio fluvial y ultramarino, pero también reclamaban su participación en los ingresos de la Aduana de Buenos Aires. Rosas no lo aceptó, y permaneció en el cargo. Esto llevó a una hostilidad abierta entre dichas provincias, tras la cual Entre Ríos y Corrientes comenzaron a formar el Ejército Grande con la ayuda del Imperio del Brasil y Uruguay, luego de ser derrotado el caudillo rosista Manuel Oribe. Al año siguiente tuvo lugar la Batalla de Caseros, en la cual tuvo lugar la derrota de Rosas, quien finalmente partió hacia su exilio en Inglaterra.

## Período de organización nacional (1852-1880)

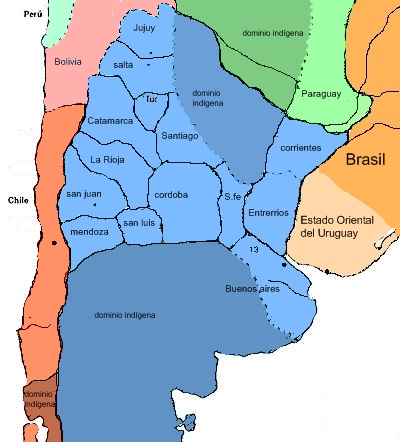
Territorio argentino en 1850 antes de la separación de Buenos Aires

A principios de 1852, Juan Manuel de Rosas fue derrotado en la batalla de Caseros, con el triunfo militar de Justo José de Urquiza cristalizó con la organización del país por medio de una constitución federal para la Confederación Argentina. Entre las imposiciones que se realizaban a la Provincia de Buenos Aires estaba nacionalizar los ingresos aduaneros de su puerto y federalizar su ciudad capital, Buenos Aires, que pasaría a ser capital de la Confederación. Ante la negativa, la Provincia de Buenos Aires se negó a participar en el nuevo estado, separándose con el nombre de Estado de Buenos Aires. Finalmente, en 1853 se sancionó la primera Constitución de la Argentina, inspirada en el liberalismo clásico y sin la provincia de Buenos Aires. En marzo de 1854, Urquiza asumió la presidencia de la Confederación Argentina.
La Confederación inició su etapa constitucional con serios problemas económicos y financieros: falta de recursos, dependencia del puerto de Buenos Aires para el comercio exterior, trabas interiores derivadas de las aduanas provinciales y derechos de tránsito, dificultades en las comunicaciones y en el tránsito de mercaderías, escaso desarrollo de la agricultura y estancamiento de la industria artesanal. La organización del tesoro nacional presentó dificultades por la escasa recaudación de las aduanas exteriores de la Confederación y la falta de un sistema impositivo eficiente; de allí la penuria económica de la administración confederal. Tampoco se acertaba a crear un sistema bancario confiable, por lo que el crédito resultaba muy costoso y los sucesivos intentos de crear una moneda nacional terminaron en fracasos.
Si bien no se logró llevar adelante un proyecto ferroviario que vincularía las ciudades de Rosario y Córdoba con Chile, las comunicaciones se modernizaron estableciendo "mensajerías", empresas privadas que llevaban pasajeros, correspondencia y cargas de alto valor en galeras, uniendo la mayor parte de las ciudades del país y que también recorría el interior de la provincia de Buenos Aires. Urquiza fomentó el crecimiento de la producción agropecuaria en las provincias del litoral, que estuvo motorizado por la creación de colonias agrícolas en su territorio, atrayendo hacia ellas a inmigrantes europeos. La primera colonia agrícola exitosa fue la de Esperanza (Santa Fe), fundada por Aarón Castellanos en 1855, con inmigrantes suizos, otras fueron fundadas en Santa Fe y Entre Ríos en esos años; como Colonia San José, fundada por Urquiza en 1857.
El Estado de Buenos Aires gozaba de buena salud financiera y prosperidad gracias a los ingresos aduaneros y el no tener que compartirlos con el resto de la Confederación Argentina o gastarlo en campañas militares, a diferencia de lo que se había hecho anteriormente. Aunque también contaba con su propio banco y moneda se procuró mantener un presupuesto equilibrado y evitar el financiamiento inflacionario. En 1857 se restableció el crédito argentino en el mercado londinense: el gobierno porteño llegó a un acuerdo con la casa Baring Brothers para pagar la deuda que se había contraído en 1824 y defaulteado en 1827. Ese mismo año una empresa privada con apoyo estatal tendió el primer ramal ferroviario del país, que iba desde el centro porteño hasta Floresta; tres años más tarde, llegaba ya a Moreno y tenía una extensión de 39 kilómetros. En los últimos años de la década de 1850 el número de ovejas y la exportación de lana crecieron a un 20 % anual.

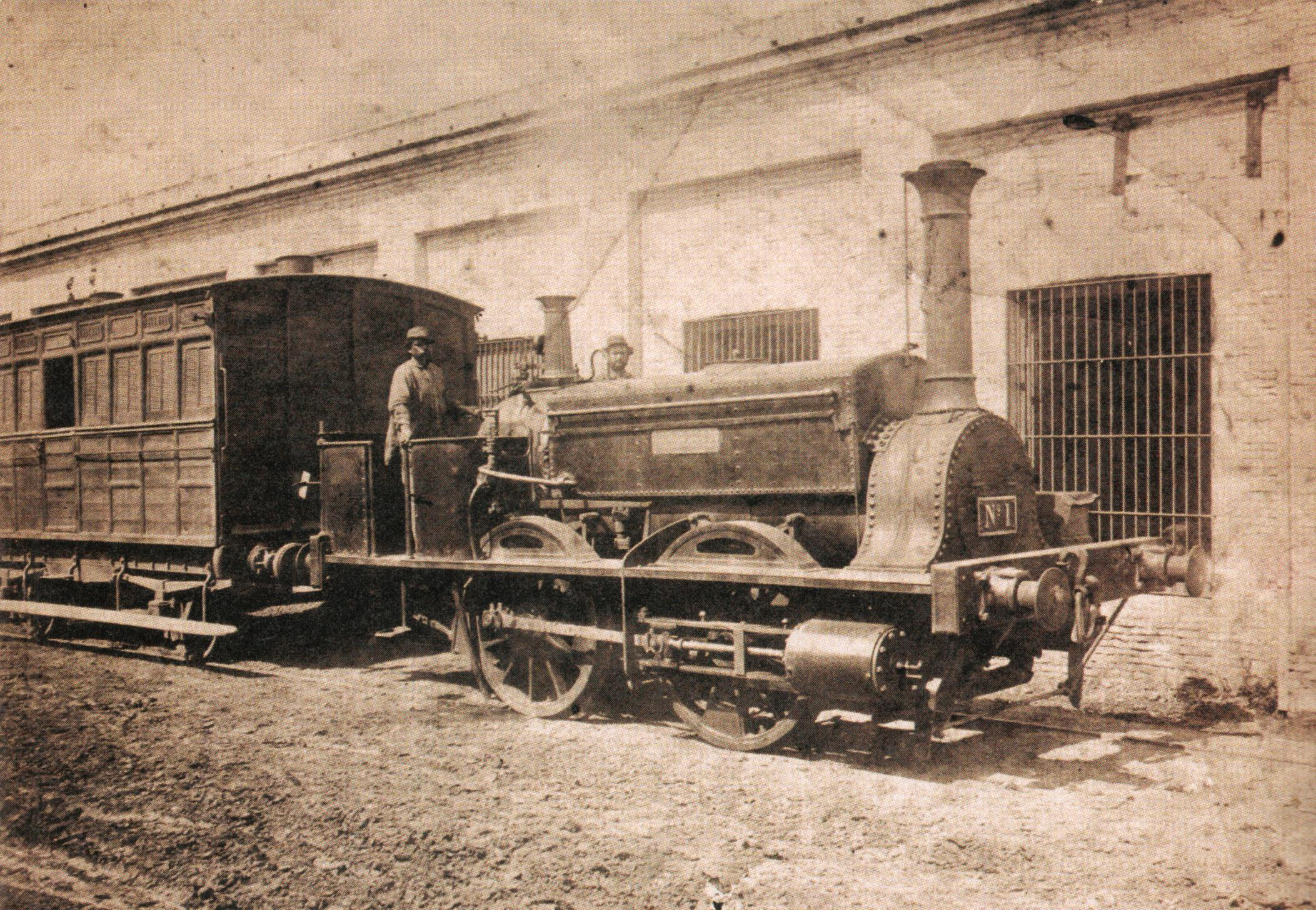
Imagen de La Porteña, primera locomotora que circuló en el país el primer ramal ferroviario iba desde el centro porteño hasta Floresta; tres años más tarde, llegaba a Moreno y tenía una extensión de 39 kilómetros. llegando a 1331 km en 1874,

El desarrollo económico se estancó alrededor de 1859, cuando comenzaron los enfrentamientos armados con la Confederación. Luego de la derrota en la batalla de Cepeda, Buenos Aires acordó su incorporación a la Confederación Argentina pero logró mantener su banco, imprimir su propia moneda y conservar su aduana comprometiéndose a entregar 1 500 000 pesos mensuales a la Confederación. Tras nuevos conflictos se enfrentaron nuevamente en la batalla de Pavón en la que Urquiza concedió la victoria a Bartolomé Mitre, quien se convirtió en el presidente de la República Argentina unificada. El gobierno de Mitre también heredó las deudas de la Confederación, que nunca tuvo la posibilidad de imprimir dinero y se financió con endeudamiento.
Al promediar la década de 1860, las estancias dedicadas al ganado lanar en la provincia de Buenos Aires comprendían una superficie de 16 millones de hectáreas; estando una cuarta parte de ellas en manos de inmigrantes irlandeses y escoceses, y una gran proporción bajo control de inmigrantes vascos. El total de ovinos en la provincia llegó a la cifra de 40 millones. La cuestión de la Aduana fue resuelta con una ley de 1863 —que favorecía el comercio con Europa y bajaba los impuestos al comercio exterior— y con la reforma constitucional de 1866, que nacionalizó definitivamente las aduanas. También nacionalizó la vigencia del Código de Comercio del Estado de Buenos Aires. Durante esta década surgieron las primeras industrias modernas con industriales como Emilio Bieckert, Jacobo Peuser o Melville Bagley, a quien se le otorgó la patente n.°1 a su producto la hesperidina.
Ante la anarquía monetaria en el interior del país, se intentó extender los billetes emitidos por la provincia de Buenos Aires y reducir la circulación de monedas extranjeras. En 1864 se propone una ley de convertibilidad que es aprobada por la legislatura de la Provincia de Buenos Aires cuyo banco conduciría la política monetaria de la nación. Debido a la falta de reservas de oro y plata y la inestabilidad monetaria, la conversión entra en vigencia en 1867 cuando se crea la Oficina de Cambios del Banco de la Provincia de Buenos Aires, que establecía una paridad de 25 pesos moneda corriente (papel) por peso fuerte (metálico).
La falta de respaldo en metálico, la guerra de la Triple Alianza y la rebelión de caudillos en el interior obligaron a los gobiernos de Mitre y Sarmiento a endeudarse con empréstitos internos y externos. El Banco de la Provincia contrató cinco empréstitos externos fechados en 1866, 1868, 1870, 1871 Y 1873 con el fin de obtener reservas para financiar la conversión de la moneda, la construcción de diversas obras públicas y una importante expansión del crédito interno que contribuyó al clima de prosperidad durante la presidencia de Sarmiento, sin embargo, debido al pánico de 1873 originado en la bolsa de Viena se detuvo la llegada de empréstitos externos y la economía comenzó a entrar en recesión.
El sucesor de Sarmiento, Nicolás Avellaneda, se encontró con dificultades para pagar la deuda, afrontando la posibilidad de un default debido al déficit de balanza de pagos y a una corrida cambiaria (surgida por el temor de una emisión sin respaldo) que aceleró la disminución de las reservas de oro. Finalmente, en 1876 se suspendió la convertibilidad de la moneda y se impusieron severas medidas para evitar la cesación de pagos como el aumento de los aranceles aduaneros y el recorte del 40% del gasto del Estado. En su discurso ante el congreso Avellaneda dijo:

La República puede estar dividida hondamente en partidos internos, pero no tiene sino un honor y un crédito, como sólo tiene un nombre y una bandera ante los pueblos extraños. Hay dos millones de argentinos que economizarán sobre su hambre y su sed para responder en una situación suprema a los compromisos de nuestra fe pública en los mercados extranjeros.

A pesar de la crisis ocurrieron varios hitos durante el gobierno de Avellaneda que iban a delinear el futuro económico argentino: en 1875 se fundó el Club Industrial que realizó su primera exposición en 1877. En 1876 se sancionó la ley de inmigración y colonización. En 1876 comenzó el transporte refrigerado hacia Europa y al año siguiente se logró enviar por primera vez carne congelada. En 1878 se realizó la primera exportación de trigo a Europa que partió desde Rosario hacia Glasgow. Se inauguró el ferrocarril a Tucumán, se organizaron definitivamente el departamento de ingeniería y la dirección general de rentas, se dictaron las leyes generales de telégrafos y se hizo la expedición a Río Negro conocida como Conquista del Desierto.

## Período del modelo agroexportador (1880-1930)
Finalizadas las guerras civiles y la formación del Estado nacional, un nuevo panorama se ofreció para el país a partir de 1880. La creciente demanda de materias primas por parte del mercado europeo y en particular de Gran Bretaña, brindaban, en un país con excepcionales recursos naturales, una oportunidad para insertarse en la órbita del comercio mundial. Entre 1875 y 1914, la economía argentina sostuvo una tasa media de crecimiento superior al 5 % por año y su PBI per cápita creció un 3.4% anual entre 1875 y 1913.
Durante el primer gobierno de Julio Argentino Roca se produjo una expansión de los factores de producción, tierra, trabajo y capital debido a la afluencia de inmigración, capitales extranjeros y nuevas tierras disponibles. El principal rubro de exportación era, por mucha diferencia, la lana de oveja; hasta entonces Argentina había sido históricamente importador de cereales, sin embargo, a partir de 1880 se notó el rápido crecimiento de las exportaciones de granos, pero éstas no serían importantes hasta la última década del siglo XIX. También a principios de la década de 1880 se inició la exportación de carne congelada, pero no sería hasta la década siguiente que ésta reemplazó a la lana como principal renglón de las exportaciones.El aumento constante de la deuda externa, sumado a los crecientes intereses de la misma ahogaron las cuentas públicas nacionales, que junto con el déficit crónica de la balanza comercial producto de las políticas libre cambistas resultó, a la postre, la causa mayor de la crisis económico-financiera de 1873-76, que debió soportar el presidente Nicolás Avellaneda. Los gastos de guerra incidieron negativamente en un presupuesto. Para financiar ese déficit se recurrió a empréstitos internos y también a un préstamo externo, de 2,5 millones de libras. El problema del desequilibrio comercial se tornó visible cuando cesaron los capitales provenientes del exterior. A partir de ese momento, la situación deficitaria de la balanza comercial y de la de pagos provocó una sensible disminución de la existencia de metálico. El permanente déficit presupuestario y la urgencia de afrontar el pago de las deudas públicas fue la causa de la sanción durante la presidencia de Avellaneda, a principios de 1875, de una Ley de Aduanas y un aumento de impuestos.   En 1876 se produjo la primera huelga de la historia argentina protagonizada por el primer gremio organizado: la Sociedad Tipográfica Bonaerense, fundada en 1857. En mayo de 1876 se produjo una corrida en la Oficina de Cambios que la dejó sin activos metálicos. Entonces se suspendió la convertibilidad de la moneda nacional al oro, aislando a la Argentina del comercio internacional basado en el patrón oro, desestabilizando el valor de la moneda y originando una masiva salida de oro del país. Entre 1976 y 1881 se produjo una contracción económica producto de la caída de exportaciones y el menor flujo de inversiones.
En 1881 se sanciona la ley 1.130 con el objetivo de unificar el sistema monetario en el país, que hasta ese entonces había sido bastante caótico debido a la variedad de tipos de moneda: Pesos Moneda Corriente, Pesos Fuertes y la libre circulación de monedas extranjeras. Las viejas monedas circulantes fueron sustituidas por el nuevo Peso Oro Sellado y el Peso Moneda Nacional, que fueron puestas en circulación por el Banco Nacional junto con el Banco de la Provincia de Buenos Aires. En 1883 se estableció la convertibilidad 1 a 1 entre ambas monedas. La convertibilidad se suspendió a principios de 1885 debido a un proceso de emisión de papel moneda que no tenía el suficiente respaldo en metálico.
A medida que se expandía la economía también lo hacían el déficit fiscal y el déficit comercial. Durante el gobierno de Roca se produjo un notable aumento del gasto público, destinado principalmente a la construcción de infraestructura, ferrocarriles, puertos, escuelas y construcciones urbanas, financiados en su mayor parte con deuda que se esperaba pagar con el futuro crecimiento económico.
El sucesor de Roca, Miguel Juárez Celman se aventuró en una política de gasto público muy expansiva; entre 1884 y 1890 la Argentina fue el destino del 11% de los préstamos en el mercado Londres. Paralelamente, se sancionó la Ley 2.216 de Bancos Garantidos, que autorizaba a bancos que reunieran ciertos requisitos, emitir pesos papel que estén respaldados por bonos del gobierno emitidos por el tesoro nacional que a su vez solo podían ser comprados por oro. Para comprar estos bonos, los bancos emitieron y colocaron deuda en libras o en oro en el mercado londinense.
Se produjo la expansión desmedida de la oferta monetaria y la inflación. Comenzaron las dudas acerca de la posibilidad del país para cumplir sus compromisos. Ante la depreciación del peso papel el gobierno empezó a vender el oro depositado en el Banco Nacional, en agosto de 1888. A fines de 1889, Juárez Celman intentó, mediante un cambio de ministros, calmar la situación. A principios de 1890 la Provincia de Buenos Aires anunció la venta de sus ferrocarriles por 40 millones de pesos oro, siendo la privatización más grande de la historia hasta entonces. El gobierno se embarcó en una renegociación de la deuda con la casa Baring e inició una operación de salvataje del sistema bancario.
En una rápida sucesión, varias instituciones financieras debieron afrontar crisis de pagos, llevando casi a la quiebra a varios bancos extranjeros; cuando la banca Baring Brothers asumió sus errores al invertir en la burbuja especulativa en que se había convertido la Argentina, la llegada de capitales exteriores cesó por completo, iniciándose la fase más crítica de la crisis financiera de 1890. El propio gobierno reconocía:

La crisis afecta a las industrias, el comercio, y a todas las clases sociales, y a las fuentes de producción y consumo. La cotización del oro al 300% provoca la escasez, la ruina, la miseria y el hambre.

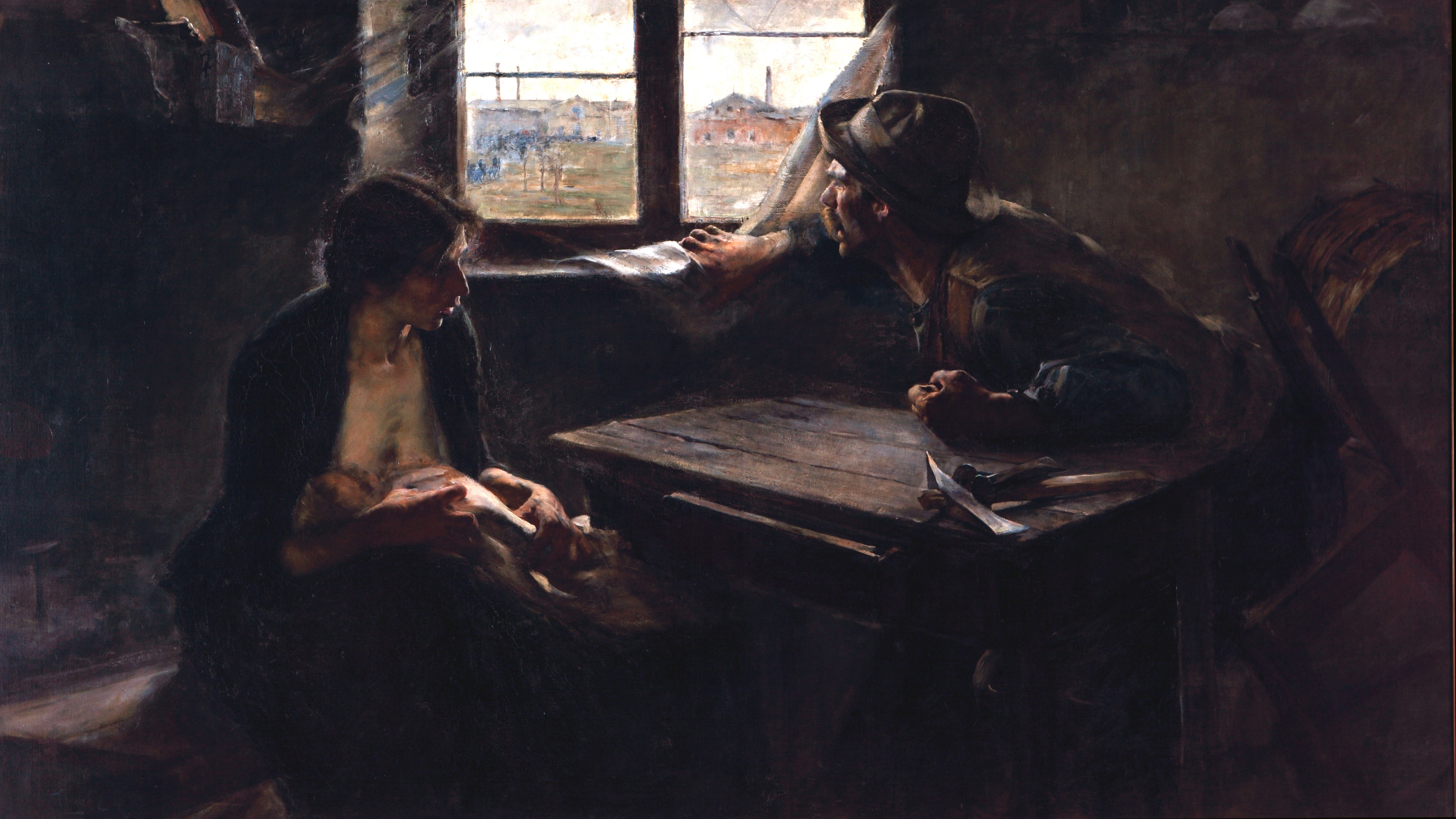
Sin pan y sin trabajo es un cuadro de Ernesto de la Cárcova y obra maestra de la pintura argentina, que refleja la situación de los obreros en 1890.

Poco después, el Estado Argentino entró en cesación de pagos y repudió las deudas contraídas por los Bancos Garantidos y las provincias, con lo que de hecho se declaró en bancarrota, de la cual solamente saldría varios años más tarde.
En medio de la crisis se produjo una insurrección cívico-militar conocida como Revolución del Parque que, aunque fue derrotada, provocó la renuncia de Juárez Celman y su reemplazo por el vicepresidente Carlos Pellegrini.
La crisis llevó al entonces presidente Carlos Pellegrini a tomar medidas de disciplina económica tales como el recorte del presupuesto público, creación de ciertos impuestos a las exportaciones y el consumo, aumento de los aranceles y la introducción de la primera Caja de Conversión en Argentina que, destinada a asumir la exclusividad en la emisión de billetes de papel moneda y augurando una futura convertibilidad, ayudó a estabilizar la moneda y mantener la inversión, con lo cual la economía se recuperó pronto.
A principios de 1891 el gobierno consiguió un préstamo por 15 millones de libras esterlinas, que permitió servir la deuda durante los siguientes 3 años. Después de la quiebra del banco nacional se creó el Banco Nación, con límites estrictos respecto a su antecesor. A partir de entonces, la economía argentina se deslizó hacia una profunda recesión. Los mecanismos de transmisión de la crisis fueron dos: la salida de oro hacia el extranjero y la caída de las exportaciones primarias. En el marco del patrón oro, dicha fuga provocó una severa reducción del circulante, un incremento de la tasa de interés y una sucesión de quiebras de empresas y negocios
 De forma simultánea aumentaba la producción agropecuaria y el modelo agroexportador entraba en su apogeo. Durante el resto de la década de 1890 el pbi se expandió a un 5% anual.
Finalmente en 1899, durante el segundo mandato de Julio Argentino Roca, se produce el regreso a la convertibilidad. Debido a la amenaza de la deflación y la presión de los sectores exportadores se establece una paridad de 2,27 pesos papel por peso oro en lugar de la paridad 1 a 1.desde 1886 el déficit de la balanza comercial había ido creciendo, llegando en 1889 a un acumulado de más de ciento sesenta y un millones de pesos oro y el papel moneda -los pesos fuertes- que en 1883 se cotizaban a la par del peso oro, ahora valían treinta y ocho centavos.

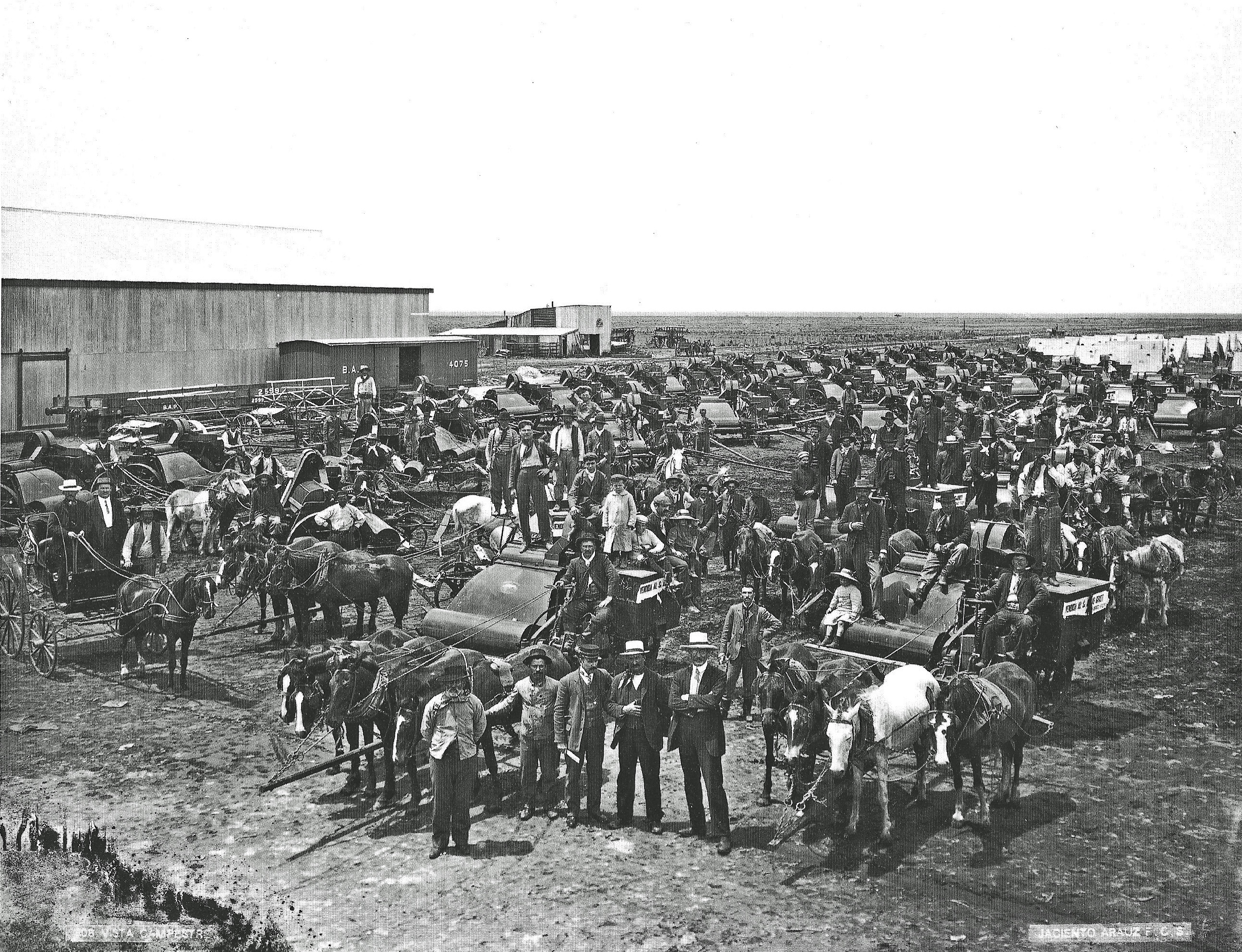
Recepción de maquinaria agrícola en Jacinto Arauz (La Pampa) ca. 1901

A comienzos del siglo XX se inició un nuevo periodo de crecimiento en el período 1903–1913, el pbi aumentó a una tasa anual de 7,7%, mientras que el índice per cápita aumentó anualmente por 3,4%. El crecimiento industrial saltó aún más alto, alcanzando una tasa de 9,6% y en 1914 representaba el 16% del pbi.En 1889 la Argentina estaba convulsionada desde dos años atrás por una grave crisis económica-social con una acentuada caída de los salarios, desocupación obrera y un reguero de huelgas nunca antes visto. La presidencia del general Julio Argentino Roca (1880-1886) había sido sucedida por la de su cuñado Miguel Juárez Celman, cuya gestión era denominada por sus opositores el Unicato y salpicada por denuncias de corrupción y autoritarismo.
En sus dos primeros años de presidencia, Juárez Celman se benefició con una suerte de tregua política recién con el crack bursátil de 1888 empezó a manifestarse el descontento.
En 1895 existían 22.204 establecimientos industriales en el país que empleaban a 145.650 personas y tenían un capital de m$n 284.000.000. Las empresas textiles eran las que empleaban a mayor número de obreros (32.600), dedicadas a la fabricación de confecciones, alpargatas, zapatos, camisas, corbatas, etc. el rubro alimenticio concentraba el 24 % del capital invertido en la industria (molinos harineros, los frigoríficos, las fábricas de cerveza, los ingenios azucareros, la industria vitivinícola, las fábricas de conservas y de aceite, de pastas y galletitas) Entre 1903 y 1908, la inversión bruta fija en el sector industrial creció a una tasa del 16 % anual, a precios constantes de 1950. La industria química estaba compuesta por 567 establecimientos (555 de los cuales eran manufactureros y 122 extractivos) que empleaban a 10.000 personas. Se destacaba la producción de jabón, velas, ceras, glicerinas, fósforos, pinturas y barnices, envases de vidrio, ácidos y sales industriales, sulfuro de carbono, etc.

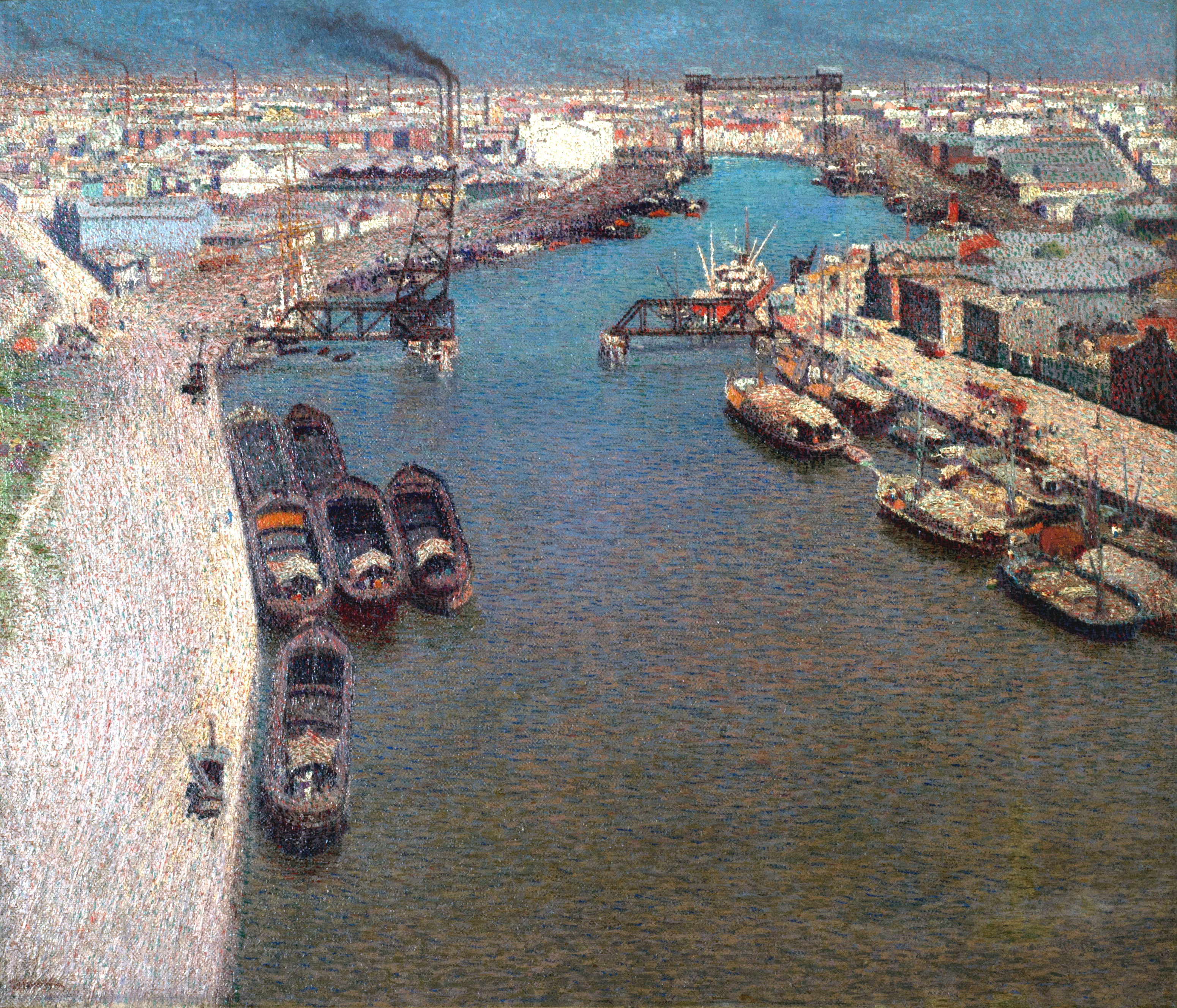
El riachuelo, de Pio Collivadino. 1916. A comienzos del la industria tuvo un fuerte crecimiento.

En 1904, el diputado socialista Alfredo Palacios con el objetivo de mejorar las condiciones sociales y laborales de la clase obrera impulsó varias leyes, entre las que se encontraban la prohibición de 1905 de trabajos de riesgo de las mujeres y niños, el establecimiento de una edad mínima para trabajar y la introducción de una jornada laboral semanal máxima de 60 horas, seis días semanales. Si bien las condiciones de vida en las grandes ciudades eran, bajo los estándares de hoy, precarias, eran similares o superiores a las observadas por aquellos años en las principales ciudades del mundo. Buenos Aires, que debido al flujo migratorio había más que quintuplicado su población en sólo un par de décadas, mostraba problemas de hacinamiento.
El incremento de población se debió en gran parte al ingente arribo de inmigrantes: la población pasó de 1.830.214 habitantes en 1869 a 4.044.911 en 1895 y 7.903.662 en 1914. Durante este periodo la Argentina fue el segundo país receptor de inmigrantes sólo por detrás de los Estados Unidos.
Como la inmigración europea, la inversión extranjera jugó un papel central en el desarrollo. Antes de la Primera Guerra Mundial, la inversión de capital era principalmente inversión de capitales extranjeros. Argentina era un caso atípico para la inversión extranjera, diferenciándose del resto de los países latinoamericanos, ya que en el período 1873-1923 el país concentró el 71 % de las inversiones extranjeras de la región. Reino Unido, Francia y Alemania invirtieron en el país. La red ferroviaria se expandió de 2516 km. en 1880 a casi 35000 km. en 1914. Hacia 1913, los ingresos per cápita habían alcanzado aquellos niveles sostenidos por Francia y Alemania y superaban a países hoy más desarrollados que la Argentina, como Italia y España, y eran apenas inferiores a los de países como  Reino Unido, Australia o Estados Unidos. En su mensaje de apertura de sesiones del Congreso en 1913 el presidente Roque Sáenz Peña afirmaba:

La República está en paz. Ninguna nube empaña los horizontes, ningún conflicto amenaza interrumpir las armonías de nuestro engrandecimiento. La libertad avanza en cada nuevo comicio un jalón orientador de la vida democrática. Es un hecho que los ciudadanos votan, las rentas crecen sin mermas ni filtraciones, el comercio exterior marca cifras no alcanzadas en la historia de nuestra economía, cada corriente inmigratoria supera a las anteriores, las industrias valorizan los productos del suelo, los cultivos se dilatan y el oro afluye como no lo hizo jamás, por virtud de nuestra potencialidad. (…) Paz, derechos, garantías, actividad republicana, instituciones, producción y riqueza; tal es el cuadro que los hechos atestiguan y la estadística confirma.

Una nueva crisis comenzó cuando el Banco de Inglaterra elevó las tasas de interés. Los capitales extranjeros depositados en la Argentina volvieron a sus países de origen. En consecuencia se abrió una brecha financiera el país tuvo que afrontar el pago de la deuda Externa. El problema se acentuó con la pérdida de cosecha en 1913 y 1914. La salida de capitales y la reducción de las exportaciones constituyeron los principales factores que afectaron a la economía local. Para la economía abierta que era entonces la argentina, en que las exportaciones representaban el 30% del PBI, la contracción del comercio exterior tuvo fuertes efectos depresivos sobre el nivel de actividad interna y, por consiguiente, sobre la demanda de bienes y servicios en el mercado doméstico.

### Crisis de la Primera Guerra Mundial (1913 - 1917)
El conflicto balcánico, que anticipó el estallido de la Primera Guerra Mundial, desató en Europa una crisis política y económica que clausuró el período de expansión iniciado a finales del siglo XIX. 
La decisión del Banco de Inglaterra de incrementar la tasa de interés provocó la reversión del flujo de capitales extranjeros hacia la Argentina y le impidió financiar el déficit en su balanza de pagos. El desequilibrio de la balanza de pagos se profundizó como resultado de la magra cosecha de 1913-1914. A partir de entonces, la economía argentina se deslizó hacia una profunda recesión. Los mecanismos de transmisión de la crisis fueron dos: la salida de oro hacia el extranjero y la caída de las exportaciones primarias. En el marco del patrón oro, dicha fuga provocó una severa reducción del circulante, un incremento de la tasa de interés y una sucesión de quiebras de empresas y negocios. Esta situación obligó al presidente Victorino de la Plaza a promover un conjunto de leyes de emergencia. Entre ellas se destacó el cierre de la Caja de Conversión y la suspensión de la convertibilidad de la moneda. A partir de entonces y hasta 1927, el valor de la moneda argentina varió de acuerdo con la evolución de la balanza de pagos. A partir de 1915, la balanza comercial arrojó superávit por la caída de las importaciones. Además, la cuenta capital mostró también un balance positivo debido al  el ingreso de capitales que llegaban a la Argentina en busca de refugio.
La guerra submarina, la falta de bodegas y el encarecimiento de los transportes afectaron el comercio. Los productos de gran volumen y bajo precio unitario, como los granos, fueron los principales perjudicados y cobró mayor importancia la exportación de carne, ya que este tenía un mayor valor por unidad de volumen Mas dramática fue la caída de las importaciones, al punto que en 1915, estas fueron la mitad respecto de las exportaciones. Mientras tanto hacia 1914 llegó a su máxima extensión la frontera agraria pampeana, pues se había puesto en explotación la máxima superficie posible de tierra apta.
El impacto sobre la industria distó de ser homogéneo. En 1914 la Argentina poseía la economía y la industria más grande de América Latina. Se trataba de una industria vinculada con el procesamiento de materias primas: el 57% de su producción consistía en alimentos y bebidas. Diversos factores condicionaron el desempeño manufacturero en los años de la guerra, el descenso del comercio internacional afectó los rubros que competían con la producción nacional y promovió así la sustitución de importaciones, fue un estímulo breve, ya que desapareció en 1918, cuando se reanudaron las importaciones. Por otro lado la industria sufrió las consecuencias de la caída de los salarios reales por efectos de la inflación y del incremento del desempleo, que deprimió la demanda agregada.
La guerra afectó de manera dispar a las diversas ramas industriales. Las actividades que necesitaban de materias primas locales se vieron beneficiadas por la ausencia de productos importados;[cita requerida] en esta situación estaban la producción de papel, zapatos, muebles y principalmente industrias textiles. En cambio las industrias que necesitaban de insumos importados como las metalúrgicas, de cerveza y galletitas, entraron en crisis. La disminución más severa la sufrió el sector de la construcción, que se encontró con la paralización de obras de infraestructura (ferrocarriles, por ejemplo) que significó una caída en su producción del 82 %.
A pesar de que la guerra interrumpió el proceso de migraciones ultramarinas, la tasa de desocupación muestra un notable incremento, ya que alcanza en 1914 el 13,7%, frente al 5,1% de 1912. En 1915 llega al 14,5%, en 1916 al 17,7% y en 1917 toca el 19,4%, con un total de 445.870 desocupados frente a 1.887.981 personas ocupadas.
La caída de las importaciones y la actividad económica aumentaron el déficit fiscal a niveles inéditos desde la época de Juárez Celman, ya que las finanzas del estado dependían en gran parte de la recaudación aduanera. Entre 1913 y 1917, el PBI se contrajo un 20%. La caída del PBI per cápita fue aún más importante, pues descendió un 34% en el mismo período. Esta recesión profunda y prolongada superó incluso la producida durante la Gran Depresión, cuando el PBI per cápita se contrajo un 20% entre 1929 y 1932. La inversión extranjera desapareció durante la Primera Guerra Mundial para financiar la guerra europea, y no regresó después de la paz. La economía argentina mantuvo estrechos vínculos con el comercio británico y con sus inversiones, pero después de 1918, estrechó su relación comercial con Estados Unidos, que ahora dominaba el escenario económico internacional.

### Posguerra (1917-1930)

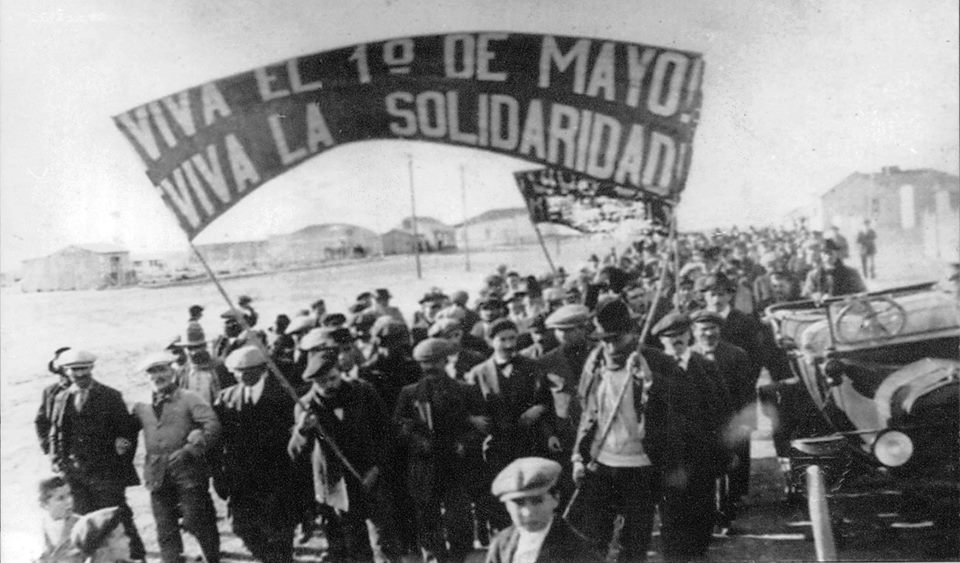
Marcha de peones rurales en el Puerto de Santa Cruz, 1921

En 1916 fue electo Hipólito Yrigoyen bajo la Ley Sáenz Peña, que instalaba el sufragio universal masculino secreto y obligatorio. 
Las consecuencias económicas producto de la Primera Guerra Mundial produjeron centenares de huelgas y enfrentamientos violentos durante el gobierno de Yrigoyen. Una serie de largos paros afectaron a la economía nacional, sobre todo en áreas ferroviarias, portuarias y metalúrgicas. La ola de conflictos, que también fue asociada al estallido de la Revolución rusa y los movimientos revolucionarios en Alemania, Italia y Hungría, alcanzó su punto álgido en 1919 cuando en los talleres metalúrgicos Vasena se produjo uno de los enfrentamientos más sangrientos de la historia, la conocida Semana Trágica. Entre 1920 y 1921, trabajadores patagónicos llevaron adelante huelgas y enfrentamientos que terminarían con trágicos resultados. El salario real bajó hasta el año 1918, lo que hizo que aumentara el número de huelgas, que pasó de 80 en 1916 a 367 el año siguiente. El número de huelguistas fue de 24 000 en 1916, mientras que en 1919 llegó a 308 000.

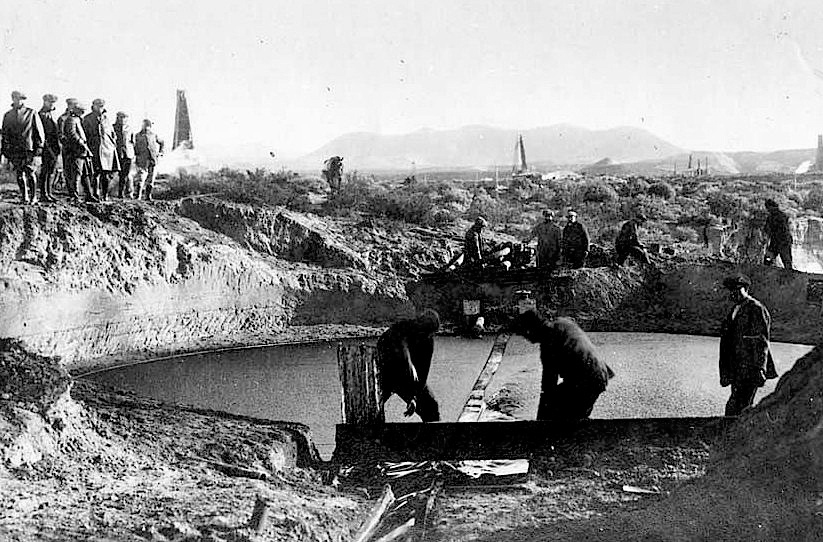
Trabajadores de YPF en 1923

A partir de 1918 la economía comenzó a recuperarse aunque tardaría unos años en alcanzar las cifras anteriores a la guerra: recién en 1923 se superó el pbi per cápita de 1913. La expansión se basó en la recuperación de las exportaciones de granos, la recuperación de la construcción y el crecimiento de la industria. Entre 1918 y 1929 el pbi creció a una tasa del 5,7% anual. El nivel de gasto público aumentó de 8,5% en 1920 al 13% en 1929 y el déficit de la administración nacional llegó al 4%.
En 1922, durante el gobierno de Yrigoyen se creó la empresa estatal destinada a explotar y comercializar el petróleo: YPF, y el recién electo presidente Marcelo T. de Alvear le ofreció la conducción de esta nueva empresa al general e ingeniero Enrique Mosconi, quien ocupó la dirección de YPF entre 1922 y 1930. La aparición del motor de combustión interna y la expansión de los automóviles como medio de transporte auguraba una demanda sostenida de productos derivados del petróleo, principalmente combustibles, aceites y grasas.
Alvear comenzó su presidencia justo cuando terminaba la crisis mundial de la posguerra, lo cual permitió mejorar la economía y las finanzas sin mayores contratiempos. La economía argentina alcanzó durante su gobierno una situación de gran prosperidad, debido principalmente a un favorable frente externo, con la reactivación posterior a la Primera Guerra Mundial.
Los altos precios de la carne causados por la Primera Guerra Mundial se prolongaron hasta comienzos de la década de 1920 y alentaron la expansión de la ganadería. El derrumbe de los precios de la carne, artificialmente inflados durante la guerra, provocaron una profunda crisis del sector ganadero entre 1921 y 1923. Los criadores que tenían ganado en exceso tuvieron que vender sus animales a precios bajos, por lo que se vieron obligados a pedir en 1921 protección por parte del gobierno argentino hacia los manejos de los trusts de la carne. Ante ello, el gobierno sancionó en 1923 las leyes n.º 11 226, n.º 11 227 y n.º 11 228: la primera establecía un régimen de control del comercio de carnes; la segunda fijaba los precios mínimos y máximos para la venta; y la tercera instauró un régimen de control para las transacciones comerciales de ganado vacuno para evitar los vales, comunes en el interior. Se creó así un frigorífico estatal, años más tarde bautizado con el nombre de Lisandro de la Torre. Se procuró evitar las especulaciones, y establecer formas de comercialización y control asegurando con ello el abastecimiento a precios razonables.
Las cuestiones relacionadas con la agricultura despertaban menos preocupaciones gracias al favorable frente externo: la reactivación posterior a la Primera Guerra Mundial produjo que los países europeos compraran las cosechas argentinas. Hubo un gran crecimiento en las áreas sembradas con cereales, especialmente en la pampa húmeda. Para 1925, Argentina cubría el 72 % de la exportación mundial de lino, el 66 % del maíz, el 50 % de la carne, el 32 % de la avena y el 20 % del trigo y harina. También aumentaron exponencialmente aquellos cultivos industriales como el algodón, que pasó de 2000 hectáreas en 1914, a 122 000 en 1930. Además, creció el área sembrada de yerba mate, maní, arroz, vid, caña de azúcar y tabaco.
En 1923 el ministro de Hacienda Rafael Herrera Vegas impulsó una modificación en la Ley de Aduanas para promover la producción industrial local que subió un 60 % la tarifa de avalúos y un 25 % los derechos a las mercancías gravadas con derechos específicos. El ministro también había intentado sin éxito elaborar una ley para crear un impuesto sobre la renta de carácter provisorio. Tras la renuncia de Herrera Vegas en el ministerio lo sucedió Víctor M. Molina, quien también fracasó en un nuevo intento de poner el impuesto a la renta. No obstante, llevó adelante una política librecambista, abiertamente liberal. Este giro político sería una de las causas de la división de la Unión Cívica Radical entre yrigoyenistas y antipersonalistas.

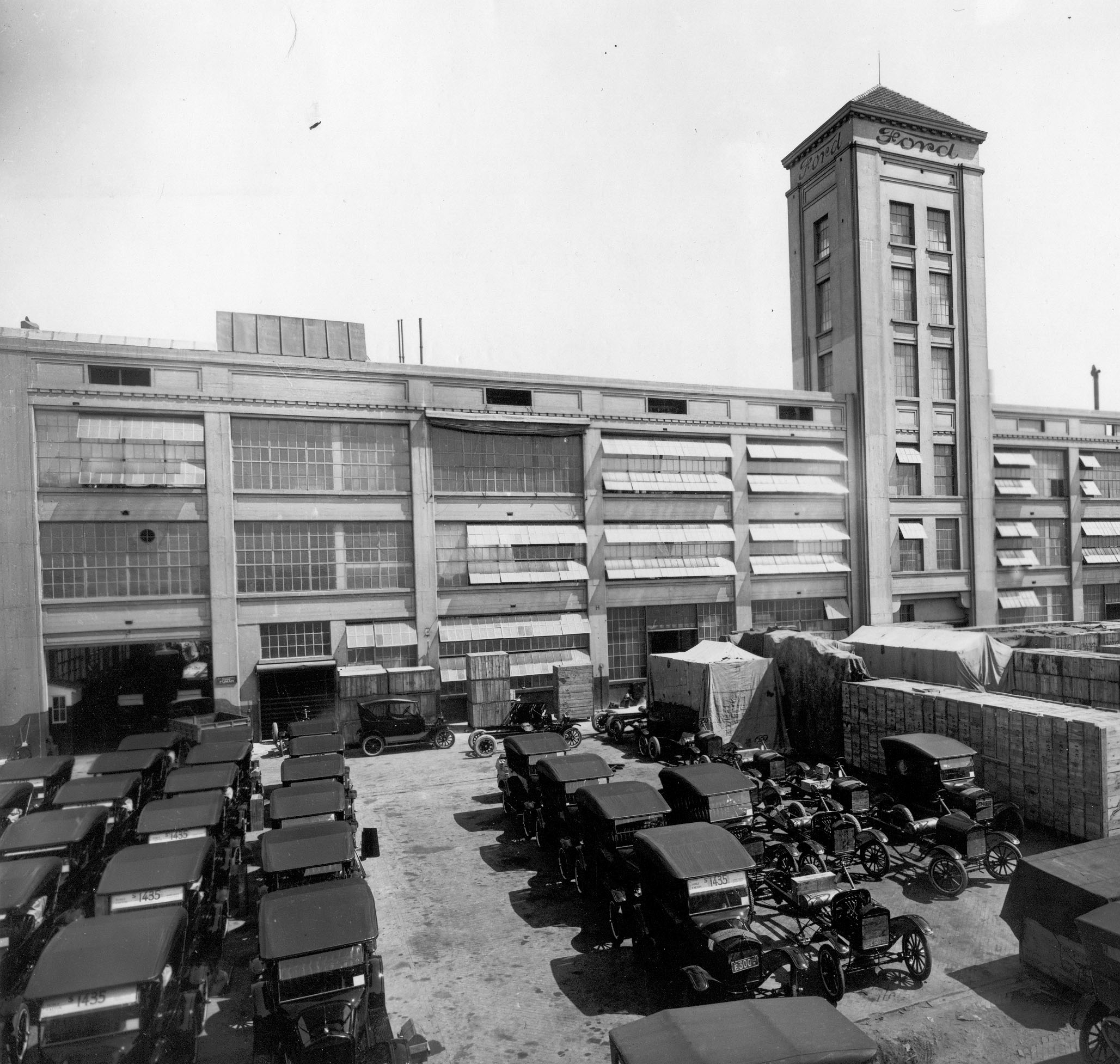
Planta de producción de Ford en Argentina en los años 20.

Durante la década de 1920, el mercado argentino continuó siendo el más importante de la región gracias al alto ingreso per cápita, la mejora de los salarios reales y la modernización de las pautas de consumo asociada a la urbanización y el ascenso de los sectores medios.
Fueron estos factores, poco comunes en los mercados europeos de entonces, los que alentaron la radicación de empresas extranjeras. Una de las consecuencias de la guerra fue el ascenso de los Estados Unidos como primera potencia económica mundial y en la Argentina las inversiones del país norteamericano ganaron en importancia frente a las tradicionales británicas. Durante los años veinte se instalaron en el país firmas norteamericanas como General Electric (1920), Ford (1922), General Motors (1925), Parke-Davis (1926), Colgate Palmolive (1927) y Chrysler (1929). Varias de estas firmas se vieron beneficiadas por rebajas arancelarias que alentaban la importación de partes y el ensamblado en el país. El caso más importante fue el de las automotrices, que abrieron plantas de ensamblaje: Ford en 1922, General Motors en 1925, y Chrysler, en asociación con la argentina Fevre y Basset, en 1929. Esta actividad fue muy dinámica, de modo que, en 1930, la Argentina contaba con un parque automotor de 435 000 unidades, es decir, un automóvil cada 35 habitantes.
Empresas argentinas también mostraron un gran dinamismo. El caso más notable fue el de la Compañía General de Fósforos, una empresa fundada en 1889 que abastecía buena parte de la demanda local de fósforos. En 1920, esta firma decidió instalar una hilandería de algodón, para lo cual invirtió en el complejo agroindustrial algodonero (desmotado, elaboración de aceite e hilados). La hilandería −una de las cinco establecidas en el país hasta 1930− se sumó a una gran litografía, una moderna fábrica de papel y las plantas elaboradoras de fósforos que integraban esta empresa. Otros casos importantes fueron los de la Fábrica Argentina de Alpargatas y Manufactura Algodonera Argentina, que fundaron sus propias hilanderías para complementar sus tejedurías en 1923 y 1924 respectivamente, en tanto que, en 1920, el grupo Bemberg, que controlaba la Cervecería Quilmes y otras fábricas de cerveza, había fundado la Primera Maltería Argentina para autoabastecerse de ese insumo. En 1927 se crea la Fábrica Militar de Aviones, constituyéndose en la primera empresa manufacturera del estado vinculada con la alta tecnología.
En 1927 Molina decidió reabrir la caja de conversión que había estado cerrada desde 1914. La caja se había beneficiado con aportes de oro en lingotes y monedas que fueron llevando hasta el 80 % la reserva aurífera, que según la Ley debía respaldar el dinero circulante en una proporción del 44 %. Pero ante la remota posibilidad de una corrida bancaria, Molina envió un telegrama a la Banca Morgan en Estados Unidos para consultar con que crédito podía contar la Argentina en caso de necesitar reforzar sus reservas, la respuesta de la banca fue: ilimitada. Se estableció la vieja paridad de 2,27 pesos papel por pesos oro. El crédito se abarató y la actividad económica creció casi un 20% entre 1927 y 1929.
Yrigoyen fue electo presidente nuevamente en 1928, para un período que debió ser 1928-1934, tras derrotar a una coalición de conservadores y radicales antipersonalistas. Los Yrigoyenistas impulsaron la nacionalización de los recursos petroleros del país, que generaría una ampliación de la burocracia estatal y la consecuente oferta de nuevos cargos que serían distribuidos entre sectores medios urbanos dependientes del Estado.
En octubre de 1929 se produjo un derrumbe de la Bolsa de Valores de Nueva York que llevaría a la gran depresión de los años treinta. La caída de demanda del comercio exterior se vio potenciada pues los países que tenían relaciones comerciales con la Argentina, especialmente los Estados Unidos y Gran Bretaña, impusieron barreras proteccionistas afectando la economía Argentina, que por entonces era una de las más abiertas al comercio internacional. El valor de las exportaciones pasó de 1000 millones de dólares en 1928 a 335 millones en 1932. Se produjo una salida de capitales de tal forma que el nuevo gobierno de Yrigoyen abandonó la convertibilidad en 1929 y tuvo que emitir dinero sin respaldo para no agravar la situación de dificultad de algunos bancos, lo que provocó una pérdida de valor del peso con respecto al dólar. Los ingresos de la aduana disminuyeron debido a la contracción del comercio internacional, el peso nacional perdía valor, disminuyeron las importaciones y exportaciones, y esto fue acompañado por una disminución de los salarios y por una elevada desocupación. Finalmente, la crisis impulsó la caída del gobierno de Hipólito Yrigoyen.

## Crisis del 30 y recuperación económica

### Gran depresión

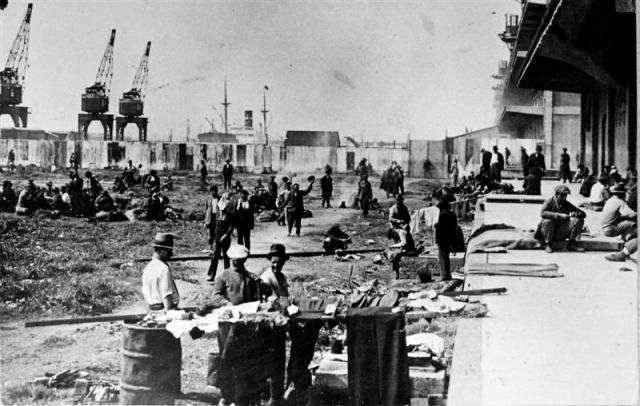
La crisis del 30 llevó a la aparición del primer asentamiento en Puerto Nuevo conocido como "Villa Desocupación" que existió entre 1932 y 1935.

Con la Gran Depresión la producción rural vivió un periodo de estancamiento debido a los malos precios y al cierre de los mercados internacionales. La crisis agropecuaria provocó una ola de migraciones internas que expulsó a los trabajadores rurales hacia las ciudades más industrializadas como Buenos Aires, Rosario y Córdoba. En el contexto de una alta desocupación surgen los primeros asentamientos llamados villa miseria en la zona portuaria de Retiro y en poco tiempo en las principales ciudades del país.
El 6 de septiembre de 1930 Yrigoyen es derrocado por un golpe de Estado dirigido por el general José Félix Uriburu, militar afín a ideas nacionalistas y corporativistas. Uriburu representó en aquel momento ante todo un nacionalismo católico neocorporativista. El proyecto de constitución neocorporativa que tenía Uriburu y sus aliados era un sistema neocorporativo mixto. Querían que hubiera una cámara corporativa, por ejemplo, con representación de sindicatos, empresarios y otra cámara con representación política. Ideológicamente era tributario del nacionalismo católico, que desde los años veinte venía creciendo en Argentina.
El plan económico del gobierno provisional frente a la Depresión era, en realidad, continuación del de Yrigoyen: así como éste había decretado la inconvertibilidad del peso, Uriburu decretó el control de cambios para evitar la salida del oro que aún permanecía en las arcas del Estado. Estableció un estricto cuadro de prioridades para el gasto público, con la intención de no entrar en cesación de pagos de la deuda externa. Además debió hacer frente a retrasos de pagos a los empleados públicos en que había incurrido el gobierno, para lo cual se crearon nuevos impuestos a las transacciones, a los réditos y a la nafta, y se aumentaron las tasas de los servicios públicos prestados por el Estado.
La devaluación del peso ayudó a suavizar los efectos de la caída de los precios y la recesión. También se crearon diversas agencias reguladoras para establecer precios mínimos de diversos productos entre las que se destacaban la Comisión de Fibras Textiles (1931), la Comisión del Extracto de Quebracho (1933), la Junta Nacional de Carnes (1933) y la Junta Reguladora de Granos (1933) entre otras. El Banco de la Nación Argentina otorgó créditos a los productores de maíz para que retuvieran sus cosechas, ya que la tendencia a venderla cuanto antes deprimía los precios. Todas las obras públicas quedaron congeladas, con la sola excepción de los elevadores de granos, que fueron concesionados a la Asociación de Cooperativas Argentinas (ACA), que también fue favorecida en la competencia contra las empresas exportadoras en la comercialización de granos al exterior; estas medidas evitaron que la caída de los precios –muy importante desde el estallido de la crisis– fuera aún más pronunciada. Mientras que en Argentina la deflación mayorista acumulada entre 1929 y 1932 había sido del 10,5%, para Italia había sido del 35%, del 32% para Estados Unidos, del 31% para Francia, del 30% para Canadá, del 29% para Alemania, del 28% para Australia y del 25% para el Reino Unido.
Uriburu aspiraba a reemplazar la Constitución y el sistema democrático por otro, completamente distinto, en que no fuera el voto individual el que decidiera el rumbo político, sino la opinión de corporaciones, en particular las corporaciones patronales y las asociaciones profesionales, dejando al movimiento sindical como un actor menor, que además debía ser sometido a una «limpieza ideológica».[cita requerida] Entre los ideólogos nacionalistas, Uriburu prefería a su primo Carlos Ibarguren, católico militante y admirador de la derecha española, que era además un brillante escritor. En cambio desdeñaba a quien hasta entonces había sido el líder de los nacionalistas, Juan Carulla, que prefería seguir las ideas de Benito Mussolini o de Charles Maurras. Los discursos mencionaban continuamente la necesidad de "restaurar el orden, la propiedad y las jerarquías". Sin embargo, a diferencia de los fascismos europeos, la derecha nacionalista argentina consideraba que la clave del sistema político propuesto era el Ejército, y no organizaciones paramilitares.
El rechazo a sus ideas corporativistas y la derrota electoral ante la UCR provocaron la caída en desgracia del gobierno de Uriburu y éste debió llamar a elecciones en las que triunfó, fraude electoral mediante, el general Agustín Pedro Justo, perteneciente al sector liberal del ejército.

### Pacto Roca-Runciman
Con la Gran depresión que se desató como consecuencia del Jueves Negro de 1929, Reino Unido, principal socioeconómico internacional de la Argentina, tomó medidas tendientes a proteger el incipiente mercado de carnes en la Commonwealth, en beneficio del tambaleante Imperio británico, por las que se obligaba a comprar carnes sólo a sus colonias y excolonias, las cuales eran Canadá, Australia y Sudáfrica, entre otras.
Durante el gobierno de Hipólito Yrigoyen se había comenzado a negociar un acuerdo comercial con Reino Unido conocido como D'Abernon-Oyhanarte, que estipulaba un aumento en la compra de carnes y granos argentinos a cambio de la exclusividad en la compra de material ferroviario y el compromiso de atender una serie de cuestiones, como el otorgamiento de extensiones a los ferrocarriles, la concesión de subterráneos, la construcción de elevadores y caminos por empresas británicas. A pesar de ser aprobada por la Cámara de Diputados el proyecto no logró pasar el Senado debido en gran parte al estallido de la crisis internacional a fines de 1929 y a la parálisis que vivió el Congreso durante el yrigoyenismo.
Para evitar que esta política comercial del Reino Unido afectara la balanza comercial de Argentina, el 28 de octubre de 1932, una misión encabezada por el presidente de la Nación Argentina, Agustín Pedro Justo, llegó a Londres. Fue recibida por Eduardo de Windsor, príncipe de Gales y futuro rey. Seguidamente, el 1 de mayo de 1933 se firmó el tratado Pacto Roca-Runciman, entre el vicepresidente de la República Argentina, Julio A. Roca (h) y el encargado de negocios británico, Walter Runciman, por el cual el Reino Unido se comprometía a continuar comprando carnes argentinas en tanto y en cuanto su precio fuera menor al de los demás proveedores mundiales. Se le adjudicó además al Reino Unido el monopolio de los transportes de Buenos Aires. Como contrapartida, Argentina aceptó la liberación de impuestos para productos británicos al mismo tiempo que tomó el compromiso de no habilitar frigoríficos de capitales nacionales.
En mayo de 1935, el legislador santafecino, Lisandro de la Torre, acusó por fraude y evasión impositiva a los frigoríficos Anglo, Armour y Swift. Aportó pruebas que comprometían directamente a dos ministros de Justo: Federico Pinedo de Hacienda y Luis Duhau de Agricultura, en las que se establecía el trato preferencial que recibían estas empresas que prácticamente no pagaban impuestos.
Con motivo del pacto, el vicepresidente argentino Julio A. Roca (h) realizó la siguiente declaración:

La geografía política no siempre logra en nuestros tiempos imponer sus límites territoriales a la actividad de la economía de las naciones. Así ha podido decir un publicista de celosa personalidad que la Argentina, por su interdependencia recíproca es, desde el punto de vista económico, una parte integrante del Imperio Británico.

### Transformación económica
A partir de 1933 la economía volvió a crecer y en 1935 ya se había superado el nivel previo a la crisis. El déficit de la balanza de pagos y la caída de las reservas se revirtió hacia 1935 permitiendo un aumento del volumen del dinero y el crédito. Ese mismo año se crea el Banco Central de la República Argentina como una entidad mixta con participación estatal y privada, que tenía entre sus funciones la exclusividad en la emisión de billetes y monedas y la regulación de la cantidad de crédito y dinero, así como la acumulación de las reservas internacionales, el control del sistema bancario y actuar como agente financiero del Estado, dotando así a la autoridad monetaria de instrumentos que posibilitan ejercer el papel de “prestamista de última instancia” y la adopción de políticas anticíclicas a fin de moderar las fluctuaciones económicas.
El presidente Agustín P. Justo apostó por una nueva política similar a la que aplicó en los Estados Unidos de América el presidente Franklin D. Roosevelt, que consistió en estimular el gasto público mediante inversión en infraestructura. Durante su gobierno se ejecutaron varios proyectos públicos y privados: la Guarnición Aérea Córdoba; el Hospital Militar Central; la modernización del Hospital Fernández; el Hospital Materno Infantil Ramón Sardá; los edificios de las facultades de Medicina, Bioquímica y Farmacia, Odontología y Derecho de la Universidad de Buenos Aires; la pavimentación de la ruta a Córdoba; la pavimentación de la ruta a Mar del Plata; el Puente Internacional Agustín P. Justo - Getúlio Vargas, entre Paso de los Libres (Corrientes) y Uruguayana (Brasil),  la Biblioteca Pública de la Universidad Nacional de La Plata; El Observatorio de Física Cósmica de San Miguel.
En el marco de la celebración del cuarto centenario de su fundación, Buenos Aires vivió un notable cambio en su fisonomía con la construcción de la Avenida 9 de Julio, el Obelisco, las líneas C, D y E de subterráneos, el ensanche de las calles Santa Fe, Córdoba, Corrientes y Belgrano, la construcción de las torres Comega, SAFICO, Kavanagh, y el Edificio del Ministerio de Obras Públicas (hoy Ministerio de Desarrollo Social); el Luna Park, el estadio Monumental, del club de fútbol River Plate y el estadio La Bombonera, del club de fútbol Boca Juniors; los puentes Avellaneda, Uriburu y La Noria y La Avenida General Paz.
La Dirección Nacional de Vialidad, creada en 1932, puso en marcha un plan de construcción de una red de caminos troncales (nacionales), sostenido con un impuesto a la nafta y los lubricantes y a la vez financiaba y supervisaba la construcción de
las redes provinciales de caminos, que complementaban la red troncal. En 1931 el país contaba con 2000 km de caminos de tránsito permanente, mientras que para 1944 dicha cifra había superado los 30.000 km. Esto se logró mediante un plan realizado en diez años (1933-1943) con un costo de 300 millones de pesos moneda nacional, es decir, casi 100 millones de dólares de esa época.
La extensión de la red de carreteras, el sábado inglés y las vacaciones pagas para empleados de comercio dieron impulso al turismo interno y ciudades como Mar del Plata o San Carlos de Bariloche ampliaron su infraestructura y servicios para el turismo masivo. Durante estos años Mar del Plata construye su nueva Rambla, el Casino y el Hotel Provincial. Similar situación se dio en Bariloche a partir de la llegada del Ferrocarril al Nahuel Huapi en 1934 y la construcción del Centro Cívico y el Hotel Llao Llao. Se crearon los Parques nacionales Nahuel Huapí e Iguazú y desde YPF se encargó de promocionar distintos destinos turísticos en filmes como Tigre (1941), Nahuel Huapi, (1942), Vendimia (1942) y Playa Grande (1943). El número de veraneantes pasó de 65.000 en 1930 a 380.000 en 1940.
Otra industria que comenzaba a despuntar era la del cine que durante esta década vivió su edad de oro. El éxito del cine argentino en el ámbito interno y su expansión en el mercado latinoamericano permitió un aumento sostenido de su producción: 15 en 1936, 28 en 1937, 40 en 1938, 50 en 1939, 49 en 1940, 47 en 1941 y 56 en 1942. Hacia 1942 el 35% de las películas que se exhibían en América Central y del Sur provenían de la Argentina. Similar crecimiento vivió la industria editorial que se convirtió en la más importante de habla hispana. La producción editorial creció de forma continua entre 1936 y 1944 y llegó a 5323 obras registradas y la exportación alcanzó los 20 millones de ejemplares. Destacaban en este rubro las clásicas editoriales Atlántida, Claridad y Estrada, a las que se sumaron las nuevas editoriales Emecé, Losada y Sudamericana. En el año 1943 se realizó la primera feria del libro que fue visitada por más de 2 millones de personas.
El sector industrial continuó su crecimiento luego de superar la Gran Depresión. En el año 1933 producción de la industria argentina era la mayor de América del Sur y superior a la suma del producto industrial de Brasil y México juntos. La información del censo industrial de 1935 refleja que en el país existían 43 207 establecimientos industriales que empleaban a 544 000 personas. El valor de la producción ascendió a más de m$n 3200 millones; la fuerza motriz instalada era de 2.827.068 H.P.
El desarrollo de las actividades textiles y metalúrgicas durante la década del treinta fueron de los más importantes. La industria textil empleaba a 77.683 obreros y, reuniendo casi el 8 % del capital invertido total, producía el 16 % del valor total de la producción industrial. El sector producía hilados, tejidos, ropa, calzado y vestidos en general. El rubro metalúrgico contaba con 8.791 establecimientos y más de 85.000 obreros empleados. Se destacaban las fundiciones de hierro y acero, la fabricación de artículos de hojalata, zinc, cobre y bronce, la de máquinas y motores, construcción de carrocerías y armado de automóviles y camiones, talleres ferroviarios, astilleros y talleres navales. Este rubro empleaba más del 17 % de la mano de obra industrial.
Para sortear las barreras arancelarias que habían subido al 37% en 1932, diversas empresas extranjeras como Goodyear, Firestone, Johnson & Johnson, RCA Víctor, Duperial, Philips, Osram, Nestlé, Pirelli y Olivetti decidieron instalarse en la Argentina. Sin embargo durante el resto de la década los aranceles tendieron a la baja hasta llegar a un 22% en 1939.
En 1939 el sector industrial argentino era un 35 % mayor que en 1930, representaba un 22,5% de la producción total y había alcanzado en importancia a las actividades agropecuarias. Respecto a 1935 el número de plantas había aumentado un 25%, el personal empleado un 35% y el valor de la producción era un 50% superior. Entre las empresas que se destacaron durante estos años se encontraban Siam Di Tella, TAMET, La Cantábrica, ASTARSA, Astilleros Alianza, Algodonera Flandria, Istilart, Minetti, Loma Negra, Hispano-Argentina, y CATITA entre otras.

### Segunda Guerra Mundial
En septiembre de 1939 se desató la Segunda Guerra Mundial en Europa, propagando el temor a una nueva depresión. Como respuesta el ministro de Hacienda Federico Pinedo presentó el Plan de Reactivación Económica que proponía un conjunto de medidas que incluían la ampliación de las compras de cosechas por parte de la Junta Nacional de Granos; la construcción de viviendas populares para prevenir la desocupación y el déficit de viviendas, además de impulsar al sector de la construcción, cuyos materiales ya podían abastecerse localmente; el estímulo industrial mediante el financiamiento por parte del Banco Central, especialmente de aquellas que extrajeran o elaboraran materias primas nacionales, denominadas como “industrias naturales”; y el acercamiento económico al resto de países americanos. El plan constituía todo un programa en el que se procuraba fortalecer el mercado interno, conciliar la industrialización con la economía abierta, fomentar las relaciones comerciales de la Argentina con los Estados Unidos y con los países limítrofes y crear un mercado de capitales. La guerra había provocado el retiro de los países más industrializados del mercado de bienes y su reorientación a la producción bélica, dejando en consecuencia mercados disponibles que podían ser ocupados por países que se encontraban en proceso de industrialización como era el caso de Argentina.
Si bien el Plan Pinedo contaba con el apoyo de la Unión Industrial Argentina (UIA), la Sociedad Rural Argentina (SRA) y la Bolsa de Comercio, no logró ser aprobado en la cámara baja del congreso dominada por la UCR. A pesar del rechazo Pinedo logró desarrollar muchas de sus iniciativas gracias a la firma de una serie de decretos por parte del Poder Ejecutivo Nacional. Entre ellos se pudo poner en práctica la Corporación Para la Promoción del Intercambio, que incentivaba la exportación de productos industriales no tradicionales a través de tipos de cambio favorables, la creación de un Comité de Exportación y Estímulo Industrial, la Flota Mercante del Estado, la ley de Fabricaciones Militares, un proyecto de creación de un sistema de crédito industrial, que se transformaría en el Banco de Crédito Industrial en 1944 y alrededor de quince leyes de promoción industrial dictadas por provincias y municipios.
En consecuencia las exportaciones industriales pasaron del 2,9% del total en 1939, al 19,4% en 1943, encabezadas por la industria textil y seguidas por las industria alimentaria y la industria química y farmacéutica. Entre los principales productos exportados se encontraban los hilados y tejidos de lana y algodón, confecciones de lana, medicamentos, productos químicos, calzado, manufacturas de cuero, libros, papel para obras, hierro en lingotes y caños galvanizados. Sudáfrica, Estados Unidos y Reino Unido encabezaban el destino de estas exportaciones industriales y los mercados latinoamericanos representaron el 47% de las exportaciones, mientras que los asalariados industriales pasaron de 796.000 en 1940 a 1.025.000 en 1943.
Durante el gobierno de Ramón S. Castillo, se creó un complejo militar-industrial amplio y diversificado bajo la Dirección General de Fabricaciones Militares dirigida por el general Manuel Savio. Entre 1942 y 1945 el presupuesto de este organismo se multiplicó más de ocho veces y llegó a representar casi el 10% de los gastos en defensa. La producción de armas pequeñas se centró en la Fábrica Militar de Armas Portátiles Domingo Matheu ubicada en Rosario. En 1943 en el Arsenal Esteban de Luca se construyó el primer tanque argentino, bautizado Nahuel DL-43. También se construyó una planta en Córdoba para fabricar cañones. Sin embargo, hasta 1945 la producción de armamento estuvo seriamente limitada por la falta de insumos básicos y de tecnología.
La relación con los Estados Unidos comenzó a deteriorarse luego del ataque a Pearl Harbor en diciembre de 1941 y su posterior entrada en la guerra. Luego de la Conferencia de Río de Janeiro de 1942 Estados Unidos logró la ruptura de relaciones del resto de los países americanos con el Eje, con la excepción de Argentina y Chile que mantuvieron la neutralidad. Mientras los Estados Unidos aumentaban la presión para que la Argentina rompiera la neutralidad, el país norteamericano estrechaba sus relaciones con Brasil, ahora nación aliada que era una de las principales beneficiarias de la Ley de Préstamo y Arriendo, lo cual le permitió modernizar y equipar sus fuerzas armadas. A esto se le sumó la construcción de la Compañía Siderúrgica Nacional con fondos del Eximbank para suministrar acero a los aliados durante la guerra y, en la paz, ayudar en el desarrollo de Brasil, lo que impulsó de gran manera la producción industrial brasilera.
En febrero de 1942 Estados Unidos comenzó un boicot de la economía argentina que continuó, con distintas características e intensidad, hasta 1949. Durante los años de guerra, el esfuerzo se concentró en privar a la Argentina de muchas provisiones vitales para las cuales, con la caída de Francia y la Batalla de Inglaterra, los EE. UU. se habían convertido en la única fuente de abastecimiento. Se rechazaron licencias para la exportación a la Argentina de máquinas de acero, piezas de repuesto y material rodante para ferrocarriles, productos químicos y equipos para petróleo, hierro, acero, hojalata, carbón, aceite de quemar, ceniza y soda cáustica, a un nivel mucho mayor que el justificado por la escasez de tiempo de guerra y con la intención de acrecentar las vulnerabilidades de la Argentina. Esto se complementó con la continua interferencia estadounidense en el comercio de Argentina en Latinoamérica, destinada a evitar la exportación de caucho boliviano y brasileño, estaño y quinina bolivianos, carbón brasileño y cobre chileno a la Argentina.
De manera simultánea, se presionó a Gran Bretaña a limitar en gran medida sus exportaciones a Argentina. Durante toda la guerra y el temprano período de posguerra, los EE. UU. boicotearon todas las negociaciones anglo-argentinas que tendían al afianzamiento de la relación entre los dos países, como los contratos a largo plazo de carne y semilla de lino, mientras apoyaban sistemáticamente al lado británico en todas aquellas negociaciones que, como la compra por parte del gobierno de los ferrocarriles de propiedad británica, condujeron simultáneamente a la ruptura del lazo anglo-argentino. Sin embargo, cuando se intentó un embargo total de las exportaciones e importaciones argentinas, los ingleses se opusieron, debido a que la neutralidad argentina garantizaba el suministro de alimentos en el teatro europeo de operaciones.

## Golpe de 1943
Con el golpe militar del 4 de junio de 1943 que derrocó al gobierno de Ramón S. Castillo, se produjo un giro fundamental en la política económica argentina. Los años transcurridos entre el Plan Pinedo y el triunfo del peronismo fueron de intensa discusión sobre las estrategias económicas más convenientes para el país. Las repercusiones económicas y políticas de la Segunda Guerra contribuyeron decisivamente no sólo a consolidar la hegemonía del industrialismo en esas discusiones, sino también a otorgar creciente preponderancia a las ideas mercado internistas que luego consagraría definitivamente el peronismo.
Entre las primeras medidas del presidente de facto Pedro Pablo Ramírez fue decretar el congelamiento y la reducción de alquileres urbanos a fines de junio de 1943, y en noviembre se hizo lo mismo para los arrendamientos rurales.
El apoyo del gobierno a las exportaciones industriales comenzó a frenarse cuando el Ministerio de Hacienda dispuso limitar el número de productos de exportación autorizados a liquidar divisas al tipo de cambio preferencial el 7 de octubre de 1943. Esta medida preanunció otra más definitiva del 25 de enero del año siguiente, que suspendió el régimen cambiario favorable para las exportaciones “no tradicionales”.la primera establecía un régimen de control del comercio de carnes y la tercera instauró un régimen de control para las transacciones comerciales de ganado vacuno para evitar los vales, comunes en el interior. Se creó así un frigorífico estatal, años más tarde bautizado con el nombre de Lisandro de la Torre.
El gobierno impuso además restricciones a las ventas al exterior de ciertos productos. En 1944 restringió las de cemento y de textiles para asegurar el abastecimiento del mercado interno, se establecieron permisos previos para la exportación de artículos de algodón y se prohibió la de hilados y tejidos de algodón, lana y mezcla. La justificación era evitar el “encarecimiento de ciertos artículos, que gravitaban en la ‘economía popular’ y amparar al ‘consumidor nacional’, tan castigado por el insaciable afán de lucro de especuladores”. La caída en el valor de las exportaciones textiles fue de casi 50%. Las restricciones a las exportaciones de algodón se mantuvieron hasta casi el final del gobierno de Edelmiro Farrell, favoreciendo indirectamente a la industria textil británica, que recuperó su dominancia sobre el mercado sudafricano.
El gasto público prácticamente se duplicó en relación con 1942, destacándose el aumento en los gastos en defensa, que en 1945 llegaron a representar 43,4% del total y casi 6% del PBI, en ambos casos más del doble que en 1939. Este último año, el gasto militar argentino excedió al de Chile, Colombia, Perú, Venezuela y Brasil, mientras que el Ejército alcanzó una fuerza efectiva de 138.000 hombres, máximo histórico y más del doble de los que revistaban en 1939.
Pocos días después del golpe, la CGT N.º 2 conducida por el sector socialista de Francisco Pérez Leirós y Ángel Borlenghi y los comunistas, se entrevistaron con el ministro del Interior de la dictadura para ofrecerle el apoyo sindical mediante una marcha a la Casa Rosada. El gobierno rechazó el ofrecimiento y poco después disolvió la CGT N.º 2, encarcelando a varios de sus dirigentes.
En agosto de 1943, el movimiento obrero intentó un nuevo acercamiento encabezados por los  sindicato Unión Ferroviaria de la CGT N.º 1, al tomar conocimiento de que uno de sus dirigentes era hermano del teniente coronel Domingo Mercante. Esas conversaciones prosperaron y poco a poco a ellas se fueron sumando otros dirigentes sindicales y a petición de Mercante, el coronel Juan Domingo Perón. Hasta ese momento los sindicatos habían desempeñado un papel menor en la vida política del país y estaban conducidos por cuatro corrientes: socialismo, sindicalismo revolucionario, comunismo y anarquismo. Los dos principales sindicatos eran la Unión Ferroviaria, liderada por José Domenech, y la Confederación de Empleados de Comercio, liderada por Ángel Borlenghi. 
A partir de esa alianza y secundado por Mercante, Perón maniobró dentro del gobierno para que se lo designara al frente del Departamento Nacional del Trabajo, que era poco influyente entonces, hecho que sucedió el 27 de octubre de 1943. Ascendió al organismo a Secretaría de Trabajo y Previsión y desde entonces su influencia sobre la política económica fue aumentando progresivamente. El poder y la influencia creciente de Perón provino de su alianza con un sector del sindicalismo argentino, principalmente con las corrientes sindicales socialista y sindicalista revolucionaria.
Perón designó a los líderes sindicales en los principales cargos del departamento y desde allí pusieron en marcha el plan sindical, adoptando inicialmente una política de presión sobre las empresas para que resolvieran los conflictos laborales por medio de convenios colectivos de trabajo. La vertiginosa actividad del Departamento de Trabajo ocasionó el creciente apoyo a su gestión por parte de dirigentes sindicales de todas las corrientes: socialistas, sindicalistas revolucionarios, comunistas y anarquistas, y a su vez incorporando a otros socialistas como José Domenech (ferroviario), David Diskin (empleados de comercio), Alcides Montiel (cervecero) y Lucio Bonilla (textil); sindicalistas revolucionarios provenientes de la Unión Sindical Argentina, como Luis Gay (telefónico) y Modesto Orozo (telefónico); incluso a algunos comunistas como René Stordeur (gráficos) y Aurelio Hernández (sanidad)
y hasta trotskistas como Ángel Perelman (metalúrgico).
En los meses siguientes, Perón lanzó una serie de iniciativas como la sanción del Estatuto del Peón Rural, la sanción del decreto-ley 33.302/45 estableciendo el aguinaldo, la sanción del decreto-ley 1740/45 fijando el régimen de vacaciones para los obreros industriales, la creación de la Justicia Nacional del Trabajo, el régimen de jubilaciones para empleados de comercio y la negociación de convenios colectivos. En 1944 se autorizó la expropiación de los elevadores de granos y se expropió la Compañía Primitiva de Gas, una empresa de capital británico. Ese mismo año se creó el Banco de Crédito Industrial para dar créditos a los sectores industriales.
Otra iniciativa de Perón fue la creación del Consejo Nacional de Posguerra (CNP), a cargo del español José Figuerola, un exfuncionario de la dictadura de Miguel Primo de Rivera, quien creía en las ventajas del sistema corporativo. El objetivo de este organismo era realizar “estudios sobre ordenamiento social y económico del país, su coordinación, planificación y ejecución”. Lo acompañaban algunos economistas asociados al grupo del recientemente fallecido Alejandro Bunge, quienes compartían una visión autárquica y proteccionista del desarrollo industrial y propugnaban un modelo de organización social corporativo guiado por las enseñanzas de la Iglesia Católica. El CNP fundamentó con estadísticas y proyecciones propias la noción de que la posguerra generaría una profunda crisis económica y social en Argentina y que sólo una política proteccionista y de aliento al mercado interno podía evitarla. Emilio Llorens, otro miembro destacado del Grupo Bunge, fue nombrado funcionario de la Secretaría de Industria y Comercio y se le encomendó “proponer y fiscalizar medidas de protección y estímulo al sector industrial”. Una de sus primeras iniciativas fue un régimen para favorecer aquellas empresas que utilizaran materias primas nacionales y se orientaran hacia el mercado interno o importadas si producían artículos de primera necesidad o sirvieran a la defensa nacional.
En junio de 1945 la Bolsa de Comercio, la Cámara Argentina de Comercio y distintas cámaras de empresarios del comercio y de la industria lanzan el Manifiesto del Comercio y la Industria, criticando la política laboral del Secretario de Trabajo que había «contribuido a crear una intranquilidad creciente de un
ambiente de agitación social que venía a malograr la disciplinada y pujante eficiencia del esfuerzo productor» ya que estaba creando «un clima de recelos, de provocación y de rebeldía, que estimula el resentimiento, y un permanente espíritu de hostilidad y reivindicación».
El movimiento sindical, en el que aún no predominaba el apoyo abierto a Perón, reaccionó rápidamente en defensa de la política laboral y el 12 de julio la CGT organizó un multitudinario acto bajo el lema «Contra la reacción capitalista». Según Félix Luna, esa fue la primera vez que los trabajadores comenzaron a identificarse como «peronistas».
El antiperonismo adoptó la bandera de la democracia y criticó duramente las que llamaba actitudes antidemocráticas del peronismo; el 19 de septiembre de 1945, la oposición apareció unida en una enorme manifestación de más de 200 000 personas, denominada la Marcha de la Constitución y la Libertad, que se dirigió del Congreso al barrio de la Recoleta, encabezada por cincuenta personalidades de la oposición, entre ellos los radicales José P. Tamborini, Enrique Mosca, Ernesto Sammartino y Gabriel A. Oddone, el socialista Nicolás Repetto, los radicales antipersonalistas José M. Cantilo y Diógenes Taboada, el conservador (PDN) Laureano Landaburu, los demócratas cristianos Manuel Ordóñez y Rodolfo Martínez, el filocomunista Luis Reissig, el demócrata progresista Juan José Díaz Arana, y el rector de la UBA Horacio Rivarola.
La marcha impactó de lleno en el poder de Farrell-Perón y desencadenó una sucesión de planteos militares contra la permanencia de Perón en el gobierno que se concretaron el 8 de octubre, cuando ante una votación adversa de los oficiales de Campo de Mayo, que estaba al mando del general Eduardo J. Ávalos ―uno de los líderes del GOU―, con apoyo del radicalismo a través de Amadeo Sabattini, Perón presentó la renuncia a todos sus cargos. El 11 de octubre Estados Unidos le pidió a Gran Bretaña que dejara de comprar bienes argentinos durante dos semanas para producir la caída del gobierno.
El 12 de octubre, Perón fue detenido y llevado a la Isla Martín García. En ese momento, los líderes del movimiento opositor tuvieron el país y el gobierno a su disposición. «Perón era un cadáver político»
y el gobierno, presidido formalmente por Farrell, estaba en realidad en manos del general Eduardo Ávalos, quien asumió como ministro de Guerra en reemplazo de Perón y sólo pretendía entregar el poder a los civiles lo antes posible.
Perón fue reemplazado en la vicepresidencia por el ministro de Obras Públicas general Juan Pistarini, quien mantuvo los dos cargos, mientras que el jefe de la Marina contralmirante Héctor Vernengo Lima asumió la titularidad del Ministerio de Marina.
El miércoles 17 de octubre de 1945, se produjo una masiva movilización de entre 300 000 (según cálculos de Félix Luna) y 500 000 personas, la mayoría trabajadores de sectores muy humildes, que ocuparon la Plaza de Mayo exigiendo la libertad de Perón. En la misma jugaron un papel decisivo los dirigentes sindicales, los metalúrgicos Ángel Perelman y Patricio Montes de Oca, Alcides Montiel del gremio cervecero, Cipriano Reyes del gremio de la carne, dirigentes de base de la CGT, que iban recorriendo las fábricas incitando a los trabajadores a abandonar el trabajo para marchar coreando consignas en favor de Perón por las calles principales hacia el centro de la Capital Federal, y activistas como la escritora uruguaya Blanca Luz Brum. Previamente, en la madrugada del día 17, comenzó una movilización de los trabajadores de La Boca, Barracas, Parque Patricios y de los barrios populares del oeste de Capital Federal así como de las zonas industriales de sus alrededores. Fue muy importante también el número de trabajadores que salió de Berisso, localidad cercana a La Plata. La acción estaba apenas coordinada por algunos dirigentes gremiales que habían estado agitando los días anteriores, y la principal fuerza de impulso provenía de esas mismas columnas que mientras marchaban retroalimentaban el movimiento.
El presidente Edelmiro J. Farrell mantuvo una actitud prescindente. Los sectores más antiperonistas del gobierno, como el almirante Vernengo Lima, propusieron abrir fuego contra los manifestantes. El nuevo hombre fuerte del gobierno militar, el general Eduardo Ávalos, se mantuvo pasivo, esperanzado que la manifestación se disolviera sola, y se negó a movilizar las tropas. Finalmente, ante la contundencia de la presión popular, negociaron con Perón y pactaron las condiciones: Perón hablaría a los manifestantes para tranquilizarlos, no haría referencia a su detención y obtendría que se retiraran y por otra parte el gabinete renunciaría en su totalidad y Ávalos solicitaría su retiro; Perón también se retiraría y no volvería a detentar ningún cargo pero a cambio exigiría que el gobierno convocara a elecciones libres para los primeros meses de 1946.
En 1945 el valor de las exportaciones industriales fue 16% inferior al alcanzado en 1943. Sin embargo, perspectivas favorables para la economía mundial generadas por el fin de la guerra y para la economía argentina por un posible cambio de gobierno alentaron el optimismo de los empresarios. Existía la convicción del establishment empresario que el régimen militar sería pronto reemplazado por un gobierno más alineado a sus intereses que le permitiría aprovechar plenamente las oportunidades que presentaba un escenario internacional más favorable.
Siguiendo instrucciones de Perón, en diciembre de 1945 Farrell decretó el sueldo anual complementario y la indemnización por despido y el 25 de marzo de 1946 fue nacionalizado el Banco Central de la República Argentina. En las elecciones de febrero de 1946 Perón ganó las elecciones con el 52,8% de los votos.

## Período peronista (1946-1955)

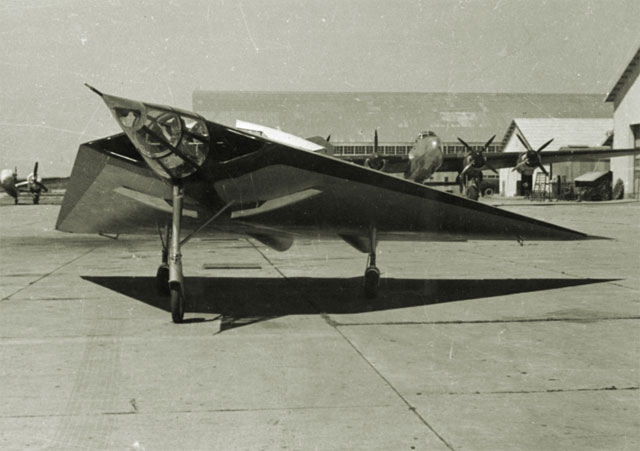
«FMA I.Ae. 37» Avión diseñado y construido en la Fábrica Militar de Aviones de Córdoba en 1953. Su creador Reimar Horten fue mundialmente reconocido por ser uno de los primeros en experimentar con diseños para aviones ultrasónicos.

Durante esta etapa, el país se caracterizó por el impulso a las obras públicas, la redistribución del ingreso hacia los sectores más desfavorecidos, la ampliación de derechos laborales y la intervención del Estado en la economía. Durante esta época, el sector agropecuario se modernizó, a partir del desarrollo de la industria siderúrgica y petroquímica, se impulsó la tecnificación y la provisión de fertilizantes, plaguicidas y maquinarias, de forma que se incrementó la producción y eficiencia agropecuaria. Desde este espacio, se trazó el Primer Plan Quinquenal de gobierno, que orientó la economía del país por parte del Estado desde 1947 a 1951. El crecimiento de la economía argentina durante el periodo peronista alcanzó a un promedio del 3,6% del PBI. Sin embargo, se pueden distinguir tres etapas. En los primeros años el crecimiento fue veloz, alcanzando un pico del 11% en 1947, la política económica instrumentada por el gobierno y la posguerra se combinaron para provocar una breve pero intensa etapa de auge entre 1945 y 1948, en la que esos agregados crecieron en forma acelerada. La producción, por ejemplo, elevó casi un 30% el consumo, que entre 1930-1934 y ya en 1946 se había expandido en un 55%, se incrementó en un 18,5% ente 1946 y 1949. La inversión, deprimida durante la guerra, prácticamente se duplicó entre 1945 y 1948 (Rapoport, 2010). Cuando Perón asume como presidente en 1946, había aproximadamente 500.000 trabajadores agremiados que ya en 1951 se habían elevado a 3 millones.
Uno de los principales objetivos de Perón era lograr la independencia económica de Argentina, para ello tomó diferentes medidas
- Nacionalización del Banco Central en 1946, con el fin de que los industriales tuvieran fondos para facilitar el desarrollo de actividades económicas de interés nacional y para satisfacer las necesidades del comercio externo e interno.

- Se expandió la recientemente creada Marina Mercante, que a fines de 1942 explotaba 29 buques, afectados todos ellos al servicio de ultramar, con un personal de 1500 trabajadores.[210]

- En 1952, el gobierno peronista decide saldar completamente la deuda externa. El país deudor de 12.500 millones de pesos moneda nacional se convertía en acreedor por más de m$n 5000 millones.[211]

- Entre 1946 y 1948, todas las líneas férreas fueron estatizadas bajo la órbita de la Empresa de Ferrocarriles del Estado Argentino (EFEA, luego Ferrocarriles Argentinos) que antes se encontraban, en su mayoría, en manos de empresas británicas y francesas. Se dio un fuerte impulso a la construcción de nuevos ramales y a la ampliación de la red ferroviaria, que llegó a contar en 1954 con más de 120.000 km de extensión.[212]

- A través de la empresa estatal Obras Sanitarias de la Nación, se llevó a cabo un programa de construcción para el período 1947-51.[213]

En 1942, unos 6.5 millones de habitantes tenían provisión de agua corriente, y 4 millones disponían de servicios cloacales. En 1955, los beneficiarios se ampliaron a 10 millones y 5.5 millones respectivamente.
- Se amplió el sistema de jubilaciones, beneficiando a trabajadores independientes, empresarios y profesionales. Se estableció en 1948 el fondo de pensiones para personas sin recursos no acogidas en el sistema jubilatorio, y se legisló sobre la pensión para viudas. En 1946, se incorporó como derecho el pago del aguinaldo. Se crearon y pusieron en funcionamiento los primeros juzgados laborales, se estableció el Estatuto del Peón Rural, y se reglamentaron las convenciones colectivas de trabajo.[214]

Respecto al consumo, entre 1945 y 1948 las ventas de cocinas aumentaron 106%, las de heladeras 218%, el calzado 133%, los discos fonográficos 200%, y las radios 600%, alentados por los programas redistributivos del gobierno y el crédito barato. Los préstamos al sector privado se triplicaron y las tasas de interés no superaban el 5% anual, los préstamos a la industria se sextuplicaron y los préstamos a la agricultura se duplicaron.

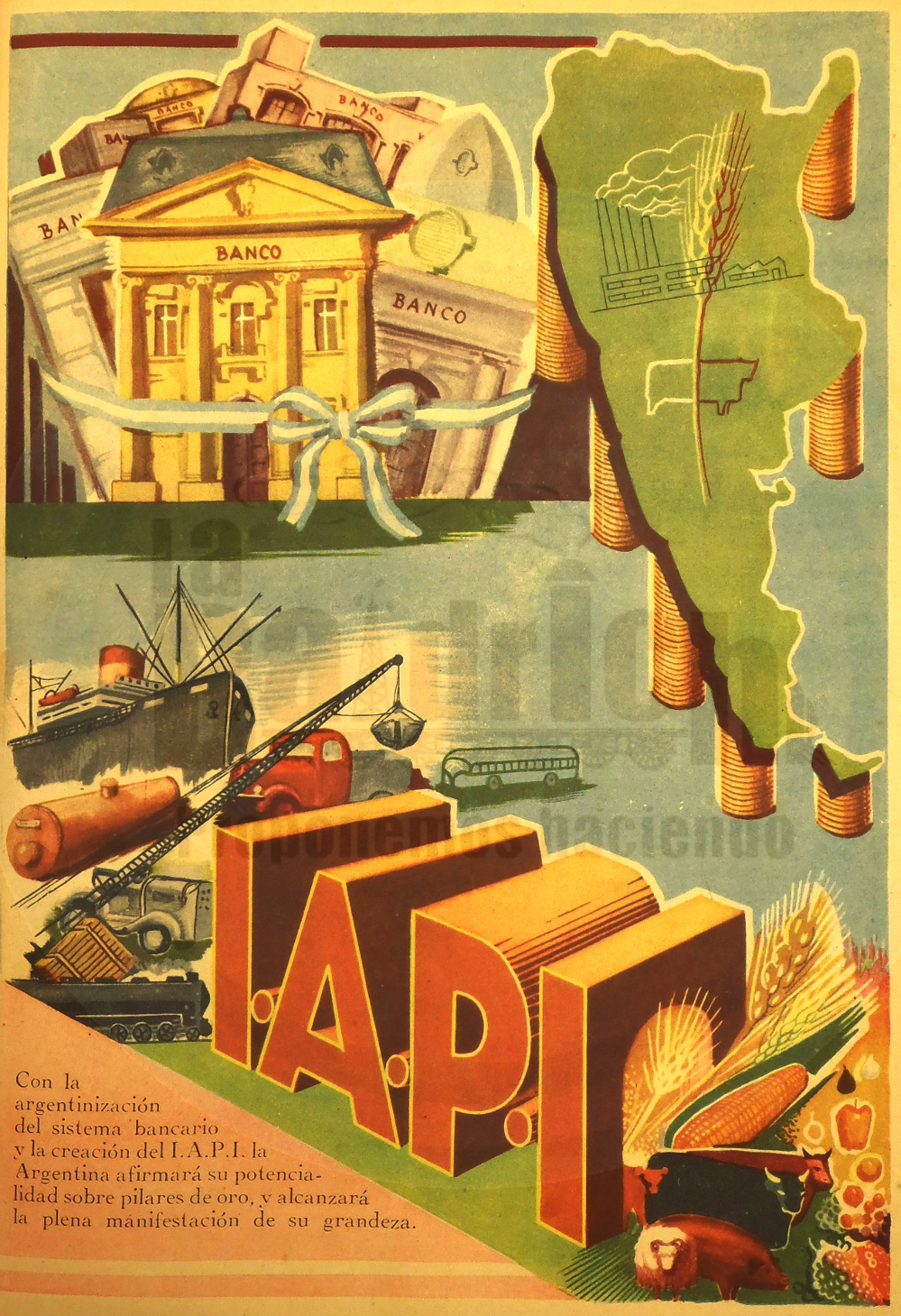
Propaganda del Primer Plan Quinquenal, promocionando el IAPI.

La principal fuente de ingresos no tributarios del gobierno central, el IAPI, se benefició con el aumento de la demanda internacional de granos y los altos precios que adquirieron durante 1946-1947. Estos ingresos ayudaron a financiar las obras de inversión pública de carácter social, en particular la construcción de más de 4000 hospitales y clínicas y más de 8000 escuelas. El aumento de inversiones públicas y extranjeras revitalizaron la economía, que creció en más de un 25% en el período 1946-1948. Estos programas, entre otras cosas, ayudaron a erradicar las enfermedades tropicales en el norte y el problema recurrente con las langostas. Entre 1945 y 1948 la economía creció a un récord del 8.5% anual, mientras que el salario real se acrecentó un 46%.
En esta etapa se inició, a través del Primer Plan Quinquenal un conjunto de importantes obras públicas, destinadas a modernizar la infraestructura del país, necesaria para el proceso de industrialización acelerado. Se construyeron diques con sus respectivas centrales hidroeléctricas como el Escaba en Tucumán, el Nihuil en Mendoza, Los Quiroga en Santiago del Estero y seis diques con usinas en Córdoba, seis en Catamarca, cuatro en Río Negro y tres en Mendoza, entre ellos los diques Florentino Ameghino, Los Molinos y La Florida. Así la potencia instalada en centrales pasó de 45 mil kVh en 1943, a 350 mil kVh en 1952.
 También se construyó entre 1947 y 1949 el gasoducto que une Comodoro Rivadavia con Buenos Aires; con él la distribución de gas aumentó de 300 mil m³ a 15 millones de m³ por día, abaratando en un tercio los costos. El extenso gasoducto, 1605 km, uno de los más largos del mundo en su momento, fue inaugurado el 29 de diciembre de 1949, más tarde la cañería sería extendida hasta Cañadón Seco, logrando extenderse por 100 km más. 
 La Argentina se colocaba así entre los tres países más avanzados en el aprovechamiento del gas natural, junto con los Estados Unidos y la Unión Soviética.
Los precios mundiales de cereales disminuyeron a finales de la década del 1950. Las exportaciones argentinas fueron en gran medida excluidas del auge de los mercados europeos por la presión política de la administración estadounidense de Harry S. Truman. [cita requerida] Esto llevó al presidente a adoptar políticas más favorables hacia las empresas a partir de 1952.
La ley n.º 12.987 conocida como "Ley Savio", fue sancionada el 13 de junio de 1947, junto con el Plan Siderúrgico Argentino y la constitución de la empresa SoMiSA, que pasó de una producción de 21.000 toneladas de acero en 1948 a 87.000 en 1954.
La empresa Siam fundada en 1911 adquiere gran impulso, expandiéndose mayormente debido a las ventas motonetas, ventiladores y otros electrodomésticos, que demandaba el mercado local. Su capacidad industrial le permitió iniciar en 1948 la producción de heladeras a un ritmo de 11.000 anuales, para alcanzar las 70.000 unidades diez años más tarde, llegando a ser la empresa latinoamericana más grande, con más de 9 mil empleados y por otra parte, en 1947 es fundada la empresa Techint. A su vez, entre 1951 y 1955 se triplicó la producción de acero y cuadruplico la producción de carbón, pasando de 150.052 a 643 400 toneladas. También creció un 1270% la producción de hierro y níquel dando así un gran crecimiento a la industria siderúrgica argentina.

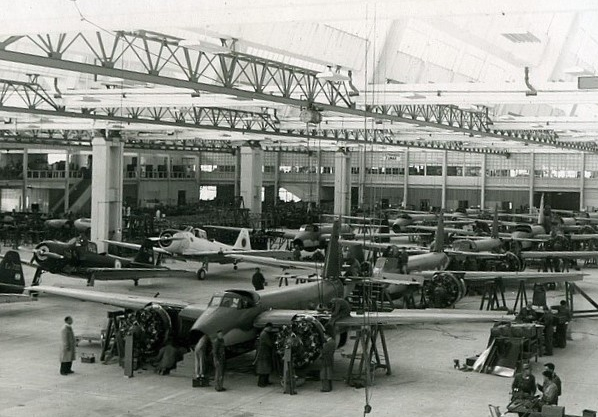
Fábrica Militar de Aviones de Córdoba - 1940-1950

En 1953 se promulga la ley n.º 14.122, que trata de otorgar garantías jurídicas a los propietarios; su principal objetivo era atraer empresas a la producción metalmecánica en Córdoba en asociación con la Fábrica Argentina de Aviones. Se logró la privatización de la fábrica de tractores que quedó a cargo de Fiat. También en Córdoba se instaló una fábrica de automóviles denominada Industrias Kaiser Argentina. Ambas empresas obtuvieron créditos generosos de parte del Banco Industrial, garantías de reserva del mercado interno e instalaciones, equipos y personal calificado, logrando así beneficios desde el primer año de actividad. Estos fueron los mayores frutos de expansión industrial asociada con el capital externo, creando el primer y mayor polo metalmecánico del país hasta el momento. Se instalaron grandes fábricas para la producción de motores, automotores, locomotoras y aviones, además de crear la Fábrica Militar de Aviones en IAME (Industrias Aeronáuticas y Mecánicas del Estado) y luego en DINFIA (Dirección Nacional de Fabricaciones e Investigaciones Aeronáuticas).
Las políticas de estímulo a las exportaciones, a la inversión extranjera en petróleo y la industria del automóvil, el mantenimiento de altos salarios, derechos laborales y la fuerte inversión en obra pública, habrían de mantenerse como ejes genéricos de política económica durante los siguientes veinte años, incluso después de un conflicto con la Iglesia Católica que dio lugar al golpe de Estado en 1955.
Las ramas industriales privilegiadas en esta segunda etapa del proceso de sustitución de importaciones, del segundo Plan Quinquenal fueron la automotriz, la petrolera y petroquímica, la química, la metalúrgica y la de maquinarias eléctricas y no eléctricas, orientadas a ser industrias de base para el país. Las inversiones se orientaron hacia el aprovechamiento de las posibilidades que ofrecía un mercado interno protegido. El sector agropecuario se modernizó: a partir del desarrollo de la industria siderúrgica y petroquímica, se impulsó la tecnificación y la provisión de fertilizantes, plaguicidas y maquinarias.
Entre otras reformas sociales y económicas, durante el primer gobierno peronista "el componente salarial del ingreso nacional superó, por primera vez en la historia, a la retribución obtenida en concepto de ganancias, intereses y renta de la tierra. En 1948, aquél ascendía a 53% contra 47% de éste, lo que se comparaba favorablemente con la situación imperante solo un lustro atrás, cuando los trabajadores percibían 44,4% y los empresarios, capitalistas y rentistas recibían 55,6%".
La expansión siderúrgica se logró gracias al impulso de la empresa estatal de Dirección de Fabricaciones Militares, creada en 1941. Al finalizar la Segunda Guerra Mundial, el gobierno de Perón impulsó el desarrollo de la industria aeronáutica, dirigiendo sus esfuerzos a reclutar científicos y tecnólogos extranjeros. La fabricación de los Pulqui I y II (primeros aviones a reacción diseñado en América Latina) fue acompañada por otros desarrollos, como la energía atómica, grandes obras de infraestructura e ingeniería civil, la creación del Instituto Antártico.
Las ramas industriales privilegiadas en esta segunda etapa del proceso de sustitución de importaciones, del segundo plan quinquenal fueron la automotriz, la petrolera y petroquímica, la química, la metalúrgica y la de maquinarias eléctricas y no eléctricas, orientadas a ser industrias de base para el país. Las inversiones se orientaron hacia el aprovechamiento de las posibilidades que ofrecía un mercado interno protegido. El sector agropecuario se modernizó: a partir del desarrollo de la industria siderúrgica y petroquímica, se impulsó la tecnificación y la provisión de fertilizantes, plaguicidas y maquinarias, de forma que se hizo incrementar la producción y productividad agropecuaria. La empresa argentina Siam se expandió mayormente debido sus ventas exitosas en productos como las motonetas, ventiladores y otros electrodomésticos, que demandaba con avidez la sociedad local. Su capacidad industrial le permitió iniciar en 1947 la producción de heladeras a un ritmo de 11.000 anuales, para alcanzar las 70.000 unidades diez años más tarde

## Dictadura de Aramburu y cesación de pagos de 1957 (1955-1958)
El 16 de septiembre de 1955, cuando la autodenominada «Revolución Libertadora» derrocó a Perón, Argentina había dejado de ser un país deudor y se había convertido en país acreedor. El Banco Central tenía 371 millones de dólares en reservas.[cita requerida]
En noviembre de 1955, tras el desplazamiento del dictador Eduardo Lonardi y su reemplazo por el dictador Pedro Eugenio Aramburu, este nombró a Eugenio Blanco ministro de Economía. Desde junio de 1956, sería también presidente del Banco Central de la República Argentina. Durante su gestión, el Banco Central dejó de ser un promotor del desarrollo. Aramburu tomó deuda externa por 700 millones de dólares, que no pudo pagar, dejando al país al borde del default. Este ministro aumentó por primera vez en la Historia argentina el efecto inflacionario, que había sido casi inexistente durante la primera mitad del siglo XX. A lo largo de 1957 los ferroviarios, empleados municipales, bancarios, alimentación, textiles, navales y telefónicos tomaron como ejemplo el caso metalúrgico y se lanzaron a la huelga erosionando a estabilidad del régimen. A partir de la aplicación del Plan Prebisch, la carestía aumentaba mes a mes. Desde enero, 3000 obreros y obreras de la empresa Philips durante varias jornadas reclamaron el reconocimiento de los delegados y la comisión interna. Se sumaron al conflicto los obreros de Siam, Piazza y Siambreta. Las luchas se extendieron a los obreros de la construcción de Mar del Plata, al frigorífico La Negra, del caucho, textiles, bancarios que reclamaban el reconocimiento de sus representantes, levantamiento de las intervenciones y aumentos salariales. Posteriormente se desató una violenta represión con allanamientos de domicilios, persecuciones, detenciones y despidos en las grandes empresas. Se decretó la intervención de la CGT, la derogación de la ley de Asociaciones Profesionales y la restricción del derecho de huelga, el desmantelamiento de IAPI y la privatización de los depósitos bancarios. De los 371 millones de dólares que se encontraban en el Banco Central, para el último día de la dictadura solo quedaban 125 y una deuda externa que comprometía mucho más que la totalidad de las reservas, mientras que el déficit de la balanza de pagos llegaba a los 339 millones de la misma moneda. El déficit fiscal se había elevado a 38.000 millones. Se habían liquidado en solo dos años tres millones de cabezas de ganado, había bajado sensiblemente la actividad industrial y aumentado exponencialmente la inflación, al tiempo que los salarios estaban contenidos y crecía la desocupación. Las importaciones sumaban en 1957 1.310 millones de dólares, superior a los 957 millones de exportaciones.
Al finalizar la Revolución Libertadora, Argentina se encontraba en default, y la deuda externa era de 1800 millones de dólares. El déficit fiscal ―que en 1957 era de 27 000 millones de pesos― en 1958 se había elevado a 38 000 millones. Aramburu desarticuló todo el sistema económico del peronismo ―basado en la industria nacional―, pasando la economía del país a depender enteramente de sus exportaciones de granos y carnes («Argentina debe ser el granero del mundo»), que además estaban controladas por grandes empresas extranjeras.

## Una democracia asediada por los golpes de Estado: década de 1960 y 1970

### Presidencia de Frondizi (1958-1962)
Arturo Frondizi prometió llevar adelante una política desarrollista. Entre las condicionalidades se encontraba de su acuerdo con el FMI se encontraban el aumento de tarifas, la reducción del déficit fiscal. El resultado fue que el PBI cayó en 6,5 % en 1959, mientras que la inflación alcanzó el 125 % anual con lo que hubo una fuerte caída de los salarios reales y de la demanda agregada. En el plano económico, las políticas monetarias implementadas desde 1955 y el parcial desmantelamiento del aparato regulatorio no dieron los resultados esperados, provocando altas las tasas 
de inflación, exportaciones que continuaron  estancadas en niveles previos a 1955, la liberación de las importaciones que contribuyó a agravar el enorme déficit en la balanza de pagos y un 
pronunciado déficit energético incapaz de satisfacer la demanda tanto industrial como urbana.
Frondizi profundizó la política petrolera impulsada en los últimos años de la presidencia de Perón. En mayo de 1959 anuncia una profunda reforma tributaria eliminando los impuestos a la herencia y a las grandes propiedades y añadiendo el I.V Impuesto al valor del 14% sobre la ventas de productos esenciales (ropa, combustibles, alimentos, electrodomésticos, etc) que constituye el antecedente del I.V.A.
Después de retener el cargo de ministro de Economía en el gobierno provisional de José María Guido (1962-1963). Se había suscrito un nuevo acuerdo "stand-by" con el Fondo Monetario Internacional (FMI), que impuso la reducción a cero de los derechos de importación, el incremento de los impuestos sobre el consumo y de las tarifas de los servicios públicos, la reducción de retenciones a las exportaciones y se redujeron el gasto y la inversión pública. A lo largo de 1959 se perdieron dos millones de jornadas laborales; al año siguiente, la respuesta oficial fue poner en marcha el Plan Conintes (Conmoción Interna del Estado) por el cual miles de trabajadores resultaron movilizados de forma coercitiva.
El 6 de agosto de 1958, fue creada la empresa estatal Yacimientos Carboníferos Fiscales (YCF),
El 22 de junio de 1959 asumió como Ministro de Economía Álvaro Alsogaray, uno de los principales opositores del desarrollismo. Alsogaray continuó y profundizó los lineamientos austeros y restrictivos del plan de estabilización, el FMI envió nuevos créditos stand-by de 100 millones de dólares cada uno, recomendaron aplicar con mayor vigor las medidas ortodoxas introducidas en 1958, se puso énfasis en la reducción del presupuesto, se fijaron nuevos límites a la expansión de los activos del Banco Central y no se concedieron aumentos de salarios en el sector público en cuanto al comercio exterior, se eliminaron impuestos a los productos importados, no así a los exportados, se redujo el número de empleados públicos, se aumentaron radicalmente las tarifas de servicios, se redujeron las indemnizaciones por despido, se acorto las licencias por maternidad, etc.
En 1962 se produjo la mayor caída interanual de reservas del Banco Central pasó de 478 (1850 millones en 1955) a 233 millones en menos de siete meses. En ese período antes de pedir un rescate al Fondo Monetario internacional, Frondizi aumentó los aranceles a las importaciones en un 20%, subió de 8 a 18% el impuesto sobre las ventas (antecesor del IVA) aplicó un nuevo impuesto a la carga sobre combustibles, y creó 17 nuevos tributos nacionales. En mayo del 62 elevó nuevamente el impuesto sobre ventas del 11 al 19 por ciento, más un dos por ciento adicional transitorio. Tras el acuerdo con el FMI elevó el precio de los combustibles en promedio un 300% y privatizó una docena de empresas públicas.
Durante la presidencia de Arturo Frondizi, su Ministro de Hacienda, Álvaro Alsogaray viajó a los Estados Unidos para acordar la llegada del general Thomas Larkin a la Argentina, para realizar un estudio de los transportes. Así es que surgió el denominado Plan Larkin, que consistía en abandonar el 32 % de las vías férreas existentes, despedir a 70 000 empleados ferroviarios, y reducir a chatarra todas las locomotoras a vapor, al igual que 70 000 vagones y 3000 coches. El presidente Frondizi aceptó el Plan Larkin, que era avalado por el Banco Mundial. Así se inicia la masiva erradicación de locomotoras a vapor, ramales y una larga serie de cancelaciones y levantamiento de vías.
El plan Alsogaray hizo que el año 1959 concluyera con depresión económica, devaluación del peso y una caída de los salarios del orden del 30 %. La inflación, que había llegado al récord del 113,69 %, a partir de esas políticas, en los años sucesivos, se contrajo la producción; por ejemplo, Fiat, que había producido 12 000 tractores en 1960, solo produjo 8 000 en 1961. Como resultado cayó el empleo y se produjeron importantes conflictos gremiales. a consecuencia de ello Frondizi recurrió a la gendarmería y al ejército, dándole a los militares funciones de policía interna, permitiendo que los huelguistas sean trasladados a cuarteles y sometiendo a los trabajadores ferroviarios al Código de Justicia Militar, para ser juzgados fuera del ámbito civil, en el marco de lo que se denominó plan CON.INT.ES. (Conmoción Interna del Estado). La disminución de la actividad económica contrajo la base tributaria, por lo que el déficit estatal no se redujo sino que aumentó. No fue posible pagar las cuentas ni los salarios del sector público, que el ministro de Economía determinó abonar con títulos del "empréstito patriótico forzoso". El economista Aldo Ferrer ha caracterizado la política económica de Alsogaray: «Esa estrategia pretendió desarticular definitivamente al movimiento obrero, reinstalar los mecanismos de poder económico y la distribución vigentes antes del peronismo y asentar a la economía argentina en un marco de dependencia, nuevamente, en el sector agropecuario exportador y en los grupos comerciales y financieros ligados a ellos»
A consecuencia del Plan Larkin dejaron de correr trenes en la casi totalidad del ex Ferrocarril Provincial de Buenos Aires, los ramales del ex Ferrocarril Patagónico, los del Ferrocarril Central del Chubut, del Ferrocarril Roca y demás líneas. El 30 de octubre unos 200.000 ferroviarios se unieron a la huelga. A lo largo de todo el país se produjeron manifestaciones y enfrentamientos. Se le ofreció más dinero a aquellos que cumpliesen sus tareas laborales en los días de huelga. Se obligó a los trabajadores a presentarse al trabajo, con la amenaza de ser detenidos en caso de no obedecer.
El 25 de julio de 1960, se inauguró el alto horno de San Nicolás de los Arroyos
Para 1960 el gobierno Arturo Frondizi, lidiaba la segunda parte de su gobierno en el marco de un país con una economía muy debilitada. Una de las primeras medidas de ese año fue recortar gastos ferrocarriles, el gas, etc, fue vendiendo y recortando estos servicios para reducir el déficit estatal. y aplicó un plan de privatización de activos estatales entre ellos, estaba la venta del frigorífico Lisandro de la Torre, el mayor de América Larina.El 15 de enero empezó la toma. Al poco tiempo, en horas de la madrugada del 17 de enero, los obreros fueron sorprendidos con 1500 efectivos policiales, Gendarmería y el Ejército, con el apoyo de cuatro tanques de guerra, uno de ellos destruyó las puertas del frigorífico. Justo en ese momento, el presidente emprendía el primer viaje de un jefe de estado argentino a los Estados Unidos. Cinco mil trabajadores fueron despedidos.
Una vez depuesto Arturo Frondizi por los militares a fines de marzo de 1962, José María Guido, fue nombrado en su lugar. Su corto mandato (562 días) estuvo signado por una crítica coyuntura política y por la alta injerencia de la corporación militar en el proceso de toma de decisiones. En el plano económico, la oferta monetaria había aumentado provocando inestabilidad en la tasa de cambio, la balanza comercial era deficitaria y las reservas mermaban. Guido nombró a Federico Pinedo en el Ministerio de Economía, quien estuvo a cargo de la implementación de un severo programa de ajuste que incluía una devaluación de casi el 30 % y restricciones monetarias y crediticias se redujo el gasto público y se cancelaron los créditos al sector privado), lo que derivó en una crisis de falta de liquidez y Pinedo fue reemplazado por Álvaro Alsogaray. Los cuatro ministros que se sucedieron siguieron la misma orientación económica en términos generales, los indicadores económicos muestran lo limitado de los resultados obtenidos: el producto bruto per cápita y el consumo decayeron a su nivel más bajo en diez años; la utilización de la capacidad manufacturera instalada decayó a menos del 55 %; los precios y la tasa de desempleo aumentaron, al igual que las importaciones; hubo una importante reducción del gasto público, pero la recesión hizo que los recursos del Estado cayeran en una proporción mayor. Según De Pablo y Martínez (1989:22), el PBI cayó 1.6 % en 1962 y 2.4 % en 1963, mientras que el producto industrial disminuyó 5.7 % y 6.1 en los mismos años. El desempleo llegó al 9 % en el Gran Buenos Aires en 1963 y alcanzó cifras superiores en el interior del país. Al caer Frondizi, en marzo de 1962, se la puede estimar en 1800 millones de dólares y al cesar el Gobierno de facto de José María Guido, en julio de 1963, bordea los 2100 millones.
La crisis económica durante en el.58 59 fue un período de profunda dificultad económica para Argentina, marcada por una combinación de factores internos y externos. Se caracterizó por una inflación galopante, un aumento de la deuda externa, problemas en el sector industrial y agrícola, y una creciente brecha social. 
Por su parte, el saldo del comercio exterior fue levemente positivo en 1959 (+USD 16 millones) y fuertemente negativo en 1960-1962 (–780 y –1398 respectivamente, tres y siete veces las reservas internacionales). La expansión de 1958 aceleró la inflación y la escasez de reservas, por lo que se pidió ayuda al Fondo Monetario Internacional (el primer acuerdo stand-by) y cambió el ministro de Economía, asumiendo en junio de 1959, Álvaro Alsogaray, con un programa ortodoxo. Devaluación, congelamiento de salarios y eliminación de controles estatales, aumento de impuestos que generaron una fuerte suba de la inflación con un deterioro de los salarios reales y un fuerte aumento del desempleo. La paz con los sindicatos terminó abruptamente, mientras los empresarios aprovechaban a despedir a los trabajadores más combativos sumado a la grave represión sindical usando las fuerzas armadas para seguridad interior, según lo previsto en el Plan Conintes (Romero, 2012).
En las elecciones el peronismo ganó 10 de las 14 gobernaciones, a pesar de los cambios intempestivos en las reglas y circunscripción electorales con el objetivo de boicotear al justicialismo, la prohibición de candidatos peronistas de hablar en radio y de hacer campaña en televisión y radio. Y si bien Frondizi intervino todas las provincias donde el peronismo había ganado, le encargó al dictador Pedro Eugenio Aramburu una mediación con los partidos políticos.

### Presidencia de Illia (1963-1966)
Con la llegada al poder de Arturo Illia en 1963, se continuará la etapa desarrollista inaugurada por Frondizi. Se fomentó la industria nacional
 y se encargaron importantes obras públicas. El panorama económico indicaba un tasa de desempleo era del 8.8% y el conjunto de la capacidad productiva instalada estaba trabajando al 55%. Todo esto provocó una fuerte caída de los ingresos fiscales, muchas empresas dejaron de pagar los impuestos y los aportes jubilatorios. La anulación de los contratos petroleros generó una fuerte polémica, obligó al Estado a pagar altas indemnizaciones y, por varias razones, se evidenció un estancamiento en la producción petrolera. Las presiones externas, y en particular de Estados Unidos, como veremos en el próximo apartado, no se hicieron esperar decretando un embargo a decenas de bienes argentinos cruciales para la producción industrial Esta medida provocó malestar entre los empresarios dando lugar a enfrentamientos entre el gobierno y los organismos financieros internacionales —el FMI y el Banco Mundial. Por otra parte, la fuerte alza de los precios, la existencia de 750.000 desocupados y la liquidación de industrias, llevó a la CGT a adoptar medidas de lucha.
En el plano social se sancionaron las leyes de Salario Mínimo, Vital y Móvil. Su orientación económica entró en contradicción con los sectores de empresarios, quienes reclamaban la absoluta libertad de los mercados respondiendo con una disminución de sus inversiones productivas. Esta decisión provocó un aumento de la desocupación récord en el sector industrial y agudizó aún más las tensiones sociales. En enero de 1964, la CGT aprobó un «Plan de Lucha» que alcanzó su punto más alto en el mes de mayo, cuando se registraron más de 11.000 establecimientos fabriles tomados pacíficamente con un retroceso interanual de la producción industrial del orden del 7.3 por ciento.
En 1963 no aceptó el reclamo de la Confederación General del Trabajo (CGT) de investigar la desaparición del militante sindical metalúrgico Felipe Vallese. El Ministerio de Trabajo impuso multas y solicitó embargos sobre los bienes de varios dirigentes sindicales debido a las huelgas que estos realizaban. En 1965 prohibió que se realizaran actos de homenaje a las personas asesinadas en los fusilamientos de 1956 y a Felipe Vallese, y reprimió con la policía el intento de la oposición de realizar los actos, con numerosos heridos y detenidos.
La Sociedad Rural y la Unión Industrial se habían unido en un asociación llamada ACIEL (Acción Coordinada de las Institutos Empresarias Libres). Ambas atacaron persistentemente el déficit del Estado, la inclinación del gobierno por los controles de precios y de cambio, y la ineficiencia. Los medios de la prensa nacional y extranjera acusaron al presidente y a su gabinete de lentitud e inactividad. Diarios y revistas de la época publicaban caricaturas en las que se veía a Illia representado como una tortuga.

### Dictadura de Onganía, Levingston y Lanusse (1966-1973)
El nuevo régimen militar intentó llevar adelante en 1966 una política de austeridad. Durante la dictadura de Onganía, el ministro de Economía Adalberto Krieger Vasena (1966 a 1969) aplicó diferentes medidas económicas de corte liberal. La supresión de medidas proteccionistas perjudicó a productores regionales del Chaco, Tucumán y Misiones. Consecuentemente, el PBI cayo un 1.2 % y aumentaron los precios mayoristas y minoristas. Tras una devaluación del 40 %, la producción agrícola disminuyó considerablemente al igual que el sector industrial que sufrió una crisis. Disminuyeron las reservas y aumentó la importación de combustibles un 300 %, enfatizando la dependencia extranjera de insumos. Existieron sectores que se vieron perjudicados, como los sectores rurales y los empresarios nacionales, por la falta de protección y la desnacionalización. La tasa inflación continuó su marcha ascendente y fueron negativos gran parte de los indicadores macroeconómicos. La suspensión de los convenios colectivos de trabajo, la sanción de una ley de hidrocarburos para darle su control a empresas privadas en el negocio del petróleo y la sanción de la ley de alquileres que facilitaba los desalojos, fueron las medidas con las que comenzó su gestión el nuevo ministro. También se suspendieron los aumentos de los salarios por el término de 2 años. Varios sectores que se vieron perjudicados, como los sectores rurales y los empresarios nacionales, por la falta de protección y la desnacionalización. La tasa de inflación continuó su marcha ascendente (según el índice de precios mayoristas de diciembre de cada año las cifras indican que los precios aumentaron 3,9 % en 1968, 7,3 % en 1969, 26,8 % en 1970, 48,2 % en 1971 y 76 % en 1972)
En 1969 estalló en Córdoba un movimiento (conocido como "Cordobazo") que se venía gestando entre estudiantes de Universidades de distintas provincias y un fuerte grupo sindical de la provincia de Córdoba, donde se concentraban las principales fábricas automotrices. El 29 de mayo de 1969, a raíz de una huelga general, obreros y estudiantes poblaron las calles. A fines de 1969 Onganía, al ver su autoridad resentida, la salida de los capitales extranjeros y un brote de inflación de más del 20%, intentó modificar las medidas adoptadas y el rumbo económico. Reemplazó entonces a Krieger Vasena por José María Dagnino Pastore, lo que no basto para mejorar la situación. En 1970 en medio de una crisis económico-social Onganía y su ministro fueron reemplazados, asumiendo el poder Roberto M. Levingston.
Con el aumento de las importaciones y de la inflación en 1970, producto de las reformas liberales de Krieger Vasena y Dagnino Pastore, el presidente Levingston quedó ubicado en una posición similar a la de Frondizi en la década anterior. En 1970, tras la salida de Onganía, la dictadura cambió el rumbo económico drásticamente, abandonando los postulados liberales y retomando el desarrollismo. Levingston nombró ministro de Economía a Aldo Ferrer, exministro de Producción Disminuyeron las reservas, y aumentó la importación de combustibles un 300 %, enfatizando la dependencia extranjera de insumos. Además se produjo una devaluación del 8 %.
Levingston intentó dar algún grado de adhesión popular a su gobierno. Pero sus medidas generaron una espiral inflacionaria, una fuga de capitales extranjeros y un aumento del descontento social
En la Confederación General del Trabajo (CGT), José Ignacio Rucci es designado Secretario General y la central obrera comienza una serie de paros generales que se extienden a la industria, el transporte y los servicios.
Paralelamente, el expresidente Juan D. Perón presionaba al régimen militar para que finalizara el gobierno de facto. Finalmente, en marzo de 1973 se convocó a elecciones libres, en las que resultó ganador el Partido Justicialista, lo que habilitó en junio de ese año el regreso del líder del exilio.

### Tercer peronismo y el Pacto Social (1973-1976)
Desde 1944 a 1974 la economía de Argentina creció casi cinco veces (o el 3.8 % en términos anuales), mientras que su población solo se duplicó.[cita requerida] Esta expansión fue bien distribuida y así dio lugar a cambios muy positivos en la sociedad argentina, especialmente el desarrollo de la clase media más numerosa proporcional (40 % de la población de la década de 1960) de América Latina, así como la clase obrera mejor paga de la región, y una gran sindicalización de los trabajadores.
En 1973, fue elegido presidente el peronista Héctor José Cámpora, en el inicio de lo que se conoce como Tercer peronismo. Llevó adelante el denominado Pacto Social, con resultados iniciales positivos: la alta inflación que amenazaba continuamente a la Argentina entre 1955 y 1973, menguó (del 62 % al 17 % anual), los salarios reales se recuperaron en un 13,33 %, se revirtió la situación de la balanza de pagos gracias a la acumulación de superávit por el comercio exterior. El incremento de los salarios y la expansión del gasto público alentaron la actividad interna.
Tras unos meses en el poder, se realizan nuevas elecciones que dieron como ganador con más del 62 % de los votos a Juan Domingo Perón quien confirmó como ministro de economía a José Ber Gelbard y mantuvo el "pacto social" que regulaba los aumentos salariales y establecía controles de precios sobre los bienes de consumo. Esto dio como resultado que los salarios reales promedio fueran un 50 % superiores a los de 1963 y una nueva aceleración del crecimiento (6 % anual en 1973-74 y 80 % por encima de los niveles de 1963). Se dio un nuevo impulso al comercio exterior ampliando la flota de la Flota Mercante de Argentina (que contaba a fines de 1973 con 198 barcos) con la incorporación de seis cargueros nuevos y la construcción 27 unidades. A principios de ese año se inauguró Central nuclear Atucha I siendo la primera central nuclear de Latinoamérica y comenzaron los trabajos de la central Embalse I para abastecer con energía los requerimientos de 3 a 4 millones de personas. En 1973 se alcanzó un superávit comercial de más de mil millones de dólares.
Para 1974 la inflación había caído a 30,2 %, casi la mitad del 79,6 % que había en 1972, en tanto el desempleo pasó del 6,1 al 2,5 % de la población económicamente activa PEA. El Mercado Común Europeo suspendió la compra de carnes argentinas. El crecimiento del PBI pasó del 3,5 % en 1969/72 al 6,1 % en 1973, y al 6,4 % en 1974. La inflación se frenó, al tiempo que la balanza de pagos se vio favorecida por la positiva coyuntura exportadora. Las mejoras salariales y el incremento de gastos del Estado estimulaban el aumento de la actividad interna.
Entre otras medidas fueron aprobadas por el Congreso la Ley de Represión penal para defraudaciones fiscales, la Ley de Promoción minera, la Ley de creación de la Corporación para el desarrollo de pyme, la ley sobre el Impuesto a la renta potencial de la tierra, la Ley de regionalización de Directorios de Bancos Nación y Banco Nacional de Desarrollo, la modificación de la Ley de Bosques, la Ley de creación Instituto Nacional de vivienda de interés social, la Ley de uso de tierras aptas para explotación agropecuaria y la Ley de defensa del trabajo y producción nacional. El plan económico político de José Ber Gelbard planificaba una distribución del ingreso a favor de los trabajadores para el año 1980 de 58 %, superando ampliamente el 36 % de la participación salarial en el ingreso nacional para el año 1973. La política exterior argentina correspondiente a la economía política del tercer gobierno peronista buscó ampliar los intercambios y diversificar las relaciones económico-comerciales.
Luego de la muerte de Perón en julio de 1974, asume la presidencia la por entonces vicepresidenta María Estela Martínez de Perón, jaqueada por la presión de su base política (los sindicatos, en particular) y los sectores empresarios, decide dar un drástico giro en la política económica y nombra a Celestino Rodrigo ministro de economía que aplicó una devaluación conocida como rodrigazo. Si bien Argentina fue casi autosuficiente en petróleo  el país pasó de importar petróleo por 60 millones de pesos (en 1973) a $ 600 millones de pesos (en 1974). La firma de tratados de ventajas comerciales con Chile y Brasil permitieron aumentar un tercio las exportaciones industriales.

## Última dictadura cívico-militar (1976-1983)
El plan económico del "Proceso de Reorganización Nacional" fue diseñado por el empresario José Martínez de Hoz, ministro de Economía desde marzo de 1976 hasta el 29 de marzo de 1981. Martínez de Hoz siguió los nuevos lineamientos económicos de la Escuela de Chicago, que habían sido impuestos por primera vez por la dictadura de Augusto Pinochet en Chile en 1973. Entre 1975 y 1990, la deuda externa trepó de 4 890 a 65 300 millones de dólares. Los desocupados pasaron de 722 000 a más de 2 000 000. La era de sustitución de importaciones terminó en 1976. Esta etapa se caracterizaría por las hiperinflaciones, todas las cuales se produjeron desde 1976, cuando el índice de precios alcanzó la cifra de 444 por ciento al terminar el año, en forma paralela con los esquemas de financiarización de la economía, desindustrialización y endeudamiento externo que rigieron a partir de entonces. Se destacaron las alzas bruscas de precios a principios de la década del ’80, una aceleración en 1988 y picos máximos en 1989 (con una cifra astronómica de más del 4000 por ciento) y en 1990. Fenómenos acompañados por fuertes caídas del PIB. Martínez de Hoz siguió los, en ese momento, nuevos lineamientos económicos de la Escuela de Chicago (genéricamente incluida en el concepto de neoliberalismo), que habían sido implementados por primera vez por la dictadura de Augusto Pinochet en Chile, instalada en 1973. Con posterioridad esa orientación económica se volvería hegemónica en el mundo occidental, a partir de las reformas económicas del presidente Ronald Reagan en Estados Unidos ("Reaganomics") y la primera ministra Margaret Thatcher, en Reino Unido. Lo acompañaron en el equipo económico, empresarios y abogados estrechamente relacionados con los grupos más conservadores, como Guillermo Walter Klein, Adolfo Diz (presidente del Banco Central), Juan Alemann, Cristian Zimmermann, Enrique Folcini, Jorge Zorreguieta y Francisco Soldati. Durante esta etapa serían fundamentales las ideas de Milton Friedman y Friedrich Hayek, máximos exponentes del monetarismo. Hayek previamente declararía al diario chileno el Mercurio del 12 de abril de 1981, en apoyo el régimen de Pinochet, que también seguiría sus directrices económicas.: “Mi preferencia personal se inclina a una dictadura liberal y no a un gobierno democrático donde todo liberalismo esté ausente”. En esta entrevista en el diario El Mercurio, Hayek se definió como enemigo del estado de bienestar y la justicia social. En 1977, Hayek visitó Argentina y Chile. Hayek se reuniría con Jorge Rafael Videla y con el integrante de la Junta militar de Gobierno, y con el futuro dictador Leopoldo F. Galtieri. Para Hayek lo fundamental es asegurar ante todo la libertad económica, a su juicio la única libertad. Hayek aboga por lo que Herman Heller calificaría en 1933 como liberalismo autoritario.
La inflación anual de tres dígitos fue una constante en esos quince años. Respecto a la distribución del ingreso se observó un marcado deterioro. Entre 1976 y 1990 las familias del decil más opulento en la distribución del ingreso acrecentaron su participación en la riqueza nacional en un 33 %, mientras que los hogares de los tres deciles intermedios (clase media) perdieron un 9,5 %, y los hogares de los tres deciles más bajos perdieron un 27.5 %. En 1974, antes de la implementación del liberalismo económico, solo un 4,6 % de las personas estaba situado por debajo de la línea de la pobreza, en octubre de 1982 esa proporción alcanzaba al 21 % y aumentaría aún más luego del episodio hiperinflacionario de finales de la década. La salida de empresas comenzó en 1978, con la emblemática salida de General Motors de Argentina, a la que le siguieron Olivetti y luego un conjunto de laboratorios farmacéuticos. A partir de la Reforma Financiera de 1977, el Estado dejó de financiarse con préstamos del Banco Central y comenzó a hacerlo con créditos internos y externos. La demanda estatal de crédito interno contribuyó a sostener elevada la tasa de interés, por encima de la internacional, lo cual estimuló el ingreso de capital especulativo. A principios de 1977 se implementó una reforma que ubicaría al sector financiero en una posición privilegiada, mediante su liberalización, el alza de las tasas de interés y una mayor vinculación con los mercados internacionales. La especulación financiera pasó a ser un factor fundamental.
Las políticas económicas de extrema regulación impuestas a través del golpe de Estado de 1976, fueron catastróficas para la economía argentina. El plan neoliberal produjo la declinación de la actividad industrial, la concentración de la riqueza y el deterioro de la calidad de vida que la población había alcanzado a mediados del siglo XX. El período se caracterizó además por un aumento exponencial de la deuda externa nacional, que se elevó de 7875 millones de dólares al finalizar 1975, a 45 087 millones de dólares en 1983. La relación porcentual de deuda externa sobre PBI, pasó a ser una de las más elevadas de América Latina, lo que significaría un serio obstáculo para las políticas de desarrollo.
En el plano laboral Martínez de Hoz decretó el congelamiento de salarios provocando una caída del nivel de vida de la población sin precedentes, así mismo prohibió el derecho a huelga, e intervino todos los sindicatos. El salario real, sobre una base 100 en 1970, había subido a 124 en 1975, pero en 1976, en un solo año, cae a 79, el nivel más bajo desde los años '30 (OIT 1988). La participación del salario en el PBI entre 1975 y 1977, se redujo del 43 al 25 %.
La pobreza, que desde los años '40 se ubicó siempre debajo del 10 %, y que era del 5,8 % en 1974, subió al 37,4% en 1982, cifras inéditas para el país. Además, el plan económico se caracterizó por altas tasas de inflación durante toda la dictadura. Asimismo se incrementó la brecha en la distribución del ingreso, el coeficiente de Gini pasó de 0.365 en 1975 a 0.423 en 1982, observándose un marcado deterioro en los niveles de desigualdad.
El plan de Martínez de Hoz consistía en una reducción arancelaria que llegó a su máximo nivel en 1978, para darle competitividad a la economía y promover sus «ventajas naturales». El resultado fue un proceso de importaciones masivas y un efecto desastroso sobre la industria. Grandes empresas industriales cerraron sus plantas: General Motors, Peugeot, Citroën, Chrysler, Siam, Decca (Deutz-La Cantábrica), la planta de vehículos utilitarios de Fabricaciones Militares, Aceros Ohler, Tamet, Olivetti, y miles de medianas y pequeñas empresas industriales. Para 1980 la producción industrial había reducido un 10 % su aporte al PBI, y en algunas ramas como la textil, la caída superó el 15 %.
En 1978, el plan neoliberal del ministro Martínez de Hoz dio indicios de ser un fracaso total: la inflación anual llegó al 160 por ciento, y el PBI descendió durante ese año cerca de un 3,2 %. En 1979 la inflación llegó al 139,7 %, con una economía estancada. Además, se generó una fuga de capitales del 25 % de los depósitos bancarios; los cuatro bancos más importantes del sistema fueron liquidados. Durante su gestión la deuda externa creció de 7.000 millones de dólares a más de 40.000 millones de dólares, es decir, que en siete años se multiplicó casi seis veces.
Durante 1980 las exportaciones cayeron un 20% respecto del año anterior, las importaciones subieron un 30 %. En ese contexto se produjo el “crack bancario” de 1980, que puso fin a la etapa de la denominada “plata dulce”. La quiebra del Banco de Intercambio Regional junto con el cierre de otras 37 entidades financieras, que a su vez repercutió en sectores industriales, originó una fuerte corrida bancaria y fuga de divisas.
En medio de una profunda crisis económica y una corrida bancaria, renunciaron el presidente de facto Jorge Rafael Videla y su ministro José Alfredo Martínez de Hoz, asumiendo Roberto Viola. El 29 de marzo de 1981 asumió como ministro de Economía Lorenzo Sigaut, que dispuso una nueva devaluación que provocó que el peso perdiera un 35 % de su valor respecto al dólar, mientras el PBI caía un 6 % interanual. Tras estas medidas iniciales, desdobló el mercado cambiario dividiendo las operaciones con tipo de cambio financiero o libre de aquellas con otro comercial, mientras los precios aumentaban un 155 %. El resultado de estas medidas fue profundizar la recesión con alta inflación.
El nuevo presidente del BCRA, Domingo Cavallo, decidió en septiembre de 1982 la estatización de 17.000 millones de dólares de deuda externa privada que pasó a ser deuda pública. Las deudas de diferentes empresas, entre ellas Alpargatas S.A., Grupo Macri, Banco Francés del Río de la Plata, Banco Galicia, FATE-ASTRA, Bunge y Born S.A., Grafa S.A., Molinos Río de la Plata, Loma Negra S.A., Ledesma, Papelera del Plata S.A., Pérez Companc S.A., Banco Río y Acindar S.A., fue transferida al Estado para que este las pague.

## Retorno a la democracia y presidencia de Alfonsín (1983-1989)
A partir del 6 de febrero de 1989, el Banco Central de la República Argentina (BCRA) se quedó sin reservas de moneda extranjera para subastar y satisfacer la demanda de moneda extranjera -dólares principalmente- y se retiró del mercado cambiario. Esto dio inicio a una espiral de fuertes depreciaciones del austral (como se denominaba la moneda argentina en ese momento), acompañadas de permanentes subas de las tasas de interés y consecuente ahondamiento del déficit fiscal. Las corridas cambiarias y bancarias se sucedieron al día siguiente de que el BCRA se quedara sin reservas para intervenir en el mercado cambiario
El alto endeudamiento externo e interno, estancamiento, escasa inversión en bienes de capital e infraestructura y un grave desequilibrio fiscal; se sumó la pérdida del valor de la moneda Austral, llevada a cabo por el Banco Central. Su primer ministro de economía fue Bernardo Grinspun. En 1985 Juan Vital Sourrouille asumió el Ministerio de Economía, y propuso el Plan Austral: se creó una nueva moneda, el Austral; se implementó un fuerte control de precios; las tarifas de los servicios públicos (por entonces en manos del Estado) se congelaron. Pero el plan fracasó rotundamente a partir de 1987. El descontrol fiscal continuaba, y empezó a financiarse mediante emisión de moneda, lo cual llevó a un recrudecimiento de la inflación, a pesar del nuevo signo monetario. La inflación pasó de un 81.9 % en 1986, a 174.8 % en 1987, saltó al 387 % en 1988; y escaló a niveles de hiperinflación a comienzos de 1989. El éxito del Plan Austral fue efímero y parcial, a pesar de que logró detener la escalada inflacionaria. El descalabro económico y social fue mayúsculo. Los salarios llegaron a caer 90 % medidos en dólares. Las empresas pagaban parte del salario con cajas de comida. Con la devaluación del austral, miles de personas pasaron hacia la pobreza: la hiperinflación devoró salarios, generó revueltas, saqueos y llevó al adelantamiento del traspaso del poder. La hiperinflación provocó un aumento en el porcentaje de personas viviendo en la pobreza del 25 % a comienzos de 1989, al récord histórico de 47,3 % en octubre del mismo año. En 1988 estalla una severa crisis energética que paralizó la industria, se declaró asuetos administrativos. La escasez de electricidad había comenzado en abril de 1988 por lo que se realizaron cortes de luz rotativos de 5 horas por turno en ese mes. Sin embargo, con esas interrupciones no se logró solucionar el faltante energético, en diciembre se restringió a los espectáculos deportivos, la prohibición de la iluminación con fines ornamentales y la supresión de los trabajos nocturnos. La falta de energía eléctrica afectó también el abastecimiento del agua. Fue así como Obras Sanitarias de la Nación tuvo que distribuirla en tanques a las zonas del Gran Buenos Aires. Se atribuyó la crisis a la «falta de inversiones en materia de generación, expresando que en el período 1984-87 las inversiones en generación alcanzaron a u$s 28 millones cuando en realidad deberían haber sido alrededor de u$s 250 millones.

## La «convertibilidad» (1989-2002)

### Presidencia de Carlos Menem (1989-1999)
La inflación, alcanzó un 3178,4% interanual en ese clima de las elecciones presidenciales en las que se impuso el candidato del justicialista Carlos Menem quien prometió estabilizar la economía. Ante la gravedad de la crisis, Alfonsín renunció el 8 de julio de 1989 para anticipar la entrega del mando a Carlos Menem.
El principal problema que debió enfrentar al asumir la presidencia fue el de una economía en crisis con hiperinflación y en una profunda recesión. En el marco de la fuerte espiral hiperinflacionaria que azotaba a la Argentina desde los últimos años de Alfonsín.

Menem se asumió en mayo de 1989 tras el repentino adelantamiento del traspaso de mando por parte de Alfonsín. Una de las primeras medidas de Menem fue otorgar independencia al Banco Central y designar en la frente de la política monetaria una gestión técnica y concretar el acuerdo de precios con los grupos empresariales, que sería firmado dos días después.
El 19 de junio, Roig anunció su plan económico, con medidas tales como elevar el valor del dólar y fijarlo en un determinado precio, crear una nueva moneda, hacer autónomo al Banco Central, refinanciar la deuda interna en títulos y bonos de manera compulsiva, emitir líneas de crédito blandas y dar un shock productivo, favoreciendo las exportaciones, atraer la inversión extranjera y  una leve reducción general de aranceles del 5% con el objetivo de fomentar la competencia, y una baja gradual para las retenciones a las exportaciones de productos agroganaderos. En consecuencia potenció el comercio exterior. En cuanto deuda externa, se negociaría una quita en el pago de intereses.
En 1991 fue designado Presidente del Banco Central Roque Fernández que contó con el apoyo y unanimidad del Congreso y el respaldo del sector bancario. Una de sus primeras medidas fue disponer que el 100 % de la base monetaria en circulación estuvieran respaldados por reservas en divisas del Banco Central, limitó que el Estado emitiera moneda para cubrir sus gastos, estas medidas permitieron detener la inflación y estabilizar la economía. El plan consistió en que el Banco Central debía mantener reservas en dólares por un valor mayor o igual a la base monetaria y mantener la equivalencia del peso de Argentina con el dólar estadounidense.
Las medidas lograron reducir la inflación que era en 1990 en 2314 % anual, disminuyó hasta llegar a valores cercanos al 5% mensual para 1993 en el último trimestre del año. La balanza de saldos en 1992 obtuvo un superávit extraordinario por primera vez en 10 años.Reconocido por su plan económico de estabilidad cambiaria basado en la Ley de Convertibilidad del Austral que fijaba la paridad entre el peso argentino y el dólar («uno a uno»). Este plan logró detener la inflación que en 1990 estuvo arriba de 2000 % anual. La inflación disminuyó hasta llegar a valores de entre 0 %-2 % anual y se mantuvo estable hasta los años 2000.

### Presidencia de Fernando de la Rúa (1999-2001)
A poco de asumir el presidente Fernando De la Rúa tomó severas medidas de ajuste con el propósito de sanear las finanzas: dispuso un recorte de sueldo de entre el 8 y el 20 % a los empleados públicos, docentes, fuerzas de seguridad y empleados judiciales que afectaron a más de 140.000 personas, recortes en el presupuesto de las Universidades Nacionales y el despido de 10.000 empleados, como parte de un paquete de ajuste exigido por el FMI. Sin embargo las medidas no dieron resultado, para el año 2000 la crisis continuó, la economía se contrajo 0.5 % del PBI y la desocupación alcanzó el 14.7 %.
En marzo del 2001 asumió como ministro Ricardo López Murphy que llevó a cabo un severo programa de ajuste fiscal por 2500 millones de dólares, de los cuales 1100 millones correspondían al área educativa. También se eliminaron partidas por 660 millones de pesos/dólares destinadas a las provincias, recorte en el presupuesto universitario por 361 millones para el 2001 y 541 millones para el 2002, recortes en sueldos docentes por 220 millones, rebajas en el salario familiar por 129 millones, recortes en jubilaciones por 127 millones y postergación en el pago de las mismas, anulación de pensiones y becas estudiantiles, achique y recorte en los programas sanitarios por 50 millones, IVA del 15 al 21 % para espectáculos culturales, fútbol, teatro y cine, eliminación de ayuda a productores rurales de siete provincias por 180 millones, despido inmediato de 40.000 empleados públicos, flexibilización laboral aumentando el período de prueba de 3 a 12 meses y recortes en las indemnizaciones por despido, privatización de las casas de juego y del Banco Nación.
Para el año 2000 la situación financiera y los problemas del endeudamiento externo, del.gobierno  se fueron haciendo cada vez más críticos, De la Rúa decide realizar dos operaciones de endeudamiento y refinanciación, bajo la supervisión del Fondo Monetario Internacional, que el propio gobierno publicitó con los nombres de El blindaje y El Megacanje.
La inestabilidad económica y la falta de un plan económico del gobierno radical se reflejó en los constantes cambios de ministros de Economía en menos de dos años, entre ellos González Fraga José Luis Machinea (1999 - marzo de 2001), Ricardo López Murphy (marzo - abril de 2001) y por último Domingo Cavallo.

### Crisis de diciembre de 2001
El desencadenante inicial de la crisis fue la imposición del «Corralito», el 2 de diciembre de 2001, una disposición del gobierno que restringía la extracción de dinero en efectivo de los bancos, diseñada por el entonces ministro de Economía Domingo Cavallo. Esto impactó sobre todo en la clase baja, mayormente no bancarizada, y la clase media que se vio fuertemente restringida para sus movimientos económicos. El 13 de diciembre las centrales obreras declararon una huelga general, y simultáneamente comenzaron a producirse estallidos violentos en algunas ciudades del interior del país y del Gran Buenos Aires, mayormente saqueos por parte de sectores más perjudicados de la población, cortes de rutas y de calles en las ciudades.
La revuelta derivó en un estallido social generalizado la noche del 19 de diciembre de 2001, inmediatamente después de que el presidente radical Fernando de la Rúa anunciara el establecimiento del Estado de sitio, provocando la salida a la calle de decenas de miles de personas en todo el país para manifestar su descontento con el gobierno y los representantes políticos, y se extendió toda la noche y el día siguiente, cuando se impartió la orden de reprimir a los manifestantes, 39 de los cuales fueron asesinados. La mayor parte de las personas que participaron en las protestas fueron auto convocadas y no respondían a ningún partido político, sindicato u organización social estructurada. El 20 de diciembre a las 19:37 De la Rúa renunció y dejó la Casa Rosada en helicóptero.
Durante los siguientes doce días se produjo una alta inestabilidad institucional que llevó también a la renuncia del presidente sucesor Adolfo Rodríguez Saa. El clima de inestabilidad social y económica, así como el desconocimiento generalizado de legitimidad a los representantes políticos, se extendería en los años siguientes.

## Período neokeynesiano: regreso al crecimiento económico (2002-2015)
Luego de una semana en la que tres presidentes interinos sucedieron a De la Rúa, en enero de 2002 la Asamblea Legislativa eligió a Eduardo Duhalde como presidente. Duhalde designó a Jorge Remes Lenicov como su ministro de Economía, cuyas primeras medidas consistieron en una devaluación del peso y una pesificación asimétrica de depósitos y deudas. En abril de ese año, Roberto Lavagna sucede a Remes Lenicov y se mantiene en el cargo durante los primeros años de la presidencia de Néstor Kirchner.

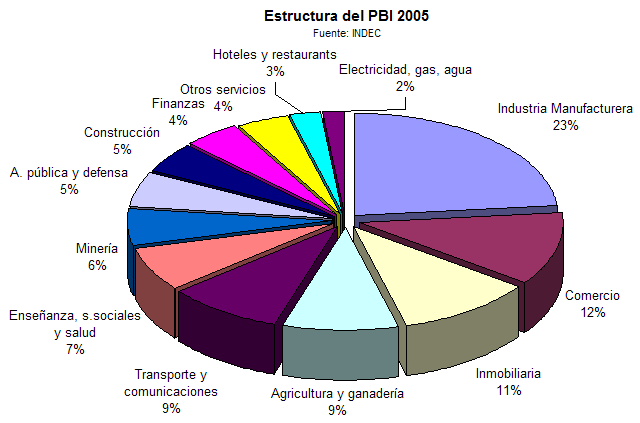
Estructura del PIB (en 2005).

En 2003 comienza un ciclo que continúa hasta 2015 formado por las presidencias de Néstor Kirchner (2003-2007) y Cristina Fernández de Kirchner. La gestión económica de ambos gobiernos fue expansionista, aumentando el peso del estado en la economía mediante el aumento del gasto público asociado a seguridad social y la reestatización de empresas que habían sido privatizadas durante la gestión de Menem.
Con una «política de dólar alto», que permitiría producir bienes y servicios a precios competitivos en el mercado internacional, muchas industrias de Argentina habrían comenzado a reflorecer después de la crisis. A mediados del año 2002 se comienzan a vislumbrar signos de recuperación económica pero la crisis recién se vería superada en el tercer trimestre de 2005 cuando el PIB (en pesos y a precios constantes) superó el valor de 1998. Los indicadores como la pobreza y el desempleo, se redujeron en forma sustancial desde 2002, con valores de pobreza cercanos al 57.5 % y desempleo del 21.5 % en el momento más crítico de la crisis en 2002. Sin embargo, se tardaría al menos hasta 2010 para recuperar el nivel de ingreso per cápita alcanzado en 1998.
Entre 2003/2014 la industria se expande un 76,1%, mostrando hasta 2011 tasas promedio anuales de crecimiento industrial mayores al 8%. En la industria, el comercio y los servicios se crearon unas 200 000 nuevas empresas. Entre 2003 y 2013 la clase media se duplicó como porcentaje de la población total, lo que implicó un aumento en ese período de 9.3 millones a 18.6 millones de personas. durante el mismo tiempo se crearon 6 millones de puestos de trabajo, alcanzando en 2013 una desocupación del 6.4 %, la más baja en 25 años.
En materia de deuda externa se realizaron dos reestructuraciones, en 2005 y 2010, con descuentos de entre el 66 y el 70%. En lo que respecta a la deuda contraída con organismos multilaterales de crédito, en 2005 se abonó de forma completa la deuda con el FMI por un total de 9810 millones de dólares  y en mayo del 2014 se acordó con el Club de París abonar 9700 millones de dólares que estaban en default desde 2001. Según datos del FMI, Argentina experimentó entre 2003 y 2013 una reducción del 73 % de su deuda externa respecto al PIB (producto bruto interno), convirtiéndose en el país con mayor nivel de desendeudamiento en todo el mundo.

### Presidencia de Néstor Kirchner (2003-2007)
La política económica del Gobierno de Kirchner continuó los lineamientos establecidos por Lavagna bajo la presidencia de Duhalde, manteniendo la devaluación de la moneda mediante una fuerte participación del Banco Central en la compra de divisas, impulsando mediante las exportaciones un crecimiento económico con tasas del PBI cercanas al 10%. En 2004, apenas un par de meses de asumido Néstor Kirchner, el Banco Central decidió incorporar a las prácticamente nulas reservas oficiales unas 55 toneladas de oro, en lo que fue la mayor incorporación de metálico desde 1960. Tras la salida de la crisis de 2001 que marco el fin del régimen de Fernando de la Rúa, con una fuerte recesión y picos históricos de pobreza y desocupación, se logró una importante recuperación económica y social. Durante el gobierno de Kirchner (2003-2007), la pobreza pasó del 62% al 35%; la desocupación, del 19,7% al 8,5%; y el Producto Bruto Interno (PBI) creció a tasas de entre el 8% y el 9% interanual. La deuda pública durante la gestión de Néstor Kirchner había llegado a su pico entre fines de 2001 y principios de 2002, con una relación deuda/PBI del 166%, tuvo un fuerte descenso hasta alcanzar menos del 40 por ciento.
| Año  | Crecimiento del PIB |
| ---- | ------------------- |
| 2003 | 8,8%                |
| 2004 | 9,0%                |
| 2005 | 9,2%                |
| 2006 | 8,4%                |
| 2007 | 8,0%                |

En el período 2003–2007, la industria argentina creció a un promedio anual del 10,3% en términos del Índice de Volumen Físico (IVF). Los bancos otra vez ganaron depósitos: pasaron de 114 462 millones de dólares en diciembre de 2004 a 169 729 millones en diciembre de 2006, lo que implica un crecimiento de más del 48%.
En 2004 se aprueba el proyecto nacional de promoción del turismo, norma con la que el Poder Ejecutivo procura generar un marco general para el desarrollo y el fomento de las actividades del sector, creando incentivos y atractivos para sus visitantes y residentes. El turismo receptivo representó en 2004 el 1,6% del PBI (superando el 1,4% del 2002 y el 1% promedio de la década pasada)". En 2004 ingresaron 3.4 millones de turistas a Argentina. Para el año 2006, ingresó un total de 4,1 millones de turistas internacionales, de los cuales el 60% provienen de países limítrofes. Para 2007 habían llegado más de 5,3 millones de turistas, batiendo el récord histórico de llegadas internacionales.

### Presidencias de Cristina Fernández de Kirchner (2007-2015)
La política económica que siguió fue expansionista. Se registró un aumento sostenido en el gasto público con fines redistributivos. Según un informe anual de la ONU sobre el Desarrollo Humano correspondiente al año 2015 (el último año del mandato de Cristina Kirchner), Argentina era la segunda nación iberoamericana con más alto índice de desarrollo humano detrás de España, y por delante de Chile y Portugal. Ese mismo año, el Banco Mundial calificó por primera vez a la Argentina como una economía de alto ingreso. En ese mismo año, el país tenía una renta per cápita de más de 16 000 dólares estadounidenses en paridad de poder adquisitivo (PPA), la segunda más alta en América Latina (tras Chile). Durante sus dos períodos, entre 2007 y 2015, el PBI creció de 287 530 millones a 595 740 millones de dólares.
El Banco Interamericano de Desarrollo, de acuerdo a los datos del Banco Mundial, afirmó que a mediados de 2015 el índice de pobreza era de 10,8 % y de la indigencia del 4,2 %. De acuerdo con el Banco Mundial, entre 2003 y 2009, la clase media argentina se duplicó.
En 2008 se creó del Ministerio de Industria que estuvo dirigido durante los dos gobiernos de Fernández de Kirchner por Débora Giorgi. La actividad industrial creció significativamente en los años 2008, 2010 y 2011, teniendo aumentos cercanos a cero en los años 2009, 2013 y 2015, y negativos en los años 2012 —en que disminuyó un 1,2 %, siguiendo la tendencia mundial— y 2014, con un saldo positivo acumulado, entre diciembre de 2008 y octubre de 2015, del 18 %.
En los últimos años de su gobierno, se crearon 200 000 nuevas empresas en los sectores industria, comercio y servicios. Desde 2003 se duplicó el PBI industrial, sustituyendo importaciones por 15 000 millones de dólares. Del total de exportaciones del país, las manufacturas de origen industrial eran las principales, seguidas de manufacturas de origen agropecuario y luego materia prima.[cita requerida]
La cantidad de parques industriales pasó de 80 (en 2003) a 330 (en 2012). En dichos parques industriales se localizan 8600 empresas con 267 000 trabajadores. Uno de los principales es el polo electrónico en Tierra del Fuego, con 9000 trabajadores. Por su parte el INTI elevó su presupuesto de 30 millones de pesos anuales a 450 millones. También el INPI incrementó la cantidad de patentes argentinas registradas.[cita requerida]
Otras políticas destacadas fueron la moratoria tributaria y reducción de retenciones para el agro, blanqueo, promoción y sostenimiento del trabajo registrado para las pymes, blanqueo y repatriación de capitales y créditos públicos de fomento a la producción y al consumo, con una asignación de 13 200 millones de pesos (4400 millones de dólares), distribuidos a través de la banca privada, a bajo interés.
En materia de deuda externa se continuó la política de desendeudamiento iniciada en el 2003 por el gobierno de Néstor Kirchner (cuando la deuda representaba un 166 % del PBI) y se llegó a un 52,6 % en 2015. Asimismo la deuda en moneda extranjera se redujo de un 92 % del PBI al 8,4 %.
|                                                                                      |
| Evolución de la pobreza (1,90 u$s por día) entre 1991 y 2017. Fuente: Banco Mundial. |

| |
| Serie desestacionalizada del estimador mensual de la actividad industrial. Base 2006 = 100. Se observa que creció hasta llegar a su máximo en marzo de 2012 con un 35 % más de actividad industrial. |

| |
| Variación del coeficiente salarial a nivel país. Base cuarto trimestre 2001=100. Se observa una recomposición ininterrumpida del salario real. |

Otras medidas adoptadas fueron la creación del Ministerio de Industria, moratoria tributaria y reducción de retenciones para el agro, blanqueo, promoción y sostenimiento del trabajo registrado para las pymes, blanqueo y repatriación de capitales y créditos públicos de fomento a la producción y al consumo, con una asignación de 13 200 millones de pesos (4400 millones de dólares), distribuidos a través de la banca privada, a bajo interés.
En los últimos años de su gobierno, se crearon 200 000 nuevas empresas en los sectores industria, comercio y servicios. Desde 2003 se duplicó el PBI industrial, sustituyendo importaciones por 15 000 millones de dólares. Del total de exportaciones del país, las manufacturas de origen industrial eran las principales, seguidas de manufacturas de origen agropecuario y luego materia prima.[cita requerida]
La cantidad de parques industriales pasó de 80 (en 2003) a 330 (en 2012). En dichos parques industriales se localizan 8600 empresas con 267 000 trabajadores. Uno de los principales es el polo electrónico en Tierra del Fuego, con 9000 trabajadores. Por su parte el INTI elevó su presupuesto de 30 millones de pesos anuales a 450 millones. También el INPI incrementó la cantidad de patentes argentinas registradas.[cita requerida]
El 3 de agosto de 2012 se pagaron 2300  millones de dólares para los bonos de deuda pública Boden 2012, parte de la estrategia del Gobierno argentino para resolver el corralito y la pesificación asimétrica de los bancos después de la crisis. Saldados los 19 600 millones de dólares en concepto de capital e intereses, el gobierno kirchnerista devolvió a los ciudadanos el dinero adeudado después del corralito. Esto se sumó a la política de desendeudamiento iniciada en el 2003 por el gobierno de Néstor Kirchner (cuando la deuda representaba un 166 % del PBI), hasta el 2012 (cuando solo representa un 41,8 %). Asimismo la deuda en moneda extranjera se redujo de un 92 % del PBI al 8,4 %.
|                                                                                      |
| Evolución de la pobreza (1,90 u$s por día) entre 1991 y 2017. Fuente: Banco Mundial. |

| |
| Serie desestacionalizada del estimador mensual de la actividad industrial. Base 2006 = 100. Se observa que creció hasta llegar a su máximo en marzo de 2012 con un 35 % más de actividad industrial. |

| |
| Variación del coeficiente salarial a nivel país. Base cuarto trimestre 2001=100. Se observa una recomposición ininterrumpida del salario real. |

## Regreso al neoliberalismo: deuda con el FMI, aumento de la pobreza y crisis (2016-Actualidad)

### Presidencia de Mauricio Macri (2015-2019)

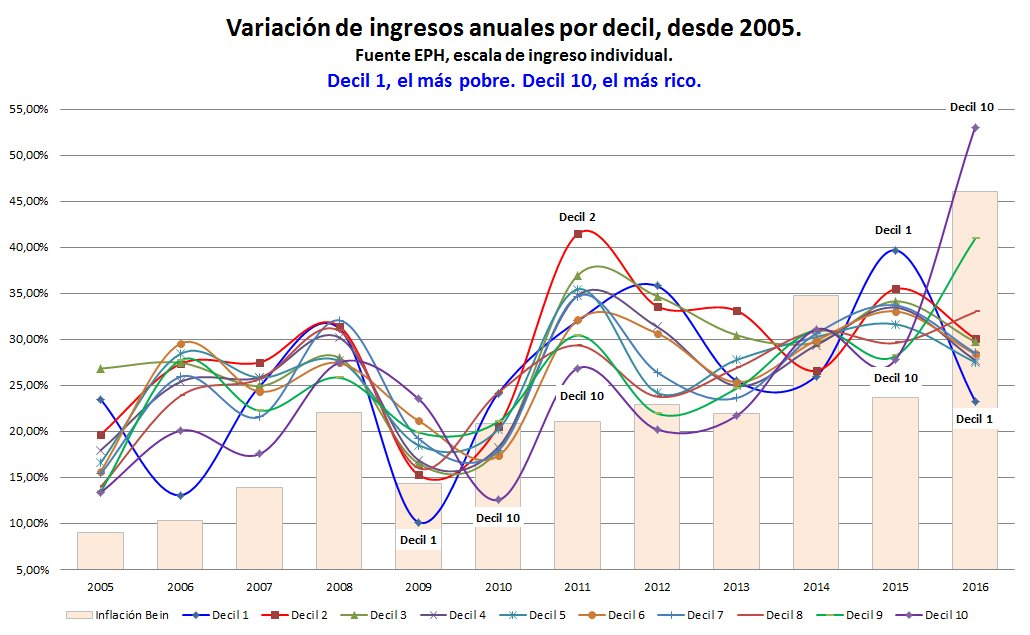
Evolución de los ingresos anuales por decil desde 2005 a 2016.

El gobierno de Mauricio Macri recibió de su antecesor un déficit primario del 6 % del PBI y un déficit financiero cercano al 8 %. Macri adoptó una estrategia general de reformas basadas en el «gradualismo» y el «consenso» con la oposición y los actores sociales, según sus propias expresiones. Para equilibrar el presupuesto decidió llevar adelante una política de austeridad que implicó principalmente la disminución de los subsidios a los servicios públicos. Según la BBC, el gobierno macrista realizó uno de los aumentos de tarifas de servicios públicos más grandes de la historia del país. Una de sus primeras medidas, tomada el 17 de diciembre de 2015, fue la liberalización de las restricciones cambiarias, conocidas popularmente como «cepo cambiario», lo que supuso que el peso experimentara una devaluación cercana al 40 %.
La política para contener la inflación y la cotización del dólar estuvo basada, en una primera etapa, en metas de inflación y luego en una política de control de agregados monetarios. En este proceso se aumentó la tasa de interés de referencia a un valor del 60 %, siendo el más alto del mundo. Esta política, sin embargo, falló en controlar la cotización del dólar, el cual superó los 60 $ a fines de 2019. Tampoco logró controlar la inflación, que promedió el 40 % anual durante la gestión de Macri y acumuló un aproximado de 300 % hacia finales de 2019. En 2018 la economía nacional de Argentina fue calificada como hiperinflacionaria por el organismo regulador de Estados Unidos, la Security and Exchange Commission (SEC), basándose en las Normas Internacionales de Información Financiera (NIIF), que regulan la presentación de balances de las empresas que cotizan en Bolsa en todo el mundo. En tanto la moneda argentina, el peso, fue la moneda emergente de peor desempeño  entre enero y febrero de 2018.
La actividad económica estuvo en recesión durante tres de los cuatro años del mandato de Macri. El PBI cayó un 2,1 % en 2016, creció al 1,6 % en 2017 para luego caer nuevamente el 2,5 % en 2018 y un 2,2 % en 2019.
Esta combinación de recesión y alta inflación provocó un deterioro de los indicadores sociales. Desde un valor cercano al 30 % en diciembre de 2015, la pobreza llegó a 35,4 % en el primer semestre de 2019 y se estima que puede llegar al 40 % al terminar el año. La indigencia a su vez llegó al 7,7 % de la población. Según un estudio de la consultora Delfos la clase media, se redujo del 30 % al 25 % a fines de 2017. La nueva metodología para medir la pobreza implementada por el gobierno de Macri fue objeto de críticas, debido a ciertas inconsistencias con otros indicadores, como el desempleo, el aumento del precio de los alimentos y la desocupación medida por el Gobierno de la Ciudad de Buenos Aires.
Según el informe de la Universidad Nacional de Avellaneda, la Argentina fue el país latinoamericano en el cual se ha deteriorado más el nivel adquisitivo de los salarios a partir de la asunción de Mauricio Macri como presidente. La caída del valor real de los sueldos fue de un 6,1 % en sus primeros dos años y se debe al proceso inflacionario que sufrió la economía y al menor nivel de aumento salarial. El salario mínimo en la Argentina se desplomó 34,8 % en los primeros dos años y medio de gobierno de Mauricio Macri; desde los 600 dólares mensuales (2015), a los 400 dólares luego de la devaluación tras liberar el cepo, y continuó descendiendo hasta llegar a los 384 dólares en mayo de 2018.
Entre diciembre de 2015 y el mes mismo de 2019 la deuda externa bruta creció 76 %, pasando de 157 792 millones USD a 232 952 USD. De este total, 200 000 millones USD correspondían a vencimientos en el corto plazo, entre 2020 y 2023.
El 14 de diciembre de 2015 (4 días después de iniciado su mandato) el gobierno anunció la eliminación de retenciones a las exportaciones de trigo, maíz, sorgo y carne, y una reducción a las retenciones de soja al 30 %, con un costo fiscal de 23 604 millones de pesos.
La rebaja de las retenciones, sumada a la devaluación, produjo fuertes incrementos de precio en productos de primera necesidad, entre ellos el aceite que aumentó un 51 %, la harina 110 %, el pollo 9 % y los fideos 78 % entre otros, y un aumento del 50 % en el precio de la carne en dos semanas.
En septiembre de 2018, ante un escenario hiperinflacionario, anunció la vuelta de las retenciones, aplicando una tasa del 10% sobre las exportaciones primarias y otra del 7,5% para las exportaciones con valor agregado.
Durante la campaña electoral Macri dijo que si ganaba las elecciones aspiraba a tener un «dólar único» en diciembre y unificar las dos cotizaciones de facto debido a los controles cambiarios (conocidos como «cepo»), la oficial estaba en 9,8, $ mientras que la paralela alcanzaba los 14,50. $ Mauricio Macri había manifestado que «la devaluación no es la solución a los problemas económicos de la Argentina», mencionando que «la solución es bajar la inflación, se devalúa la moneda producto del proceso inflacionario que tiene que este gobierno».
El 16 de diciembre de 2015 el ministro de Hacienda y Finanzas, Alfonso Prat-Gay anunció el fin de las limitaciones para la compra de moneda extranjera. Al día siguiente se produjo una fuerte devaluación del peso, que modificó su cotización de 9,84 a 13,95 pesos por dólar, lo que representó una depreciación del 42 %. Aunque durante los días siguientes se experimentó una apreciación del peso que llevó su cotización a 13,30 por unidad. En total la moneda nacional cayó 26 % tras registrar en la mañana su menor nivel desde 2002. Volvió a subir a 14,70 a comienzos de febrero de 2016, con una tendencia al alza.
Simultáneamente, el ministro de Hacienda Alfonso Prat-Gay afirmó que a nivel internacional se recibieron positivamente las nuevas medidas, en particular la liberación del mercado de cambios.
Tras la remoción aumentaron en un 200 % sus compras de dólares en el primer trimestre de 2016, el déficit cambiario creció 45 % y la fuga de divisas alcanzó los 9000 millones USD en los primeros 9 meses.
Estas medidas provocaron que el peso experimentara una devaluación cercana al 40 %, la mayor registrada desde 2002, cuando se puso fin a la convertibilidad. Entre diciembre de 2015 y julio de 2017, el peso sufrió una devaluación cercana al 82 %, fue la moneda de peor desempeño en el mundo en 2017.  En mayo de 2018 se produce una corrida cambiaria que llevó la cotización a 24 pesos por dólar. A fines de agosto de 2018, el peso cotizaba cercano a las 40 unidades por dólar, habiendo experimentado una devaluación del 304 % desde la asunción de Mauricio Macri. En cuanto a caída de reservas, en el último trimestre Argentina fue el país del mundo de mayor deterioro del mundo, con una merma del 8,3 %. En mayo de 2018, el peso cotizaba a 24,00 por dólar, habiendo experimentado una depreciación de 144 % con respecto a la moneda estadounidense desde el inicio de la gestión de Macri. Hacia agosto de 2018 el peso se devaluó nuevamente superando los 30 pesos por dólar, mientras que en los países vecinos como Brasil y Uruguay el peso se tomaba a 40 por dólar. Acumulando una depreciación anual del 75 % y una depreciación de más del 200 % respecto al dólar desde diciembre de 2015. A fines de agosto de 2018, el peso cotizaba cercano a los 40 unidades por dólar, habiéndose depreciado 304 % desde la asunción de Mauricio Macri y acumulando un 125 % entre los doce meses anteriores.
El 2 de septiembre el gobierno estableció un cepo cambiario con un límite de compra de 10 000 dólares por mes. En las semanas siguientes, y a pesar de la intervención oficial del Banco Central, el peso continuó devaluándose y tocó, el viernes 25 de octubre, un mínimo de 65 unidades por dólar. El 12 de septiembre de 2019 impuso una nueva restricción en el mercado de cambios por la cual las personas físicas. A finales de octubre aumentaron las restricciones permitiendo únicamente la compra de 200 dólares mensuales con cuenta bancaria o 100 dólares en caso de utilizar efectivo.
La devaluación de diciembre de 2015 unificó a los sindicatos, que exigieron al gobierno un bono de fin de año para compensar la caída del salario real. Uno de los líderes sindicales, Hugo Moyano, si bien responsabilizó de la devaluación al gobierno saliente, advirtió que, ya que el gobierno había sido muy generoso con muchos sectores de la sociedad, esperaba que tomase la decisión de pedirles a las empresas que pagaran ese bono, que consideró "mínimo". Ante los reclamos sindicales, el Ministerio de Trabajo comunicó que "el bono no está agenda", mientras que el Ministro de Agricultura Ricardo Buryaile replicó que, en lugar de eso, se iba a subir el mínimo no imponible del Impuesto a las Ganancias.
El 21 de diciembre el secretario general de la CGT Antonio Caló expresó críticas por el aumento de la inflación desde "la salida del cepo" y declaró que el movimiento obrero estaba esperando ser recibido por el presidente Macri, ya que "con la salida del cepo y los aumentos de precios, los trabajadores somos los que más lo sufrimos." Tras considerar que todos los rubros habían aumentado ya un 30 o 40 por ciento, se mostró abierto al diálogo para fijar de acuerdo con el gobierno una cifra.
En respuesta al pedido de bonos por los sindicalistas la Gobernadora de la Provincia de Buenos Aires, expuso que, desde su asunción el 10 de diciembre, la prioridad de su gobierno era conservar el empleo y garantizar sueldos y aguinaldos "que no estaban garantizados," agregando que la provincia no estaba en condiciones de afrontar un bono de fin de año.
El 21 de diciembre Macri anunció una ayuda extraordinaria de fin de año de 400 $ para las personas que cobran la AUH y la jubilación mínima. Macri explicó que el bono se debía al aumento de la inflación, a la que llamó "deslizamientos de precios", paralelamente anunció que no daría el bono de fin de año en el Estado Nacional, que reclamaban los sindicatos debido al aumento de precios, y que "lo que haga el sector privado dependerá de cada empresa y cada condición".
El sábado anterior a su asunción declaró que los trabajadores deberían pagar el impuesto a las ganancias sobre el aguinaldo de diciembre, a diferencia de lo que venía sucediendo en los últimos años y que a partir del 1 de enero solo se eximiría a los trabajadores con salarios inferiores a 30 000. $ Los sindicatos criticaron inmediatamente la decisión y Macri debió rectificarse anunciando a través de Facebook que los salarios menores a 30 000 $ no pagaría el impuesto. La rectificación tampoco satisfizo a los sindicatos, ya que la quita anunciada por Macri era menor que la que había establecido Cristina Fernández de Kirchner en 2014, alcanzando a los trabajadores que ganaran menos de 35 000, $ beneficiando a unos 750 000 asalariados. Según los cálculos sindicales, teniendo en cuenta los incrementos salariales del 2015, el anuncio de Macri beneficiará a unos 450 000 trabajadores.
En marzo de 2016 se anunció el aumento de las tarifas del agua. En julio de 2016 fueron anunciados recortes en el subsidio estatal de agua potable y saneamiento, energía eléctrica e hidrocarburos (gas combustible y petróleo). Se produjo un fuerte aumento en los precios de los combustibles, naftas y GNC, convirtiendo a la Argentina en el segundo país con las naftas más caras de Latinoamérica después de Uruguay.
El 5 de abril de 2016 se produjeron cacerolazos en Argentina, manifestantes exigieron la renuncia de Mauricio Macri tras la gran cantidad de despidos, los abruptos aumentos, ajustes, tarifazos y la vinculación e imputación por el caso Panamá Papers. Hubo cacerolazos en el centro de Mar del Plata, en la plaza frente a la Catedral, también una masiva movilización denominada #7A en oposición al ajuste de Macri. También hubo protestas en otras plazas del interior del país y en Rosario. Convocados espontáneamente al grito de "procesado", miles de manifestantes se concentraron en Plaza de Mayo en la ciudad de Buenos Aires.
Las manifestaciones públicas en protesta por el aumento de tarifas se repitieron varias veces a lo largo de su mandato. Diversas organizaciones vecinales y políticas argentinas llamaron a una primera protesta en contra de la medida gubernamental para el 14 de julio de 2016 en distintos puntos de la Provincia de Buenos Aires. Los manifestantes que realizaron un cacerolazo, se concentraron en el Obelisco de Buenos Aires y sus alrededores, exigiendo, entre otros petitorios, la restauración de los precios tarifarios y la renuncia del primer ministro de energía argentino, Juan José Aranguren. El 14 de julio se produjo una protesta por los aumentos en la tarifa del gas, que en ocasiones había superado el 1000 %, y en algunos casos llegaban al 2000 %, a los que una resolución limitó a un máximo interanual del 400 % (cinco veces más). Contribuyeron al malestar de la población las distintas expresiones vertidas por miembros del gabinete de ministros y el propio presidente de la Nación, haciéndose hincapié en las críticas a la gestión del ministro de Energía y Minería, Juan José Aranguren, del que se pidió la renuncia a su cargo.
Las manifestaciones públicas en protesta por el aumento de tarifas se repitieron varias veces a lo largo de su mandato.
Desde diciembre de 2015 hasta abril de 2016 se mantuvieron negociaciones con los Fondos buitre tenedores de deuda argentina que no habían ingresado al canje de 2010. El 31 de marzo de 2016, el Senado aprobó la derogación de las leyes de Pago Soberano y Cerrojo y autorizó una emisión de deuda por 15 000 millones de dólares.
Dicho pago se encuentra siendo investigado por la justicia argentina por graves irregularidades detectadas en el pago, entre ellas: No se elaboraron informes por parte de áreas técnicas de organismos estatales que sustenten los montos demandados, hubo acuerdo firmados a mano alzada, no se individualizaron los títulos incorporados, y en la mayoría de los casos se acordó pagar más de lo acordado en las sentencias. Al analizar los desembolsos, los peritos también aseguraron que no hay documental que avale qué títulos se abonaron. A 2016 la causa es llevada adelante por el Fiscal Federal Federico Delgado sobre las irregularidades en el pago que ordenó el gobierno de Mauricio Macri.
Paralelamente se abrió una causa contra Mauricio Macri por la negociación con los llamados "fondos buitres", donde se lo investiga por una presunta "delictiva negociación". Según el diario británico Financial Times, Argentina emitió para pagarles la mayor suma de deuda para cualquier nación en desarrollo desde 1996, siendo el país que más se endeudó en el mundo desde 1996. Días después a consecuencia de esta política nacieron los llamados fondos de "tercera generación", una nueva tanda de demandantes con bonos que no ingresaron a los canjes de deuda de 2005 y 2010; y tampoco aceptaron la propuesta del gobierno Mauricio Macri. Tras meses de investigaciones, el fiscal del caso declaró: el endeudamiento por 16 500 USD millones que encaró la administración de Cambiemos para luego cancelar en efectivo 12 500 millones USD a los bonistas en default fue el broche de oro de una gigantesca estafa al Estado nacional.
El 30 de diciembre de 2015 el ministro de Economía Prat Gay anunció que había declarado la emergencia estadística, razón por la cual el gobierno «no publicará datos de la inflación hasta nuevo aviso» y que se estaba analizando la posibilidad de elaborar un índice alternativo. Como consecuencia de esas críticas, el Instituto Nacional de Estadística y Censos (Indec) había empezado a trabajar con especialistas del Fondo Monetario Internacional para mejorar la calidad de sus estadísticas, aunque en el primer plazo se dijo que hubo «avances», no se corrigieron las «imprecisiones» por lo que el organismo decidió postergar el plazo, estableciendo el 15 de julio de 2016 como fecha máxima para implementar las observaciones realizadas y lograr el suministro de datos «precisos».
Las declaraciones de emergencia dispuestas por el gobierno de Macri en varias áreas, fue cuestionada por periodistas como Tomas Lukin y el diario Página/12 y dirigentes del Frente para la Victoria, sosteniendo que la misma permite incumplir los procedimientos constitucionales y legales establecidos e institucionalizar la corrupción. La asociación de trabajadores del Indec denunció los intentos por parte de Todesca de modificar las metodologías de medición de los distintos índices que publica el Instituto, con el objetivo de ocultar la realidad económica que se vive en el país: "esta dirección quiere dejar de medir la informalidad laboral, que en la Argentina alcanza a la mitad de la población", dijo el dirigente. También se denunció que las autoridades tienen la intención de descentralizar a la Ciudad de Buenos Aires de la Encuesta Nacional de Hogares, para que sea la propia administración porteña la que mida sus índices de consumos, abriendo la puerta a manejos arbitrarios de las estadísticas.
Paralelamente fue designado Jorge Todesca quien se hallaba imputado penalmente por el fiscal en lo penal Ingresos por decil (deciles 1 y10), Argentina 2005-2016.png Emilio Guerberoff junto a su consultora Finsoport por supuesta falsedad en la elaboración de índices de inflación privados. En 2016 el interventor decretó un "apagón estadístico", por lo que no se publicaron los índices de inflación durante 8 meses y se decidió seleccionar los IPC de San Luis y de la Ciudad de Buenos Aires (IPCBA) a modo de referencia. Meses después para el cálculo de febrero del Coeficiente de Estabilización de Referencia (CER), el Indec eligió el índice de San Luis que dio 2,7 % cuando venía usando el de la Ciudad de Buenos Aires, que dio 4 % para usar el índice más bajo de inflación y pagar menos intereses. Al mismo tiempo en 2017 los números oficiales del Indec mostraban una inflación sensiblemente menor que consultoras privadas y provinciales, mientras el IPC porteño calculaba una inflación 46 % más alta que la del Indec en enero de 2017. siendo criticados los números de pobreza difundidos en 2016. En 2017 se implementaron cambios sustanciales a la metodología de la EPH (Encuesta permanente de hogares) por lo que diversos especialistas señalaron que se habían realizado numerosos hallazgos acerca de inconsistencias en la EPH y en la metodología de medición de la pobreza que inauguró el Indec en 2016. Un año antes diversos especialistas advirtieron que el Gobierno nacional de Mauricio Macri alteró la medición de la Canasta Básica Alimentaria (CBA) y la Total (CBT). En tanto el gobernador cordobés Juan Schiaretti calificó de "burla" los índices del organismo nacional. En tanto también el gobernador de San Juan criticó los índices de 2017 ya que el organismo había notificado que San Juan tenía el 43,6 por ciento de pobres y tres meses después informó que la pobreza en San Juan bajó al 26,4 por ciento, 17 puntos en tres meses.
En tanto, un informe del Observatorio de Desarrollo Social bajo la metodología de medición CONEVAL determinó que en el período 2015-2016 aumentó la inseguridad de 14,7 % (2015) a 15,2 % (2016). A la vez, se observó un crecimiento de la población bajo niveles de hacinamiento del 11,2 % (2015) a 13,4 % (2016), de déficit de servicio sanitario del 9,3 % (2015) al 10,3 % (2016) y de falta de acceso al sistema de seguridad social de 25,2 % (2015) al 26,8 % (2016). Ninguna de estas dimensiones e indicadores son evaluados en los datos del Indec a la hora de medir la pobreza.
El 9 de noviembre de 2016 el Fondo Monetario Internacional (FMI) concluyó la primera misión de supervisión de la economía Argentina desde 2006, bajo las facultades denominadas "consulta del Artículo IV", del Convenio Constitutivo del FMI.
Al concluir la misma el FMI remitió al gobierno argentino cinco recomendaciones:
El 16 de noviembre de 2017 el presidente Macri, los gobernadores de 22 de las 23 provincias y el jefe de Gobierno de la Ciudad de Buenos Aires acordaron un Consenso Fiscal, en el que se comprometieron a tomar importantes medidas de gobierno y a gestionar ante el Congreso de la Nación leyes de reformas laborales, previsionales e impositivas. El Pacto incluía reorientar el 20 % del Impuesto a las Ganancias destinado a financiar la seguridad social para financiar a las provincias, la entrega a la provincia de Buenos Aires de 65 000 millones de pesos —equivalentes a unos 4000 millones de dólares, y el compromiso por parte de las provincias para que los impuestos inmobiliarios suban hasta alcanzar el valor de mercado de los inmuebles. La única provincia que no firmó el Consenso fue la provincia de San Luis.
El acuerdo firmado en 2017 tuvo un cumplimiento parcial por parte del Estado y las provincias, con pocos Estados provinciales que respetaron los topes de Ingresos Brutos y algunas que no aceptaron eliminar los tributos diferenciales por territorio.
El proyecto de ley conocida como «reforma previsional» permitiría, según el gobierno, reducir el gasto público al menos 79 000 millones de pesos —equivalentes a unos 4600 millones de dólares—.
En agosto de 2018 un decreto de necesidad y urgencia de Mauricio Macri rompió el Pacto Fiscal, entre ellos incumpliendo el inciso H del mismo, a ello se le sumó la decisión de eliminar el Fondo Sojero que contemplaba la transferencia a provincias y municipios del 30 por ciento de lo recaudado por retenciones a las exportaciones agropecuarias. En 2018 varias provincias denunciaron al Estado nacional por reducir unilateralmente la coparticipación escudándose en el pacto fiscal, en octubre de 2019 un fallo de la Corte Suprema obligó al Gobierno a compensar a las provincias por la baja de coparticipación IVA y los cambios en Ganancias que afectaron a las arcas provinciales. La causa había comenzado con un amparo de 15 provincias contra el decreto que hizo Macri tras las PASO. Obligando a la Nación a pagar unos 5660 millones, solo por el IVA.
Luego de las elecciones de 2017 y como resultado de las recomendaciones del FMI y del Consenso Fiscal con los gobernadores del 16 de noviembre de 2017, Macri envió al Senado tres proyectos: de reforma previsional, de responsabilidad fiscal y de consenso fiscal.
El paquete se completó con un proyecto de reforma tributaria iniciado en la Cámara de Diputados, promueve la rebaja de impuestos distorsivos, grava la renta financiera y modifica gravámenes internos. La reforma incluye tanto aumento y creación de impuestos nuevos como la disminución de impuestos preexistentes, por ejemplo:
El corazón del paquete era el cambio de la fórmula con la que se venían actualizando los beneficios de la seguridad social (jubilaciones, pensiones, AUH, etc.), adoptando la recomendación del FMI de actualizar los beneficios por el Índice de Precios al Consumidor (IPC), con el fin de generar un ahorro previsional, estimado entre 80 000 y 100 000 millones de pesos (equivalentes a 4600 y 5500 millones de dólares). El proyecto incluía también la supresión de los regímenes especiales de jubilación, como el de los docentes. Entre otras normas, el paquete incluyó también la eliminación del porcentaje del Impuesto a las Ganancias destinado a la seguridad social (ANSES), para ser destinado a las provincias, un aporte de 65 000 millones $ (equivalentes a unos 4000 millones de dólares) a la provincia de Buenos Aires y el compromiso de no aumentar el gasto público. Un año después de la reforma tributaria la carga tributaria subió 1 % del PBI respecto del 2018, Finalmente a mediados de junio de 2019 pese a las promesas de campaña de bajar impuestos la presión impositiva creció a niveles récord, la suba de la tasa de estadísticas a las importaciones, la reimplantación de las retenciones y los Impuestos Internos, superaron a la baja de Ingresos Brutos se caracterizó por un aumento en el presión impositiva. En 2018 Argentina se ubicó como el país con mayor presión tributaria del mundo, mientras que en 2018 Argentina se ubicó como el segundo país con una mayor “tasa total de impuestos y contribuciones” que deben pagar las empresas a nivel mundial. En 2019 Argentina llegó a la carga impositiva más alta en  los últimos 60 años, según estimaciones privadas durante la administración de Cambiemos.
En el Senado el proyecto fue modificado estableciendo una fórmula mixta, combinando el índice de precios al consumidor, con el índice de los salarios del sector formal (índice RIPTE). El 30 de noviembre el Senado aprobó los tres proyectos por amplia mayoría: la reforma previsional fue aprobada por 43 votos a favor y 23 en contra, el proyecto de ley de Consenso Fiscal tuvo 52 votos a favor y 15 en contra, y el proyecto de ley de Responsabilidad Fiscal fue aprobado por 53 votos a favor y 14 en contra. Los proyectos fueron aprobados con el voto de los senadores oficialistas de Cambiemos y un sector considerable del bloque peronista, liderado por Miguel Ángel Pichetto, quien declaró que votar la ley había sido una "ingrata tarea". Entre los senadores que lideraron la votación en contra se destacaron Adolfo Rodríguez Saa -peronista de la Alianza Compromiso Federal- y Marilin Sacnun -peronista kirchnerista-.
Un sector importante del sindicalismo y de los movimientos sociales organizó una marcha de protesta al Congreso de la Nación para oponerse al proyecto de reforma previsional, con la consigna "No es reforma, es ajuste".
El 14 de diciembre se produjo un grave conflicto y una crisis política, calificada como "día de furia" por algunos medios, cuando la Cámara de Diputados convocó a sus miembros a tratar el proyecto aprobado en el Senado. Dentro del recinto la sesión se cayó por pedido de Elisa Carrió, cuando la oposición acusó al oficialismo de reunir el cuórum con personas que no estaban habilitadas como diputadas, en medio de un escándalo en el que se produjeron intentos de agresión física, con acusaciones y denuncias penales cruzadas entre funcionarios. Fuera del recinto, en las calles, la ministra de Seguridad Patricia Bullrich envió gran cantidad de agentes de la Gendarmería Nacional y la Policía Federal para montar un operativo de vallado de varias manzanas, con el fin de impedir que manifestantes opositores se acercaran al Congreso Nacional. Pese a ello se produjeron violentos enfrentamientos entre las fuerzas de seguridad y los manifestantes, en los que resultaron heridos varios diputados, periodistas y ciudadanos, y fueron detenidas varias decenas de personas. El despliegue y la acción represiva dispuesta por la ministra Bullrich, fue criticada por las diversas expresiones de la oposición, organizaciones de derechos humanos y algunas figuras destacadas de Cambiemos, como la diputada Carrió y Ricardo Alfonsín. Luego de las críticas, en el más alto nivel se tomó la decisión de desplazar a la ministra Bullrich del mando del operativo de seguridad en el Congreso, para atribuírselo al jefe de Gobierno de la Ciudad de Buenos Aires Horacio Rodríguez Larreta.
Inmediatamente después de fracasada la sesión de la Cámara de Diputados, el presidente Macri se reunió con su gabinete para analizar la situación y ordenó redactar un decreto de necesidad y urgencia (DNU) para aprobar la reforma previsional. El DNU fue firmado por todos los ministros y varios medios de comunicación anunciaron la inminencia de su sanción por parte del presidente. En esa situación la Confederación General del Trabajo emitió una declaración en la que anunció que si el presidente Macri firmaba el DNU, declararía de inmediato una huelga general. Poco después la diputada oficialista Elisa Carrió hizo público un mensaje por Twitter en el que criticaba la intención del gobierno de sancionar el DNU, sosteniendo que se trataría de una grave violación a la Constitución Nacional. Luego de esos dos hechos los medios anunciaron que Macri había decidido no dictar el DNU.
El lunes 18 de diciembre los diputados fueron convocados nuevamente para tratar la reforma previsional y tributaria. El presidente Macri convocó simultáneamente a la Casa Rosada a los gobernadores de provincia, con el fin ratificar el apoyo al proyecto derivado de Consenso Fiscal y presionar a los diputados. Al igual que en la frustrada reunión  anterior, fue vallada una área de varias manzanas para evitar que los manifestantes pudieran acercarse al Congreso Nacional. Por su parte la Confederación General del Trabajo declaró una huelga general de 24 horas que se inició a las doce del mediodía. Una gran multitud, estimada en 500 000 personas ocupó la plaza de los Dos Congresos y la Avenida de Mayo para protestar contra la ley. Luego del mediodía se desató una batalla campal entre algunos manifestantes y la policía, con decenas de heridos y detenidos, y críticas cruzadas por la responsabilidad de la violencia; el oficialismo sostuvo que se trató de un intento de golpe de Estado. Por la noche, ya retirados los manifestantes, se inició un cacerolazo en el que participaron decenas de miles de vecinos, que comenzaron a salir de sus casas para reunirse espontáneamente y hacer sonar sus cacerolas en señal de protesta en diversos barrios de Buenos Aires y otras ciudades del país. Finalmente, en la madrugada del día 19 de diciembre, la Cámara de Diputados aprobó la reforma previsional, por 128 votos a favor y 116 en contra; veinte diputados opositores votaron a favor del proyecto.
Diversas asociaciones de periodistas repudiaron la violencia ejercida contra al menos 23 periodistas, 13 de los cuales fueron heridos por las fuerzas de seguridad (el caso más grave fue el del fotógrafo Juan Pablo Barrientos de Revista Cítrica baleado con más de 20 impactos de bala de goma) y 10 por grupos de manifestantes (el caso más grave fue el del comentarista Julio Bazán del grupo Clarín al que le arrojaron brasas candentes). La Academia Nacional de Periodismo consideró que la violencia contra los periodistas constituía una "involución intolerable".
A comienzos de 2018 el gobierno argentino no logró obtener nuevos préstamos internacionales para pagar los intereses crecientes de la nueva deuda externa contraída. Ante la inminencia del default se produjo una corrida cambiaria que causaría que el peso argentino perdiera la mitad de su valor en dólares, con un dólar que pasó de valer 18,40 $ en diciembre de 2017 a 40 $ en septiembre de 2018. El 8 de mayo de 2018, en un mensaje emitido desde la Casa Rosada, el presidente Mauricio Macri anunció el inicio de conversaciones con el Fondo Monetario Internacional (FMI) para solicitar una «línea de apoyo financiero», consistente en un posible préstamo de unos 30 mil millones de dólares estadounidenses. Esto ocurrió tras varias jornadas de corrida cambiaria que llevaron a una escalada de la cotización del dólar estadounidense (que se acercó a los 24 pesos, alcanzando su máximo histórico desde la salida de la convertibilidad) y que provocó una devaluación de la moneda argentina, el derrumbe del valor del peso argentino, el aumento del riesgo país al segundo más alto del mundo y de las tasas de interés, ubicándose como las más altas del mundo. Además llevaría a una depreciación del peso argentino de 17,66 por dólar a 40. Para noviembre de ese año, el país tenía la segunda inflación más alta del mundo y una de las mayores caídas del PIB, lo que llevó a la decisión de recurrir al rescate del Fondo Monetario Internacional (FMI).
En esas condiciones Macri desplazó al presidente del Banco Central, Federico Sturzenegger, y recurrió al Fondo Monetario Internacional que, con fuerte apoyo del presidente de Estados Unidos Donald Trump, le otorgó inicialmente un préstamo de 50 000 millones de dólares, el más grande de la historia del organismo, equivalente a un 11 % del PBI de la Argentina en 2018.
El FMI liberó una primera partida del crédito, pero el dinero fue utilizado por el nuevo presidente del Banco Central, Luis "Toto" Caputo, para vender los dólares del FMI en el mercado de cambios sin subastar los mismos, algo que había sido prohibido por el FMI al conceder el préstamo, debido a la falta de transparencia de dichas operaciones. La consecuencia fue un nuevo despido del presidente del Banco Central, a solo tres meses de su designación; al año siguiente el propio Caputo reveló que fue el Fondo Monetario quien dispuso su despido como presidente del Banco Central. El gobierno firmó entonces un nuevo acuerdo con el FMI, donde se aumentó el préstamo a 57 100 millones de dólares. Ese monto se completó también con un crédito del 5650 millones de dólares del Banco Interamericano de Desarrollo (BID). El FMI aceptó que la totalidad del dinero fuera entregada en los dos años restantes del mandato de Macri y que la cancelación del préstamo corresponda al gobierno siguiente.
El eje central de las condicionalidades del FMI es reducir a cero, en 2019, el déficit fiscal primario, sin contar el pago de los intereses de la deuda externa, para la que sí se permite tener déficit fiscal. El ministro de Economía Nicolás Dujovne explicó en estos términos las metas inflacionarias del préstamo stand by con el FMI:

Definimos una meta de inflación para fin de 2019 de 17 %, para 2020 del 13 % y 9 % para 2021. Si tenemos una inflación interanual del 20-21 % para junio del año que viene es que estamos en buen camino de cumplir los objetivos. Nos comprometemos a eso
Nicolás Dujovne

En julio de se desató una nueva corrida cambiaria que provocó, a fines de ese mismo mes, una fuerte caída de los bonos y acciones argentinas, el aumento del riesgo país en 700 puntos, y el aumento del valor del dólar, que llegó a superar los 40 pesos. La corrida provocó que las variables financieras, monetarias y bursátiles se derrumbase. A esto se le sumó una mayor pérdida de reservas, caída de las acciones, y el derrumbe de los bonos. Sacrificándose más de 9000 millones de dólares en reservas sobre un total de 53 000 millones. Además el gobierno subió la tasa de interés al 60 % la más alta del mundo. El 1 de septiembre, como efecto de la crisis cambiaria argentina, la agencia calificadora Standard & Poor's bajó la calificación de deuda argentina. Desde a principios de 2018 se sumaron 4,8 millones de pobres. La pobreza pasó del 24 al 36 por ciento. Los datos de Indec quedaron bajo sospecha desde que la exdirectora de la Encuesta Permanente de Hogares Cynthia Pok renunció en 2017 denunciando presiones para dibujar el índice de pobreza. Al mismo tiempo llevó al desplome de los salarios argentinos medidos en dólares.
El 12 de agosto de 2019, luego de las elecciones primarias se desencadena una corrida cambiaria y bursátil (esta última la segunda más grave de la historia de la humanidad, con una caída del 48 %), que devaluó el peso en un 40 % en pocas horas (de 42 $ a 66 $ el dólar), que luego el Banco Central logró atenuar un poco, cerrando el día con una devaluación del 25 % (57 $) y un riesgo país que duplicó su valor para alcanzar 1700 puntos básicos. Al día siguiente continuó la corrida cambiaria y bursátil, con una nueva devaluación del peso de un 9 %.
Para entonces los datos de la macroeconomía habían quedado completamente desfasados de las metas acordadas con el FMI. El acuerdo establecía que al final de 2019, la deuda pública debía ser equivalente al 64,5 % del PBI, la inflación anual debía descender al 17 %, el crecimiento del PBI debía llegar al 1,5 % y el desempleo debería estabilizarse en 8,6 %. Ninguna de esas metas se cumplieron. Hacia mitad de año la inflación había alcanzado el 22,4 % semestral (cinco puntos más de lo que debía sumar en todo el año), el FMI cambió abruptamente su estimación y estimó que el PBI se reduciría un 1,3 %, y el desempleo siguió creciendo y alcanzó los dos dígitos por primera vez en una década con un 10,1 %, La crisis de agostó empeoró seriamente esos indicadores que ya eran muy negativos.
La abrupta suba del valor del dólar desencadenó a su vez un nuevo salto inflacionario, con subas de precios de dos dígitos en un solo día, principalmente en los alimentos, amenazando provocar una crisis alimentaria generalizada.
El miércoles 15 de agosto el presidente Macri anunció una serie de medidas con el fin de atenuar el efecto de la crisis. Las medidas incluyeron un congelamiento del precio de los combustibles, un aumento inmediato del salario de los empleados del Estado nacional, la eliminación del IVA en los alimentos que se cobraba al consumidor, la convocatoria urgente a las cúpulas empresariales y sindicales para acordar un nuevo monto para el salario mínimo, vital y móvil y un aumento del mínimo a partir del cual se debe pagar el impuesto a las ganancias.
A partir de la corrida cambiaria y bursátil iniciada el 12 agosto, el ministro de Hacienda Nicolás Dujovne estuvo ausente de todas las reuniones del gabinete y en los anuncios económicos del gobierno. La ausencia de Dujovne generó diversas versiones. El diario Clarín informó que "todos conocían que Nicolás Dujovne había renunciado por escrito el martes (13 de agosto)" y afirmó que al ministro "ya se le conocían antecedentes de pánico ante situaciones de estrés". Finalmente, el martes 20 de agosto juró como nuevo ministro de Hacienda Hernán Lacunza, quien hasta ese momento se había desempeñado como ministro de Economía de la gobernadora de la provincia de Buenos Aires, María Eugenia Vidal.
Poco después de iniciada la crisis Macri y el principal candidato opositor, Alberto Fernández, conversaron telefónicamente por primera vez. Ambos declararon a la prensa que estaban satisfechos con el encuentro y los acuerdos básicos alcanzados con el objetivo de preservar la institucionalidad, respetar la voluntad democrática de la población y tranquilizar a los mercados, iniciando un proceso de reuniones entre el oficialismo y la oposición para dar estabilidad a la economía durante el proceso electoral.
Simultáneamente se dio a conocer que la casi totalidad de la deuda externa en dólares tomada por el presidente Macri ha sido utilizada para fugar capitales y pagar intereses: entre diciembre de 2015 y marzo de 2019, el país se endeudó en 107 525 millones de dólares, de los cuales 106 779 millones volvieron a salir en el mismo período. Hacia agosto de 2019, la deuda pública como porcentaje del PBI superó el 100 %, duplicando el tamaño que tenía en diciembre de 2015, con el agravante de que el 80 % de la misma fue contraída en dólares, convirtiendo a la Argentina en el país que más aumentó su deuda externa en 2019.
El 28 de agosto de 2019 el gobierno dispuso unilateralmente postergar el pago de cuatro letras de corto plazo del Tesoro Nacional (Lecap, Lecer, Letes y Lelinks), así como proponerles una postergación voluntaria del plazo de pago a los acreedores de títulos de deuda, tanto bajo legislación argentina como bajo legislación extranjera. Para el caso de la deuda bajo legislación argentina, el presidente Macri sancionó un decreto de necesidad y urgencia estableciendo que si el 75 % de los acreedores aceptaran la postergación del vencimiento, la misma sería obligatoria para el 25 % restante. El gobierno utilizó una palabra que no existe, "reperfilamiento", para denominar la medida, pero diversas entidades y especialista caracterizaron la medida como un "default selectivo".
El 30 de diciembre de 2015 el ministro de Economía Prat Gay anunció que había declarado la emergencia estadística, días después el Instituto Nacional de Estadística y Censos fue intervenido por Jorge Todesca quien decretó un "apagón estadístico", por lo que no se publicaron los índices de inflación durante 8 meses y se decidió seleccionar los IPC de San Luis y de la Ciudad de Buenos Aires (IPCBA) a modo de referencia, para sanear los datos alterados durante el gobierno de Cristina Fernández de Kirchner
En junio de 2016, el Indec volvió a medir la inflación.
Eliminar la inflación fue una de las principales promesas de campaña de Macri. Durante la misma declaró que «Eliminar la inflación será la cosa más simple que tenga que hacer si soy presidente» (febrero de 2015), y que «la primera meta será llevarla a un dígito en un par de años» (diciembre de 2015).
Al asumir la presidencia, la inflación era de aproximadamente el 25 % anual. Un año después, la inflación de 2016 se ubicó en torno al 40 %. Al cumplirse el segundo año, la inflación de 2017 midió 24,8 %, virtualmente el mismo porcentaje que cuando inició su gobierno. Pero en 2018 la inflación volvió a saltar al 47,6 %, siendo la más alta desde el año 1991, debido a entre otras cosas, al salto del dólar desde los 18 pesos a principio de año a superar los 40 en agosto.
Durante el gobierno de Macri el precio de los alimentos creció más que el promedio y más aún que el aumento de salarios. El fenómeno fue asociado a la quita de retenciones a las exportaciones de materias primas alimenticias (soja, cereales, carnes), causando de ese modo que los precios internos de los alimentos se aliñen con los precios internacionales, fenómeno conocido como "dolarización". En 2018 Argentina fue catalogada como economía hiperinflacionaria aplicando el International Accounting Standard 29 (IAS 29), de la Junta de Normas Internacionales de Contabilidad (IASB).
Entre octubre de 2015 y julio de 2019 la canasta alimentaria medida por el Gobierno de la Ciudad de Buenos Aires aumentó 222 % (de 5.189,62 $ a 16.722,38 $), mientras que, en el mismo período, el salario mínimo aumentó 123 % (pasó de 5588 $ a 12 500 $). Lo mismo sucedió con las jubilaciones mínimas, que aumentaron en ese lapso 117 % (pasaron de 4299 $ a 9309 $). Debido al aumento galopante del precio de los alimentos, en julio de 2019, el salario mínimo hubiera necesitado aumentar un 100 % en términos reales para recuperar el poder adquisitivo alimentario que tenía en 2015, mientras las jubilaciones mínimas hubieran tenido que aumentar un 58 % en términos reales (descontando la inflación).
"Pobreza cero" fue uno de los principales lemas de campaña de Mauricio Macri en 2015. Poco después Macri pidió que su presidencia fuera evaluada según la evolución del índice de pobreza.
A poco de iniciado su gobierno, el Instituto de Estadísticas (Indec) elaboró una nueva forma de medición de la pobreza y la indigencia. El gobierno de Macri subió aún más la línea a partir de la cual debía considerarse pobre o indigente a una persona.
La nueva metodología para medir la pobreza implementada por el gobierno de Macri fue objeto de críticas, debido a ciertas inconsistencias con otros indicadores, como el desempleo, el aumento del precio de los alimentos y la desocupación medida por el Gobierno de la Ciudad de Buenos Aires. En marzo de 2017 renunció la directora de la Encuesta Permanente de Hogares, Cynthia Pok, debido a las presiones que sufría para falsear el índice de pobreza. Estudios llevados adelante por universidades independientes, como el Instituto Gino Germani de la Universidad de Buenos Aires y la Universidad Católica Argentina, revelaron aumentos de la pobreza mayores que los publicados por el gobierno. Esta última, publicó a mediados de 2019 un estudio que mostraba que —a fines del año 2018— un 51,7 % de la población menor de 18 años eran pobres y que un 10,9 % eran indigentes, que un 29,3 % de los menores estuvieron subalimentados y un 13 % pasó hambre. En todos los casos se trataba de las cifras más altas desde que la UCA comenzó a publicar esas mediciones en 2010. Según el índice de la UCA, durante el gobierno de Macri (hasta fines de 2018) la pobreza aumentó un 15 % y la indigencia un 27 % (de 3,3 % a 4,2 %).
Más allá de las dudas sobre la precisión de los datos del gobierno, el propio presidente Macri y sus principales funcionarios reconocieron que la pobreza aumentó durante su gobierno.
Tras dos años y medio de gestión un estudio del Monitor de Clima Social (MCS) relevado periódicamente por el Centro de Estudios Metropolitanos (CEM), un centro interuniversitario que integran la Universidad Metropolitana para la Educación y el Trabajo (UMET); la Universidad Nacional Arturo Jauretche y la Universidad Nacional de Hurlingham reveló que la mitad de los habitantes de la Capital Federal y el Gran Buenos Aires disminuyeron las raciones de comida en el último año, la mitad de los ciudadanos tienen alguien de su hogar que perdió el trabajo en los doce meses. En febrero de 2018, un 37 por ciento de los hogares disminuyeron las porciones de comida por razones económicas. Ese porcentaje subió en éste Monitor, el de junio, al 48 por ciento del mismo año y el 40 por ciento pasó momentos de hambre por razones económicas durante el último año.
En septiembre de 2018 la relatora especial sobre alimentación de las Naciones Unidas, Hilal Elver, escribió un duro informe sobre la situación del país advirtiendo que cuatro millones de argentinos enfrentan una seria inseguridad alimentaria y padecen hambre.
Una de las primeras medidas que tomó el gobierno de Macri fue acordar con los «fondos buitre». El diario Buenos Aires Herald dio a conocer que los fondos buitres Elliott Management y Aurelius Capital Management habían solicitado diversas medidas al juez Thomas P. Griesa con el fin de impedir que el gobierno argentino pudiera recibir fondos de diversos bancos internacionales para fortalecer sus reservas. En abril de 2016 se llegó a un acuerdo y se les pagó a los acreedores con una quita del 27 %. Así el juez Thomas Griesa levantó las cautelares que frenaban pagos a los tenedores de bonos argentinos en el exterior y Argentina salió del default.
El presidente Macri impulsó una política de endeudamiento externo.Según el blog chequeado.co, la deuda pública recibida por el gobierno de Macri en diciembre de 2015 era de 240 665 millones de dólares. El 31 de diciembre de 2016 la misma llegó a 275 446 millones de dólares. Durante el año 2016, más del 12 % de la deuda mundial emitida lo fue por el Estado argentino, y desde enero a septiembre de 2017, el 20 % de los bonos emitidos por estados soberanos en el mundo correspondió a emisiones argentinas.
A fines de 2017, un informe de la agencia Bloomberg colocó a la Argentina en primer lugar en una lista de países emergentes en cuanto a emisión de deuda. El déficit fiscal fue cubierto con colocaciones de deuda cuantiosas, alcanzando los 42 000 millones de dólares entre 2016 y 2017. En la lista supera, incluso a China, la cual ocupa el segundo lugar. Como porcentaje del PBI la deuda alcanzaba a fines del 2017 casi el 57 %.
De acuerdo a un informe del Indec, a fin de marzo de 2018 la deuda externa del país ascendía a 253 741 millones de dólares, lo que significa un aumento de 86 329 millones más —casi un 52 % más— que los 167 412 que el país debía al momento de asumir Macri la presidencia.
En agosto de 2019 la deuda externa ascendía a 309 mil millones.

### Presidencia de Alberto Fernández (2019-2023)
La presidencia de Alberto Fernández inició el 10 de diciembre de 2019, sucediendo a Mauricio Macri, y finalizó el 10 de diciembre de 2023 al completar su período y ser sucedido por Javier Milei. Fue un gobierno calificado como de centro.

## Causas del progresivo declive

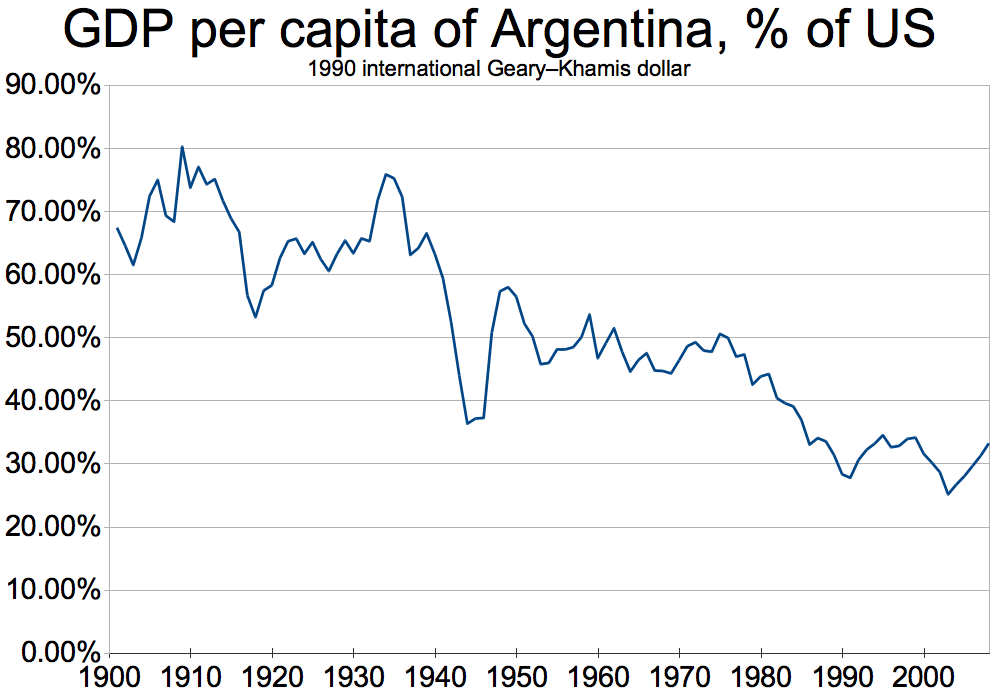
Evolución del porcentaje del PIB per cápita de Argentina en relación con el de Estados Unidos en el período 1900-2008.

La particular condición de Argentina de ser un país que había logrado un avanzado desarrollo en el siglo XX, pero haber experimentado una gran debacle, inspiró a una gran cantidad de libros y análisis sobre las causas de este declive. Simon Kuznets, ganador del Premio Nobel en Economía, remarcó que hay cuatro tipos de países: los desarrollados, los subdesarrollados, Japón y Argentina.
Según Guido di Tella y Manuel Zymelman (1967), la principal diferencia entre Argentina y otras regiones de nuevo asentamiento como Australia y Canadá fue la falta de alternativas adecuadas para compensar el fin de la expansión geográfica tras el cierre definitivo de la frontera. Carl E. Solberg (1985) tomó nota de las diferencias entre la distribución de terrenos en Canadá, lo que llevó a un aumento del número de pequeños agricultores, y el pequeño número de propietarios de cada uno de los terrenos de gran extensión en Argentina. De acuerdo con Platt y Di Tella (1985) la tradición política y la inmigración de diferentes regiones fueron factores clave, mientras que Díaz Alejandro (1985) sugirió que una restrictiva política de inmigración similar a la de Australia habría aumentado la productividad alentado por la relativa escasez de mano de obra.
Taylor (1992) señaló que la relativamente alta tasa de dependencia demográfica y la transición lenta en Argentina llevaron a una dependencia del capital extranjero para compensar la baja tasa de ahorro resultante.

## Períodos
| Período                               | Subperíodos                                     | Duración                                   |
| ------------------------------------- | ----------------------------------------------- | ------------------------------------------ |
| Indígena                              | Único                                           | prehistoria-1516                           |
| Colonial                              | Temprano (Potosino), Medio y Tardío (Porteño)   | 1516-1810                                  |
| Independiente                         | Guerra de Independencia, Caudillismo y Nacional | 1810-1862                                  |
| Transicional                          | Mitre, Sarmiento y Avellaneda                   | 1862-1880                                  |
| Agroexportador                        | Temprano y Tardío                               | 1880-1930                                  |
| Sustitución de importaciones          | Temprano y Tardío                               | 1930-1943                                  |
| Nacionalista, Peronista               | Temprano y Tardío                               | 1943-1955                                  |
| Marchas y contramarchas (Stop and go) | Inicial, Desarrollista/Frondicista, Gradualista | 1955-1966                                  |
| Industrial Tardío                     | Onganía, Lanusse                                | 1966-1973                                  |
| Tercer Peronismo                      | Pacto Social, Crisis del modelo                 | 1973-1976                                  |
| Neoliberalismo                        | Temprano, Medio, Tardío y de Crisis             | 1976-1983, 1989-1999, 1999-2001, 2015-2019 |
| Crisis de los '80                     | Gradualista, De Shock, Crítico (hiperinflación) | 1983-1989                                  |
| Neokeynesianismo                      | Inicial, Medio, Tardío y de Crisis              | 2003-2007, 2007-2015, 2019-2023            |
| Minarquismo                           | De crisis                                       | 2023-presente                              |